# 유희열
유희열(柳喜烈, 1971년 4월 19일 ~ )은 대한민국의 가수이자 음악 프로듀서이다. 원맨 프로젝트 밴드 토이(TOY)로 활동 중이다.

## 생애 및 경력

### 생애
본관은 문화이며, 1971년 4월 19일, 서울특별시 종로구 청운동에서 태어났다.
청운초등학교, 청운중학교 및 경복고등학교를 졸업하였다. 초등학교 6학년 때 독학으로 기타 치는 법을 터득했다고 한다.
중학교 1학년 때 처음으로 라이브 공연을 보게 됐는데 김창완 밴드의 '꾸러기 콘서트'를 보고 자연스러운 분위기에서 노래하고 얘기하는 모습이 너무 멋져 보여서 음악을 하고 싶다는 생각이 생겨나기 시작했다고 한다. 당시 좋아했던 가수는 김창완, 해바라기, 들국화, 어떤날, 시인과 촌장, 한영애 등이었다. 주로 포크(Folk) 계열을 좋아했는데 이유는 멜로디도 좋았지만, 가사가 사랑 이야기에서 벗어나 살아가는 얘기도 하고, 가사를 만들 때 단어 선택에 유의해서 만들었다는 것을 느꼈다고 한다.
중학교 2학년 때는 음악인이 되어야겠다는 결심을 하고 음반을 들으면서 직접 기타로 연주하기도 했다.
중학교 3학년 때 친구들과 함께 베이스 기타, 키보드, 통기타, 드럼으로 밴드를 구성한 '푸른 돛'이라는 그룹을 결성했는데 유희열은 통기타를 연주했다. 현재는 없어진 신촌의 크리스탈 소극장에서 멤버들이 돈을 조금씩 내고 티켓을 판매해 라이브 공연을 마련하며 공연도 했다. 중학교 3학년 때부터 고등학교 1학년 때까지 공연을 하고 고등학교 2학년이 된 후는 대학입시 준비 때문에 자연스럽게 팀이 해체되었다.
유희열은 대학에 가고 싶지 않아 공부를 열심히 하지 않았는데 고등학교 3학년이 되자 유희열의 형이 "너는 아무래도 딴따라가 되어야 할 것 같다"라고 어머니께 음악 정규 교육을 시키는 것을 제안했고 3학년 때 가족의 독려에 힘입어 음악대학에 가기로 결심하고 시험을 준비했다. 피아노를 배운 적은 없지만 어느 정도 칠 수 있었던 유희열은 1년간 맹렬히 피아노를 연습하고 작곡 지도를 받아서 1990년 서울대학교 작곡과에 입학했다. 그를 가르치던 선생님이 서울대에 시험을 봐도 되겠다는 말에 합격도 되지 않았는데 집안에서는 잔치가 벌어졌다. 유희열의 말에 따르면 운이 좋아서였다고 한다.
유희열은 살면서 가장 열심히 살았던 때가 음대 입시를 준비했던 고3 시절이라고 한다. 연습과 작곡을 하려면 피아노가 필요했는데 어려웠던 가정 형편이라서 집에 피아노가 없었다고 한다. 아들의 꿈을 위해 어머니는 힘들게 피아노를 마련했지만, 집이 좁아서 피아노 놓을 공간이 없어서 피아노를 들여놓기 위해 유희열은 독립을 하게 됐고 힘들게 피아노를 마련했지만 바로 도착하게 되는 건 아니었고 피아노가 집에 오기까진 2~3개월이 걸렸다.
그동안 연습은 해야 해서 유희열이 기다랗게 종이로 그림 그려져 있는 종이 피아노가 있는데 종이 피아노로 손으로 위치를 외우고 계이름을 짚고 연습하면서 곡을 쓰기도 했다. 손을 외워서 할 수 있는 연습을 하다가 피아노가 집에 와서 피아노로 연습을 했는데 집에 돈이 너무 많이 들어가기 시작해서 '이건 나
한테 다 채무이구나.. 내가 실패하면 완전히 집안이 어려워지겠구나..'라는 책임감 때문에 제일 열심히 살았다고 한다. 유희열이 당시 생각했던 것은 '나는 내가 배운 피아노로 어떻게든 밥을 먹고 살아야겠다.' '나는 우리 가족들을 행복하게 만들어야 한다.' 그래서 그때 샀던 그 피아노가 당시 샀을 때도 중고 피아노였는데 그 피아노를 못 팔겠어서 지금은 유희열의 조카가 쓰고 있다고 한다.
유희열은 자신보다 여덟 살 위인 형이 음악적인 부분에 있어 많은 영향을 주었다고 한다. 유희열이 초등학교 때 형은 경복고에 다녔는데 남성 무반주 중창단인 '글리'(glee)의 단원이었다. 유희열의 형은 노래를 잘했을 뿐 아니라 음악을 즐겨들었다. 덕분에 유희열도 자연스럽게 팝송과 가까워질 수 있었다. 또한 유희열의 친구가 되어 준 것은 FM 라디오에서 흘러나오는 팝송이었다. 그 당시 라디오를 통해 흐르던 아바, ELO, 비지스, 레이프 가렛, 트윈폴리오, 양희은, 김민기 등을 포함한 아티스트들의 곡은 그에게 있어 큰 영향이 되었다.
1992년 제4회 유재하 음악경연대회에 출전해 〈달빛의 노래〉로 대상을 받았다.
그리고 유희열은 유재하 가요제에서 대상을 수상하고 난후, 1994년 윤정오와 함께 토이를 결성한다. 그 뒤 곧바로 1집을 발매했다. 어떤 일화에 따르면, 1집 음반을 군 복무 중에 발매한 것 때문에 홍보를 할 수가 없어서 사람들에게 알려지지 않았지만 음악 하는 사람들 사이에서는 인정받았다고 한다. 1집에 실린 음악을 듣고 015B의 정석원이 곡을 만들어달라고 요청해온데 이어 이장우, 이승환, 윤종신 등 유명 가수들이 작곡을 부탁해왔다.
1집 음반을 발매하고 해군 수병으로 입대했으며 이로 인해 토이는 잠시 활동을 중단했다. 그러다 윤정오가 유학을 떠나게 되면서 자연스럽게 유희열의 1인 체제 그룹으로 바뀐다. 그사이 유희열은 군복무 중에 토이 2집 음반 준비를 했다. 휴가 나오는 틈틈이 음반 작업을 해서 유희열이 상병 때 음반이 나오게 됐는데 프로모션도 전혀 없었다고 한다. 이렇게 급하게 앨범을 낸 이유는 기획사인 하나음악에서 발매를 했는데, 해당 기획사에서 급하게 계획했기 때문이었다.
1996년 해군에서 제대하고 2집을 발매했다. 김연우가 메인 객원보컬이었던 2집은, 발표한 뒤 성공을 거두었으며 이때부터 토이는 저절로 유희열의 프로젝트 밴드로서의 객원보컬 체제가 됐다.
또한 유희열은 개별적으로 작곡가 활동을 하기도 했는데, 그가 작곡가로서 제법 알려지게 된 계기는 앨범 프로듀서를 맡은 96년 4월에 발매된 윤종신 5집 앨범 《우》가 70만장 이상 판매된 후부터이다. 앨범 프로듀서의 역할은 작곡과 편곡, 디렉팅, 연주, 세션맨 관리, 연주자 선택 등 앨범에 관한한 모든 것을 책임지는 것이다.
유희열이 작곡가로서 대중적으로 크게 알려진 곡은 1996년 11월에 발표된 곡이자 유희열이 작곡, 편곡한 이문세 <조조할인>이다. 이 곡이 많은 사랑을 받았다.
이와 더불어 유희열은 토이 활동과 별개로 가수 이승환의 무적밴드 건반 세션으로도 활동하였다.
2005년에 동시통역사 출신의 이상은씨와 결혼했다.

### 친구가 되어준 라디오
유희열의 부모님은 그가 초등학교 5학년때 이혼했는데, 이혼하기 전부터 아버지는 외국에 있었기 때문에 아버지에 관한 기억이 없다고 한다. 초등학교 때 고등학생인 형은 밤 10시에 돌아오고 한복디자이너인 어머니는 형보다 한시간 늦게 귀가했는데, 형과 어머니가 오기를 기다리면서 음악을 듣는 유희열의 가슴엔 언제나 슬픔이 가득했다. 지금도 유희열의 한구석에 그때의 슬픔이 괴어있어 자신의 음악에 흐르는 기본적인 정서는 슬픔이라고 한다. 외롭고 쓸쓸한 가운데 스스로에게 '강해져야 한다.'라고 자신을 달랬다.

### 영향을 준 아티스트들
유희열은 자신의 음악에 영향을 끼친 아티스트로는 류이치 사카모토, 안토니우 카를루스 조빙, 팻 메스니, 브라이언 이노, 윤상, 들국화, 어떤날, 일렉트릭 라이트 오케스트라, 데이비드 포스터, 엔니오 모리꼬네이며 이 아티스트들의 음악에 큰 영향을 받았다고 한다.

### 방황했던 학창시절
유희열은 중2부터 고1때까지 방황했었다고 한다. 가죽점퍼에 오토바이를 타고 머리를 염색하고 다녔고 학교에서 문제아 취급을 받을 정도여서 어머니가 많이 속상해했는데, 어머니가 화도 내고 매도 들었는데 와닿지 않았는데 어느 날 "나는 우리 희열이를 믿는다. 지금은 삐뚤게 가더라도 출발점이 어딘지 뒤돌아볼 수 있는 사람이라고 믿는다"라는 어머니의 말이 와닿아서 정신을 차리게 됐다고 한다.

2018년 2월 25일 투유 프로젝트 - 슈가맨 시즌 2에 지누(히치하이커)가 슈가맨 지누 <엉뚱한 상상>으로 오랜만에 TV 방송 무대에 나와서 유희열과 다시 만났는데 이때도 또 유희열이 일탈했던 학창 시절 얘기를 들을 수 있었다. 그의 어머니가 말씀하길 "오토바이 타는 것까진 좋은데.. 앞바퀴만 들지 말라고..."라는 말을 해줄 정도였다고 한다. 유희열이 오토바이 타는 복장도 앞머리를 맥주로 염색해서 동그랗게 말린 머리에 길에서 마주치면 눈을 마주칠 수 없을 정도였다고 한다.

### 스쿨 밴드 푸른 돛 활동
롤러코스터의 전 멤버 지누(히치하이커)가 중학교 때부터 스쿨밴드를 했는데 유희열을 그때 처음 만났다고 한다. 그때 만난 사람들이 신석철, 김세황, 유희열이었다고 한다. 그때 당시 지누의 밴드 팀 이름은 하이에나였고 유희열 밴드 팀의 이름은 푸른 돛이었다고 한다.
히치하이커가 가요계에 처음 발을 딛을 수 있게 해준 사람이 유희열의 도움 덕분 때문이라고 한다. 유희열과 같이 군대 동기로 생활했는데 지누는 록 음악만 알고 기타만 쳤기 때문에 코드 진행이라든지 이런 팝적인 거에 대해선 너무 몰랐는데 유희열이 많은 코드 이론을 많이 알려주었다고 한다. 유희열이 코드 하나를 알려주면 그 코드로 다음날 30곡을 써서 유희열도 놀랐다고 한다. 지누는 음악을 몸으로 알았다면 머리로 하는 걸 알게 된 거 같다고 한다. 제대하면 군대 안에서 만들었던 곡을 가지고 작곡가로 활동을 하고 싶었는데 유희열이 이승환에게 지누를 소개시켜 줬는데 이승환이 지누의 곡을 듣고 너무 만족해서 지누에게 가수로 계약을 하자고 했다고 한다.

### 15살 첫 작곡가 데뷔
유희열은 이미 열다섯 살 때에 곡을 썼다. 그때는 멋모르고 아무것도 알지 못하고 기타를 칠 줄 알았기에 해 보았던 것이라고 한다. 그 곡은 가수였던 유희열의 사촌형인 김형용의 앨범에 실리게 되었다. 유희열은 "곡이 좋아서 라기 보다 돈이 안 드니깐 실었던 것 같아요."라고 웃으며 말했다. 유희열이 라디오 천국을 진행할 때도 게스트로 출연한 윤상과 함께 언급했다. 유희열이 첫 작곡가 데뷔를 한 때는 중학교 때였다고 한다. 유희열이 말하길 "중학교 때 작곡가로 데뷔를 한 곡이 있어요." 라고 말했지만 어릴 때 만든 곡이라 쑥스러운지 가수와 곡명은 얘기하지 않았지만 그 곡은 1988년도에 발매된 김형용의 <꿈에 잠기어>이다. (유희열의 라디오 천국, 2008년 9월 24일)

### 고등학교 때 만든 곡을 시작으로 본격 작곡 활동
1991년 대학교 1학년 때 고등학교 2학년 때 만들었던 곡 〈햇빛 비추는 날〉이 김장훈의 1집에 실렸다. 김광석이 진행했던 라디오 프로그램인 《밤의 창가에서》 1992년 11월 20일 이날 방송분에 게스트로 출연한 유희열이 고등학교 2학년 때 만든 곡이라고 말한 바 있다.

### 익숙한 그 집 앞
1999년 자서전의 성격을 띤 삽화집 《익숙한 그 집 앞》과 함께 연주곡 음반도 발표했다. 《익숙한 그 집 앞》은 출중한 문필의 심오한 철학도 뛰어난 터치의 놀라운 그림도 없었지만 어린시절, 친구, 가족, 사랑, 음악, 외로움 등 누구나 커 가면서 느낄 수 있는 것에 대한 공감을 자아냈다.
처음엔 삽화집을 낼 계획이 아니었다고 한다. 유희열의 평생 소원이 <연주곡집>을 내는 것이었는데 보통 연주곡은 제목만으로 곡 전체의 분위기를 상상하게 되는 게 있어서 그 점이 아쉬워 약간의 설명과 삽화를 넣은 속지를 계획했고 그것이 소책자가 되고 결국 책이 되어 버렸다고 한다. 그러다보니 삽화집을 위한 글과 그림 작업을 시작했고, 앨범 작업은 마지막으로 미뤄줬는데 주객이 전도된 까닭에 앨범에 더 충실하지 못한 게 아닌가 하는 아쉬움도 있었지만 삽화집을 만든 건 잘한 일이었다고 한다.
연습장에 끄적거리는 정도였고 일기조차 쓰지 않았는데 누군가에게 보이기 위한 글을 쓰고, 의무 교육을 제외하고는 그리기에 대한 교육을 받지 않아서 그림을 그린다는 건 쉽지 않은 일이었지만 즐거운 작업이었다고 한다. 글을 먼저 쓰고 그림을 그렸는데, 많은 시간이 걸리진 않았고 하루에 그림을 여섯 장 그리기도 했다. 단지 어려운 점은 글에서 느껴지는 이미지를 형상화하는 일이었는데 어떻게 그릴까 하루 종일 생각하는 건 어려웠다.
토이라는 이름보다 유희열이라는 이름을 단 연주곡집은 작곡가로서 오래된 꿈이었다. 앨범 한장은 한편의 영화와 같아서 곡 하나 하나보다는 전체적인 스토리가 담겨 있어야 하는데 《익숙한 그 집 앞》연주곡집은 잘 때 들을 수 있는 곡으로 구성했다고 한다. 평소 잠자리에 들기 전 항상 음악을 듣곤 하는데, 한 음반을 듣다보면 1번과 2번 트랙은 좋은데 그 이후론 거슬릴 때가 있는데 그런 점을 고려해서 아무 생각없이 들으면서 잘 수 있는 편안한 음악을 만들기로 했다.
하지만 앨범은 때론 다른 방향으로 흘러갈 수도 있고, 항상 아쉬움을 남기는데 그의 의도대로 실현되지는 않았다고 한다. 뒤로 갈수록 전자악기를 쓰거나 테크노 비트를 가미해서 애초의 생각과는 다르게 만들어졌다고 한다. 그 이유는 자신의 욕심 때문이었다고 한다. 자신이 아직 젊어서 끝까지 밀어 부치는 힘이 부족하고, 보다 많은 것을 보여주고 싶다는 욕심 그리고 연륜 부족이었다고 한다. 연주곡이 8곡, 노래 2곡으로 구성했고 연주곡의 경우는 피아노 연주곡, 피아노와 다른 현악기의 연주곡, 피아노와 멜로디언의 연주곡, 피아노와 테크노적인 연주곡 등 여러 가지를 시도했지만 발매 후 한가지 아쉬운 건 한가지 색으로 음악을 하지 못했던 게 아쉽다고 한다. 조금 다양하게 시도하려 욕심을 부렸던 것이 앨범 발매 후에는 조금 아쉬운 부분으로 남았다고 한다. 계속 같은 톤으로 음악을 한다는 것이 얼마나 힘든지 이번에 알게 됐다고 한다. 앨범 작업은 되도록 소박하고 솔로를 배제하고 튀지 않는 방향으로 진행시켰다고 한다. 연주면에서는 최소한 표현을 할 수 있는 것만으로 미니멀리즘 적으로 표현했는데 나중에 알고보니 그게 세계음악의 현 추세였다고 한다. 음을 최대한으로 아껴썼으며 많이 절제하려고 노력했다고 한다.
또한 유희열이 《익숙한 그 집 앞》삽화집을 낸 다른 이유도 있는데 자신이 하고자하는 음악 활동의 폭을 넓히기 위한 밑작업이라고 한다. 앞으로 하고 싶은 것을 할 것이라고 예고하는 것도 있었다. 아직 하고 싶은 음악이 많은 만큼 한 가지 이미지로 자신을 고립시키고 싶지 않다고 한다.

### 들국화
들국화의 데뷔 앨범이 나오기 전부터 들국화는 유명했는데 "우리나라에 비틀즈만큼 잘 하는 팀이 있다."라는 얘기가 있었다고 한다. 그래서 유희열이 중학생 시절 친구들과 함께 들국화를 보려고 이태원의 너무 무서웠던 라이브 극장까지 찾아가서 라이브를 듣고 나서 감동했다고 한다. 들국화는 데뷔 앨범을 발표하고 기획사 차원에서 대대적인 홍보를 하는 형식이 아니라 음반을 내기도 전에 공연부터 활동을 했다. 데뷔 앨범이 발표되기 전 2년 동안 하루도 빠짐없이 장기 공연을 해서 팬들을 확보해나갔다. 앨범이 나오기도 전이였는데 공연장에 있는 모든 사람들이 노래를 다 외울 정도로 들국화 음악에 빠졌다고 한다. 당시 피카디리극장 옆에 에스엠이라는 까페가 있었는데 그땐 뮤직비디오가 귀했고 볼 수 있는 장소도 없었는데 이 에스엠 까페에 가면 외국 뮤직비디오를 틀어줬었다고 한다. 특히 레드 제플린, 딥 퍼플 뮤직 비디오를 틀어줬는데 들국화는 이곳에서 간간히 공연도 했었다고 한다. 그러다 들국화는 에스엠이라는 까페에서 5일동안 첫 단독 콘서트를 가졌다.
들국화 데뷔 앨범이 발표되면서 록, 포크 록, 블루스, 로큰롤 다양한 스타일의 곡을 담고 있었고 데뷔 앨범의 수록곡 <행진>, <그것만이 내세상>, <사랑일뿐이야>, <매일 그대와>, <아침이 밝아올때까지> 등 앨범의 거의 모든 곡들이 모든 사람들이 외울 정도로 사랑을 받았고 들국화의 데뷔 앨범을 시작으로 언더그라운드라는 이름을 대중들에게 알리게 된 그룹이다. 유희열이 그때 당시의 사람들은 '언더그라운드가 뭐야?' 라던 시절이었다고 한다. 그렇게 들국화는 앨범을 내기 전에 공연장에서 계속 라이브 무대를 가졌었다. 그래서 들국화를 좋아하는 사람들은 이미 노래를 다 알고 있었다. 유희열 또한 지금은 없어진 신촌의 옥상 크리스탈 백화점의 옥상 무대에서 전인권이 <제발>을 불렀는데 유희열은 '저 노래는 뭔가.. 음반엔 없는데..' 하고 막 떨리는 마음으로 들었는데 나중에 들국화 2집 앨범을 듣다보니 <제발>이 수록되어 있어서 유희열은 너무 반가웠다고 한다. 이렇게 들국화는 모든 곡들을 앨범을 내기 전에 공연장에서 발표했다. 국내 라이브 역사 한획을 그은 들국화 라이브 앨범은 서울 스튜디오에 A스튜디오라는 굉장히 큰 스튜디오가 있는데 그 스튜디오에서 공연 실황 녹음을 했는데 나중에 유희열은 '서울 스튜디오(전설적인 엔지니어이자 사장인 최세형)에서 녹음을 하면 얼마나 행복할까?' 생각했는데 나중에 김장훈의 앨범으로 처음으로 서울 스튜디오에 갔는데 '들국화가 녹음한 곳이 여기구나..' 란 생각에 그때 눈물이 날 것 같았다고 한다. 유희열의 음악에 들국화와 어떤날이 영향이 컸지만 들국화 공연을 보면서 음악을 시작하고 싶어하기도 했었다고 한다.
들국화의 전국 순회공연, 더블 라이브 앨범이 굉장히 성공을 거두었는데 들국화의 성공에 언더그라운드 뮤지션들이 '그래 공연이다. 라이브다. '라고 고무됐고 소극장 공연에 붐을 불러일으키기 시작했다. 대학로에서 지금처럼 어떠한 가수들이 앨범 발표를 하고 공연을 하게 됐던데 가장 큰 기여를 했던 사람들이 들국화였다. 그때 당시엔 어떤 홍보 차원에서의 공연은 상상치 못했던 시절이었고 다들 라이브라기 보단 리사이틀이었다고 한다. 이처럼 들국화는 지금처럼 소극장 공연장을 가서 같이 호흡을 할 수 있게 됐던 그런 계기를 만들어 주었다.

### 조동익
유희열은 어떤날의  조동익을 존경했다고 한다. 유희열은 녹음실에서 제일 막내로 청소를 하고 녹음실 정리를 하고 그랬는데 그때 당시에 조동익은 '음악은 이렇게 하는 것이다.'라는 말을 한마디도 안 했었다고 한다. '야 음악은 여기서, 음악 정신은' 이런 음악적인 얘길 전혀 안 하셔서 더 멋있었다고 한다. 너무 썰렁한 얘기나 술이나 한잔 마실까? 같은 그런 얘기만 항상 하다가 녹음실만 들어가면 사람이 확 바뀌어서 너무 멋있게 바뀌었다고 한다. 한번은 잊혀지지 않는 모습이 조동익이 어떤 드럼 소리를 만들어야 하는 게 있었는데 유희열은 본인 같으면 그냥 간단하게 어디서 따와서 하던지 간단하게 찾았을텐데 조동익은 3일내내 녹음실에서 직접 소리를 고르고 있었다고 한다. 그렇게 찾다가 녹음실에서 나와 담배를 피면서 "아.. 그냥 드럼 쳐야겠다." 라고 말을 하는 모습을 보고 유희열은 '아.. 음악은 저렇게 뭔가 이렇게 수를 놓듯이 하나하나 떠서 하는 거구나..'라는 생각을 해주게 했고 지금도 쉽게쉽게 만들어낼 때 반성하게 하는 분이라고 한다.

### 팻 메스니
팻 메스니는 미국의 재즈 작곡가이자, 기타리스트이다.
유희열은 동시대를 살면서 팻 메스니의 음악을 모르고 지나친다라는 건 굉장히 슬픈 일이라고 생각할 정도로 유희열이 좋아하는 뮤지션이라고 한다.
유희열은 팻 메스니를 음악을 위한, 진정한 아름답고, 음들의 향연, 리듬의 향연, 감정의 달리기, 긴 여정. 음악으로 표현할 수 있는 여러 가지 표정들을 노랫말과 어떠한 멜로디에 싣는다기보다도 호흡으로 이렇게 달려나가는 너무나 멋진 뮤지션이고, 또한 너무나 멋진 어법을 가지고 있는 뮤지션이라고 한다. 유희열이 Pat Metheny 오마주 격으로 만들어 본 곡 <라디오 천국 (Homage Pat Metheny)>은 1999년에 발매한 《유희열 삽화집 - 익숙한 그 집 앞》에 수록되었다.

### 토이 앨범
- 1994년 토이 1집 《내 마음속에》  보관됨 2015-12-23 - 웨이백 머신 : 토이의 시작, 토이의 첫 발걸음

제 4회 유재하 음악경연대회 대상 수상자 유희열과 스튜디오 엔지니어 윤정오가 결성한 팀 '토이'의 첫 앨범으로 토이 감성의 시작점이 된 앨범. 연주부터 녹음까지 모두 두 사람의 손을 거쳤다. 이들의 데뷔음반에는 조동익, 이병우, 손진태, 김광민 등 정상급 음악가들이 앨범에 참여했고 장필순, 조규찬, 박상균, 김정호가 객원가수로 함께 했다.
- 1996년 토이 2집 《You Hee Yeol》  보관됨 2015-12-23 - 웨이백 머신 : 고급스러운 팝 발라드, 세련된 도시감성의 탄생.

토이는 2집부터 유희열의 원맨밴드 형식으로 활동을 시작한다. 이번 앨범부터 토이가 가진 고급스럽고도 세련된 색깔이 분명하게 드러나기 시작하는데, 펑키, 재즈, 쿨랩, 포크, 발라드까지 여러 가지 장르를 넘나들며 다양한 시도를 보여주면서도 소박함을 잃지 않는 서정적인 모습까지 함께 보여주고 있다. 김연우, 조규찬, 윤종신, 조원선, 이장우등의 뮤지션들이 목소리로 힘을 보탰다.
- 1997년 토이 3집 《Present》  보관됨 2015-12-23 - 웨이백 머신 : 음악을 사랑하고 사랑에 아파하는 모두에게 주는 선물, 'present'

토이의 세 번째 앨범 'present'는 제목 그대로 음악을 사랑하는 모든 이에게 그가 주는 선물 같은 음반으로 앨범 하나가 전체적인 스토리로 이어져있다. 가난한 남자가 사랑하는 여자를 위해 열심히 일을 하고 선물을 마련하지만 결국 그녀는 그의 곁을 떠나고 남겨진 사람은 그녀를 추억한다는 누구에게나 일어날 수 있는 아주 평범하면서도 슬픈 이야기를 토이만이 할 수 있는 감성 가득한 사운드에 담아냈다.
함춘호, 박영용, 김원용, 신현권, 이태윤, 정원영 등 한국의 내놓으라 하는 음악가들이 세션으로 참여했고 이승환, 신해철, 조규찬, 지누(히치하이커), 변재원 등 또한 최고의 가수들이 객원 보컬로 참여했으며, 영국의 애비로드 스튜디오에서 런던 필하모니 오케스트라와 함께 작업한 앨범으로 그레미상을 세 차례나 수상한 프로듀서 그레고리 스콰이어가 프로듀싱 했다.
뮤지션 유희열의 고뇌와 열정을 고스란히 느낄 수 있는 음반.
- 1999년 토이 4집 《A Night In Seoul》  보관됨 2015-12-23 - 웨이백 머신 : 변화와 익숙함이 공존하는 서울의 밤 같은 음반 <Night in Seoul>

토이의 4집 <Night in Seoul>은 어쿠스틱 발라드에 머무르지 않고 진보하는 유희열의 실험정신과 그것을 대중적이면서도 세련되게 풀어나가는 방식을 엿볼 수 있는 음반이다. 테크노, 포크, 재즈, 뉴웨이브 등의 다양한 장르가 함께 어우러져있고 당시 생소했던 컴퓨터 음악작업을 적극 활용하면서 청자들에게 익숙하면서도 생소한 질감의 감정을 선사했다.
당시 유희열은 '큰 부담을 갖지 않고 하고 싶은 음악을 마음껏 펼쳐본 앨범'이라고 한 인터뷰에서 밝혔다.
- 2001년 토이 5집 《Fermata》  보관됨 2015-12-23 - 웨이백 머신 : 잠시 쉼, 그리고 더 큰 도약 <Fermata>

토이의 다섯 번째 앨범 '페르마타(Fermata)'는 '잠시 쉼'이라는 음악용어에서 타이틀을 가져왔다. 이 작품은 유희열이 가진 감성에 라틴 등 월드뮤직 제 3세계의 색을 끼얹은 완성도 높은 음반으로, 그동안 모아뒀던 음악적 아이디어와 그가 매료된 이국적 사운드를 지혜롭게 풀어낸 앨범이기도 하다. 객원 가수로는 이승환, 김연우, 윤상, 조트리오 등 음악적 지인들이 참여했다.
- 2007년 토이 6집 《Thank You》  보관됨 2015-12-23 - 웨이백 머신 : 유희열의 길고 긴 여행, 수집, 시도 끝에 발견한 음악적 도약, 토이 [Thank You]

유희열의 프로젝트 그룹 'TOY'의 여섯 번째 앨범이다.
6년 6개월 만에 발표하는 이 앨범에는 인트로와 아웃트로를 포함한 총 15개의 트랙이 수록되어 있다.
6집 작업을 하면서 6번을 엎었다는 이야기가 전해질만큼 이번 앨범의 트랙들은 그간 유희열이 보여주었던 말랑한 감성 이외에도 독특하고 색다른 시도들로 가득하다.
일렉트로니카 장르의 전면적인 사용과 80년대 뉴웨이브 스타일로의 회귀, 그리고 그의 장기인 애절하고 감성적인 발라드가 뒤섞여있는 이 앨범에는 루시드 폴, 이지형, 윤하, 성시경, 김민규 등의 쟁쟁한 뮤지션들이 객원보컬로 참여하여 그 완성도를 높이고 있다.
- 2014년 토이 7집 《Da Capo》  보관됨 2015-12-23 - 웨이백 머신 : 7년과 맞바꾼 고민, 집착, 기다림. 그리고 다시 찾는 음악의 이유와 가치

유희열의 원맨 프로젝트 토이의 정규 7집 앨범 [Da Capo]가 무려 7년이라는 시간이 흘러 세상에 나왔다. [Da Capo]에는 토이에 최적화된 익숙한, 동시에 낯선 사운드가 적절히 안배돼 담긴 음반으로, 이번 앨범엔 김동률, 성시경, 선우정아, 권진아, 이수현(악동뮤지션), 김예림, 크러쉬, 다이나믹 듀오, 빈지노, 자이언티 등 가요계를 주도하는 뮤지션들은 객원보컬로 참여했다.
80년대 작법에서 볼 수 있는 팝적의 멜로디와 퓨전 재즈의 섹션, 발라드의 기조를 품은 안정된 코드 진행에 더해진 과감한 전조, 일렉트로닉적 프로그래밍과 모던록의 어프로치까지 기존 토이를 수식하는 음악적 방향을 여전히 지니고 있는 가운데, 복고풍 유러피언 팝의 육감적인 사운드, 소울 음악의 기조를 띤 스트링과 리듬감, 임팩트 있는 랩과 가공되지 않은 청아한 목소리 등 이전의 토이와는 차별된 경향 역시 유기적으로 혼합된 느낌을 준다. 이번 앨범에는 같은 소속사인 페퍼톤스의 멤버 신재평의 주도적인 편곡과 프로그래밍 참여로 과거에 비해 좀 더 과감한 소리들을 담았다. 

(페퍼톤스의 신재평이 Co-Produced로 참여한 곡은 총 5곡으로 <아무도 모른다>, <Reset>, <인생은 아름다워>, <우리>, <취한 밤>이다.)

### 토이 음악
- 유희열은 토이 음악의 기조는 편안함과 따뜻함이라고 한다. 기승전결이 뚜렷하지 않아 귀에 쏙 들어오지 않지만 질리지 않는 음악을 만들어 나갈 생각이고 센세이션을 일으키기보다 공감할 수 있는 음악을 만들고 싶은 것이 유희열의 소망이다. 또한 토이만의 색깔을 가진 음악을 만들어 토이라는 이름만 보고도 앨범을 살 수 있는 그런 음악

### 토이의 긴 공백기, 음악에 대한 태도
- 은퇴를 결심했었던 토이 6집 《Thank You》

토이 'Thank You' 발매를 끝으로 가수 활동을 은퇴하려고 했다. 그동안 사랑해준 팬들에게 고맙다는 뜻으로 앨범 타이틀을 "Thank You"라고 짓고 Thank You를 마지막으로 가족들과 미국으로 유학을 갈 예정이었는데 주위 동료들의 설득과 팬들의 만류, 미국에서의 적응 등이 마음에 걸려 은퇴 생각을 돌렸다. 은퇴를 결심하고 그동안 사랑해준 팬들에게 보답하는 이벤트 앨범 차원으로 만들었는데 은퇴 생각을 돌리고 6집 정규 앨범이 되면서 컨셉이나 퀄리티를 완전히 다 바꾸게 되었다.
- 7년만에 돌아온 토이 7집 《Da Capo》

토이 6집 《Thank You》앨범을 발매하고 유희열이 페퍼톤스 신재평과 함께 술을 먹다가 신재평에게 "음악을 안 해야 하는 게 아닌가?" 라고 얘길 했었는데 신재평 이 버럭 화를 냈었다고 한다. 신재평은 좋아하는 뮤지션인데 너무 약한 모습을 보여주고 베스트 앨범을 내고 끝내겠다고 해서 속상했다고 한다.
유희열은 토이 7집 《Da Capo》 앨범을 내기 위해서 "내가 음악에 임하는 태도에 대한 불안감이 너무 컸기 때문에 어떻게든 예전만큼의 작업 시간 총량을 채워내려고 했다." 고 말했다.
유희열이 20대 때에는 피아노 앞에 앉아서 사흘 밤을 새울 수 있었다고 한다. 그런데 나이를 점점 먹으니깐 힘들어지는 자신의 태도가 너무 안 좋게 느껴졌는데, "이렇게 해서 음악을 발표하는 게 음악이 좋건 나쁘건 간에 사람들이 뻔히 다 알 텐데 시간을 이 정도밖에 투자를 안 했는데 이게 과연 의미가 있을까?"라고 자신의 생각을 토로했다. 지금 나이를 먹고 어느 정도 시선이 좀 더 견고해졌다 하더라도 무슨 대가처럼 툭 하고 앨범을 못 냈겠다고 한다. 그래서 그 시간을 채우고 싶었는데 이렇게까지 마음 찾는 시간이 정확히 7년, 아주 제대로 돌아왔을 땐 2년 정도의 시간이 걸리니깐 마치 기초 체력이 없다가 무엇인가 다져지면서 약간 힘이 생긴다는 기분이 녹음하는 마지막 한 달에 들었다고 한다. 그때는 밤을 새는 게 마치 20대 후반 4집, 5집 했을 때 기분이 들어서 기뻤다고 한다. 그런 고통, 힘듦. 자신을 학대하는 고통이 다시 자신을 살아나게 했다고 한다.

### 토이 앨범의 객원가수
객원 가수를 고를 때 모르는 분을 고를 땐 색깔을 고르는 게 아니고 이 사람이 이 노래를 얼마만큼 소화해낼 수 있는 사람인가, 음역대는 어느 정도인가를 본다고 한다. 토이 앨범엔 여러 곡이 있다 보니깐 우선적으로 그 곡에 맞춰서 생각을 한다고 한다. 만약에 어떤 곡을 썼는데 이 곡은 약간은 남성적인 느낌이 들어야 된다고 하면 그런 사람을 찾는다고 한다. 근데 그것보다 더 중요한 것은 여자친구를 찾는 것처럼 고르게 되는 것 같다고 한다. 사람을 먼저 본다고 한다. 그래서 자신이 좋아하는 모습을 가진 사람인지 아닌지를 먼저 보고 고른다고 한다.

### 절제의 미학, 토이 최고 보컬 김연우
지금까지 만나본 가수 중에 노래는 최고죠. 제가 늘 하는 얘기가 김연우 씨가 조금 찡그린다면 그건 음역이 아주 높은 거고요.
그리고 조금 더 몸을 뒤로 젖힌다면 일반인들은 절대 부를 수 없는 노래를 뜻하는 거예요. 저도 기사를 통해 보긴 했었는데(MBC 나는 가수다) 김연우씨가 감정이나 여러 가지가 좀 딱딱하게 노래를 부른다 그런 평가가 있더라고요.
15년 가까이 제가 옆에서 지켜봐온 사람으로선 절제의 미학이라는 게 정말 있는데 그런 어떤 서바이벌 프로그램에서는 그런 것들이 많은 점수를 못 받나 봐요. 제가 연우 씨에게 항상 하는 얘기지만 제가 만나봤던 가수 중에 너는 최고였다. 저는 김연우 씨를 많이 지지하는 바입니다.
김연우 씨가 발라드를 주로 많이 했기 때문에 그런 느낌으로만 알고 계신 분이 많아요. 하지만 김연우 씨의 가장 큰 매력은요.
사실 리듬감에 있습니다. 노래에 리듬감이 없으면 그렇게 차분하고 감성을 절제했을 때 그런 느낌을 받을 수가 없어요. 그루브를 얼마나 잘 타는데요.(2011.05.12 KBS 쿨FM 유희열의 라디오 천국)

### 유희열이 노래하고 싶은 목소리, 김형중
유희열이 "김형중은 내가 노래하고 싶은 목소리, 저게 나였으면 하는 목소리" 라고 한다.

### 토이 앨범의 유희열 보컬
| 연도 | Artist               | 보컬           | 곡명                                      | 앨범명               |
| ---- | -------------------- | -------------- | ----------------------------------------- | -------------------- |
| 1994 | 토이(유희열, 윤정오) | 유희열         | 햇빛 비추는 날 (Vocal 유희열)             | 《내 마음 속에》     |
| 1996 | 1토이(유희열)        | 유희열         | 이사가던 날 (Vocal 유희열)                | 《You Hee Yeol》     |
| 1996 | 1토이(유희열)        | 유희열         | 흑백사진 (Vocal 유희열)                   | 《You Hee Yeol》     |
| 1997 | 토이(유희열)         | 유희열         | 스무살 너의 이야기 (Vocal 유희열)         | 《Present》          |
| 1997 | 토이(유희열)         | 유희열         | 선물 Part 3 (Story...) (Narration 유희열) | 《Present》          |
| 1999 | 토이(유희열)         | 유희열         | Lullaby (Vocal 유희열)                    | 《A Night In Seoul》 |
| 1999 | 토이(유희열)         | 유희열         | 혼자 있는 시간 (Vocal 유희열)             | 《A Night In Seoul》 |
| 1999 | 토이(유희열)         | 유희열, 조원선 | 저녁식사 (Vocal 유희열, 조원선)           | 《A Night In Seoul》 |
| 2001 | 토이(유희열)         | 유희열         | 내가 남자 친구라면 (Vocal 유희열)         | 《Fermata》          |
| 2001 | 토이(유희열)         | 유희열         | 목소리 (Vocal 유희열)                     | 《Fermata》          |
| 2001 | 토이(유희열)         | 유희열         | 미안해 (Vocal 유희열)                     | 《Fermata》          |
| 2007 | 토이(유희열)         | 유희열         | 해피엔드 (Vocal 유희열)                   | 《Thank You》        |
| 2007 | 토이(유희열)         | 유희열         | 프랑지파니 (Vocal 유희열)                 | 《Thank You》        |
| 2007 | 토이(유희열)         | 유희열         | You (15 track)                            | 《Thank You》        |
| 2014 | 토이(유희열)         | 유희열         | 우리 (Vocal 유희열)                       | 《Da Capo》          |
| 2014 | 토이(유희열)         | 유희열         | 취한 밤 (Vocal 유희열)                    | 《Da Capo》          |

### 보컬리스트로 참여(Solo 기준)
| 연도       | Artist        | 보컬   | 곡명                               | 앨범명                              |
| ---------- | ------------- | ------ | ---------------------------------- | ----------------------------------- |
| 1998.11.01 | 김현철        | 유희열 | 이게 바로 나예요 (Song By. 유희열) | 《거짓말도 보여요》                 |
| 2002.01.09 | 이병우        | 유희열 | 우리가 사는 곳 (vocal 유희열)      | 《마리 이야기 OST》                 |
| 2002.04.20 | 내추럴 플러스 | 유희열 | 나를 잊지 말아요 (Feat. 유희열)    | 《The Natural》                     |
| 2010.01.20 | 윤종신        | 유희열 | 빈 고백 (vocal 유희열)             | 《Director's Cut (Digital Single)》 |

### 96년 MBC 강변가요제 멘토 & 편곡
MBC 강변가요제는 본선 무대에 10팀 올라오게 되는데, 아마추어로 노래를 가지고 가기 때문에 편곡은 전문 작곡가 다섯명이 한명당 두팀씩 맡아 멘토 역할을 해서 편곡을 해주고, 무대에서 해야 할 것 등도 말해준다고 한다. 당시 유희열은 심사위원 중에서 나이가 제일 어려서 막내로 선배 작곡가들이 먼저 고르고 난 남은 나머지 두곡을 유희열이 맡에서 편곡을 했다고 한다. 그중 한명이 대상을 받았던 배연희의 〈소중한 너에게〉, 이수근이 속했던 팀 <동대문 남대문> 이었다고 한다.

### 음악 프로듀서, 작사 작곡, 편곡
유희열은 토이 앨범이 아닌 다른 가수에게 주는 곡은 좀 다른 관점에서 작곡을 한다고 한다. 그 곡을 부를 가수의 색깔을 중시하고 그 사람과 가장 잘 어울리는 음악을 만들어 앨범에 도움을 주어야 한다는 것. 또한 상업적인 면도 고려해야 하기 때문에 다른 사람의 곡을 만들어주는 것은 쉽지 않은 일이라고 한다.

### 음악 작업 스타일
곡을 쓰기 전에 그림 하나를 떠올린다. 예를 들면 한 소년이 달려가는 모습이나, 뜨거운 햇살 아래 누군가를 기다리는, 지루하지만 설레는 어느 시간들.. 이런 장면을 떠올린다고 한다.

### 음악 스펙트럼
유희열 음악의 가장 큰 특징은 한국 대중가요에서 현악기가 가요 안에서 쓰이는 방식을 한 단계 업그레이드 한 대표 뮤지션이라는 점이다. 유희열과 같은 평가를 받는 뮤지션으로는 김동률, 정재형이 있다. 다른 점이 있다면, 김동률과 정재형은 스케일이 크고 화려한 쪽인 반면 유희열은 현악기 자체가 가지고 있는 고유의 효과나 사운드를 잘 이용하는 쪽이라는 것이다. 현악기를 가요에 잘 접목시킨 유희열, 김동률, 정재형으로 인해 한국 대중음악 앨범 자켓에 'Strings Arranged by'라는 항목이 생기게 되었고, 한국 대중음악에서 하나의 독보적인 분야가 되었다.
유희열은 'Classical한 느낌이 드는 음악'이란 평가에 대해서 일부러 클래식을 배웠으니깐 클래식 냄새가 나야겠다, 그런 건 아니고 조금 더 섬세해서 그런 걸 거라고 한다. 아무래도 교육을 좀 받았으니깐. 하지만 교육 받은 걸 대중음악 할 때는 거의 안 쓰려고 한다고 한다. 대중음악과 클래식에 경계를 두는 건 아닌데, 아마 자신도 모르게 조금은 나올 거 같다고 한다. 조금 더 섬세해지고. 아무래도 자신이 클래식을 배운 걸 아니깐 감정적인 것보다 분석적이 되기 때문에 들으시는 분들이 그렇게 느끼시는 것 같다면서 자신이 스트링을 많이 쓰니깐 그래서 그렇게 평가해주시는 거 같다고 한다.
음악 장르 스펙트럼 또한 다양한 뮤지션으로 발라드, 재즈 퓨전, 재즈 팝, 애시드 재즈, 전자 음악, 일렉트로니카, 테크노, 신스팝, 포크 록, 모던 록, 팝 록, 컬리지 록, 소프트 록, 어쿠스틱, 블루스, R&B, 이지 리스닝, 뉴에이지 등 여러 가지 장르를 넘나들기도 한다. 대중음악 평론가 임진모 말에 의하면, 임진모가 예전에 이승환 인터뷰를 했을 때 유희열(토이)에 대한 얘기가 나왔는데, 이승환이 유희열 음악에 대해서 말하길 "유희열은 A부터 ~ Z까지 다 있는 사람으로. 락, 팝, 댄스, 써커스 음악, 국악까지 다 할 수 있는 유일한 사람."으로 그만큼 폭넓은 음악적 스펙트럼을 가지고 있는 뮤지션이라고 말한 바 있다. (배철수의 음악캠프, 2016년 1월 28일)

### 영화 음악
무보수로 학생들 단편작품을 훈련삼아 해본 적이 있다고 한다. 유희열이 만든 단편영화 음악 중 영화《봄산에》OST Main Theme 음악 <Intermission>이 2001년에 발매한 토이 라이브 앨범《Live Toy》에 수록되었다.
영화음악 섭외가 들어와서 유명 감독님들과도 몇번 만난 적이 있는데 폐를 끼칠까봐 무서워서 못했다고 한다. 음악만 던지시면 된다고 말씀들 하셨지만 자신에겐 전혀 그렇게 보이지 않았다고 한다. 싱크도 맞춰야 되고 여러 가지 생각할 게 많아서 훈련을 하고 맡았으면 좋겠다는 생각이 들었다고 한다. 자신 혼자 하는 거면 자기 혼자 다 책임지고 그걸로 그만이지만, 스태프로서 역할을 해야 한다고 생각하면 자신 때문에 다른 일까지 차질이 생길까봐 섣불리 건드리지 못하겠다고 한다. 좀 더 경험을 쌓고 자신이 있을 때 할 생각이라고 한다.

### 일렉트로닉 라운지 음악 대중화 기여
2002년 일렉트로닉 컴필레이션 앨범 유희열이 초대하는 새로운 음악세계 《A Walk Around The Corner (Project Album : Photo + Music)》
일렉트로니카 뮤지션들을 소개하는 프로젝트를 통해 당시 입지를 다져가고 있던 한국의 인디 일렉트로니카 뮤지션들과 공동작업을 하였다.
이 앨범은 평소 친분이 있던 유희열과 사진작가 안성진이 "대한민국의 문화혁명을 일으키자."라는 기획으로 의기투합하여 " 안성진은 사진 작업을 하고, 유희열은 음악 프로듀서가 되어 멋진 콜라보레이션 작업을 하자."라는 기획으로 만든 앨범이다. 지금은 콜라보레이션이 흔한 단어가 됐지만, 이 기획을 할 당시엔 콜라보레이션이란 개념이 없던 때였다. 특히 음악과 다른 장르가 만나서 색다른 결과물을 낸다는 것이 굉장히 흥미롭고, 실험적인 작업이라고 생각했고, 원래는 사진작가, 디자이너, 소설가 이런 분들과 음악을 같이 계속해서 연계하는 시리즈물 프로젝트 작업을 하려고 했으나 하다 보니 쉽지 않은 일이라서 이 첫 번째 콜라보레이션 작업을 끝으로 서로 다른 장르의 콜라보레이션을 하는 작업은 끝났다.
앨범 구성으로는 처음으로 일렉트로닉 뮤지션들이 모여서 클래지콰이도 처음으로 이 프로젝트 앨범에 곡을 발표했고, 세인트 바이너리(김택수), 롤러코스터, 전자맨 등 수많은 일렉트로닉 뮤지션들이 모여서 이 앨범에 참여했다.
그때 당시 앨범을 발매한 후 굉장히 재밌었던 건 어떤 평론가들이 "이게 무슨 테크노냐?"라는 얘기가 있었던 거 같다고 한다. 아마 그분은 테크노 하면 클럽에서 나오는 아주 춤추는 용도의 음악만 생각하셨던 것 같다고 한다. 일렉트로닉은 장르가 워낙 방대해서 거의 그런 기계적인 음이 없더라도 개념적으로 일렉트로닉한 미디작업을 통해 작업한 건 지금은 다 뭉뚱거려 일렉트로닉이라고 많이 얘길 한다고 한다.
유희열도 직접 참여한 곡이 있는데 <Silly Love Song> 아주 단순한 코드고 모든 사운드들이 다 컴퓨터 음으로 만든 음악이라고 한다. 지금도 가끔 본인이 들으면 귀여운 음악이라고 한다.

### 루시드 폴, 안테나, 음악인으로서의 전업
루시드 폴이 2001년 1집 《Lucid Fall》을 낸 이후 2005년 2집《오, 사랑》앨범이 나오는 4년의 기간 사이에 음악계에 '루시드 폴이 음악을 관둘 거다'라는 소문이 돌았다고 한다. 루시드 폴은 사실 전 소속사와 분쟁이 있었던 차에 유희열이 일렉트로니카 컴플레이션 앨범《A Walk Around The Corner (프로듀서:유희열)》을 만드는데 루시드 폴에게 한 곡 참여하라고 해서 당시 토이뮤직(안테나)을 알게 되고 루시드 폴이 소속사 문제로 굉장히 힘들어 하니깐 유희열이 루시드 폴에게 "그럼 우리와 하자." 고 얘기했다고 한다. 루시드 폴은 회사와의 계약에 학을 뗀 상태였기에 유학을 가겠다는 마음을 정하고(금전적으로 여유가 많아서 유학을 가려 했던 것이 아니라 유럽은 원래 박사과정 학생이 연구원 신분이기 때문에 월급과 모든 걸 제공해주는 조건이라 나쁠 거 없으니깐 가려 한 거였다고 한다.) '다 싫다. 혼자 음악 하겠다. 혼자 판(앨범) 팔아서 클럽에서 판 만들어서 판 팔고 음악하겠다. 근데 다른 직장은 하나 있어야겠지' 이렇게 생각하고 마음을 굳힌 상태로 부산에 있을 때였는데 유희열이 정동인 대표에게(안테나 전 대표) 부탁해서 부산에 세 번이나 내려와서 설득했는데 마지막으로 했던 얘기가 "유학 가고 한 장 앨범 네가 내고 싶을 때 내라. 홍보도 뭐고 알아서 할 테니깐 앨범 내기만 해라. 이래도 싫은가?" 란 얘기에 루시드 폴은 "하겠습니다."라고 얘기하고 계약을 하고 유학을 갔고. 그 뒤엔 안테나가 깔끔하게 루시드 폴의 법정 분쟁 문제를 해결해주었다. 유희열이 루시드 폴을 그렇게까지 해서 함께 하고 싶다는 것보다는 유희열이 루시드 폴을 미선이 때부터 팬의 입장으로서 후배이긴 하지만 나름 존경했다고 한다. "이 사람이 음악을 안 한다는 건 말이 안 된다."는 생각이 들어서 "음악을 하게 만들어야 한다."는 입장이었다고 한다.
그 후 루시드 폴은 유학 중에 방학 때마다 한국에 잠깐 들어와서 음반 작업을 하고 작은 콘서트를 열고 또 학업을 이어나갔었다. 그렇게 학업을 다 마치고 잠깐 방학 때 들어와서 둘이서 술을 먹었는데 루시드 폴이 그때 미국의 제약회사에서 루시드 폴을 굉장히 좋은 조건으로 스카웃 해서 루시드 폴이 십몇 년간 공부해온 게 꽃을 피우는 시기였다고 한다. 유희열이 "공부 마친 거 축하한다."고 하니깐 루시드 폴이 "형 나 들어와서 음악 할까요?" 라고 말해서 유희열이 깜짝 놀랐다고 한다. 유희열이 "무슨 말이냐 공부한 것도 아깝고, 지금처럼 거기서 계속 일도 하면서 사이사이 들어와서 음악하면 되지 않을까?" 라고 했더니 루시드 폴이 "형 사람의 몸은 약으로 고칠 수 있지만, 사람의 마음은 음악으로 고칠 수 있어요." 그러면서 음악 하고 싶다고 해서 유희열은 놀랬는데 취기도 있어서 "어차피 네 인생이니깐 네가 하고 싶은 대로 결정을 해라." 고 했다고 한다. 그러고 루시드 폴은 한국에 들어와서 음악인의 길을 걷기 시작했다. 유희열이 가끔 루시드 폴에게 "그때 그 판단을 후회하지 않니?" 라고 물으면 루시드 폴은 "절대 후회하지 않고 제일 잘한 판단 중의 하나일 거라고." 얘기한다고 한다.

### 정재형 방송 활동
예전엔 예민했던 정재형에게 방송은 힘들었다고 한다. 유학 생활로 방송 활동을 꾸준하게 안 했었고 앨범 프로모션도 한달로 계획해서 한국에 들어가고 그랬어서 방송에 익숙하지 않은 이유도 있었다고 한다. 하지만 어느 순간 '아 이러다 부러지겠구나.'라는 생각을 했었다고 한다. 안 하는 이유도 너무 많아지고 그러다보니 정말 할 게 없고 그러면서도 막상 바쁜 '이게 뭐지?'라는 생각이 들었을 때 자신한테 '왜 자신이 없어?' 이런 얘기들을 자신에게 했다고 한다. 유희열이 고민하고 힘들어하는 정재형에게 "내가 생각할 때 위트와 남자의 유머는 자신감이다." 라고 말해줬는데 정재형에게 그 말이 되게 기억에 남았다고 한다. '아 그래. 그렇게 긴장하고 그러면 안 되겠다. 이러면 정말 깐깐한 음악인이 되겠구나. 물론 그것도 중요하지만 점점 방송이란 것도 이렇게 힘들어하는데 뭘 하겠나. 뭐 어때 유머러스하고 음악은 진중할지언정.' 이렇게 유연함에 대해서 진지하게 생각해다고 한다. 유희열의 조언에 생각과 마음을 점점 오픈 하니깐 암울하고 우울한 시기를 잘 극복할 수 있었다고 한다. 그렇게 2011년 《무한도전 서해안고속도로 가요제》 방송 출연을 계기로 2012년 SBS 《정재형 이효리의 유&아이》, 2012년 KBS2《불후의 명곡 - 전설을 노래하다》, 2014년 올리브tv 《정재형의 프랑스 가정식》, 2015년 tvN 《젠틀맨리그》, 2015년 KBS Cool FM 《정재형 문희준의 즐거운 생활》, 2018년 KBS2 《건반 위의 하이에나》 MC 활동까지 할 수 있게 되었다.

### 안테나 대표
2015년 안테나 뮤직(Antenna Music)에서 안테나(Antenna)로 회사명 변경, 본사 이전, 공식 웹 사이트 개편 변경을 하고 2015년부터 직접적으로 안테나 대표와 총괄 프로듀서로 안테나를 운영하고 있다. 현재 소속된 아티스트는 토이(유희열), 정재형, 루시드 폴, 페퍼톤스(신재평, 이장원), 박새별, 윤석철, 이진아, 적재, 정승환, 권진아, 샘 김, 서동환이다.
| Artist                    | profile                                 |
| ------------------------- | --------------------------------------- |
| 토이 (유희열)             | - 토이. 그리고 유희열.                  |
| 유재석                    | - 유재석.                               |
| 정재형                    | - 정재형.                               |
| 루시드 폴                 | - 루시드 폴.                            |
| 페퍼톤스 (신재평, 이장원) | - 페퍼톤스.                             |
| 박새별                    | - 박새별.                               |
| 윤석철                    | - 윤석철.                               |
| 적재                      | - 적재. 보관됨 2022-08-11 - 웨이백 머신 |
| 이진아                    | - 이진아.                               |
| 정승환                    | - 정승환.                               |
| 권진아                    | - 권진아.                               |
| 샘 김                     | - 샘 김. (SAM KIM)                      |
| 서동환                    | - 서동환.                               |
| 황현조                    | - 황현조                                |
| 이미주                    | - 이미주.                               |

### 학력
- 서울청운초등학교 (1984년 졸업)
- 청운중학교 (1987년 졸업)
- 경복고등학교 (1990년 졸업)
- 서울대학교 음악대학 작곡과 (1990학번, 학사)

### 앞으로의 꿈, 소망
- 유희열의 스케치북 제작진들과, 방송을 아껴주는 시청자분들과 함께 10주년을 멋지게 마무리를 하고, 또 다른 후배가 자신처럼 새로운 길로 시청자분들과 음악 소통을 하는 걸 볼 수 있는 자격이 자신에게 주어지는 것.
- 13년간 진행해온 KBS2'유희열의 스케치북'에서 600회 녹화를 끝으로 하차했다.
- 인생 후반 전에는 시간이 얼마 걸리더라도, 발표를 할지 안 할지는 몰라도 풀 오케스트라를 위한 교향곡을 써보고 싶다고 한다.[26]

## 음반 목록

### 토이(TOY)

#### 정규
내 마음 속에
| 발매일  | Artist                | 발매 형식 | 앨범명           | 수록곡                             |
| ------- | --------------------- | --------- | ---------------- | ---------------------------------- |
| 1994.10 | 토이(유희열 & 윤정오) | 정규      | 《내 마음 속에》 |                                    |
| 1994.10 | 토이(유희열 & 윤정오) | 정규      | 《내 마음 속에》 | - 어린날                           |
| 1994.10 | 토이(유희열 & 윤정오) | 정규      | 《내 마음 속에》 | - 내 마음속에 (Feat. 조규찬)       |
| 1994.10 | 토이(유희열 & 윤정오) | 정규      | 《내 마음 속에》 | - 이젠 웃어봐                      |
| 1994.10 | 토이(유희열 & 윤정오) | 정규      | 《내 마음 속에》 | - 내가 너의 곁에 (Feat. 박상균)    |
| 1994.10 | 토이(유희열 & 윤정오) | 정규      | 《내 마음 속에》 | - 세검정 (유희열)                  |
| 1994.10 | 토이(유희열 & 윤정오) | 정규      | 《내 마음 속에》 | - 널 잊게 된 날부터 (Feat. 장필순) |
| 1994.10 | 토이(유희열 & 윤정오) | 정규      | 《내 마음 속에》 | - In Your Face (Feat. 김정호)      |
| 1994.10 | 토이(유희열 & 윤정오) | 정규      | 《내 마음 속에》 | - 바보 같이 나는 (유희열)          |
| 1994.10 | 토이(유희열 & 윤정오) | 정규      | 《내 마음 속에》 | - 햇빛 비추는 날 (Vocal 유희열)    |
| 1994.10 | 토이(유희열 & 윤정오) | 정규      | 《내 마음 속에》 | - Good Night (유희열)              |

You Hee Yeol
| 발매일  | Artist       | 발매 형식 | 앨범명           | 수록곡                                                              |
| ------- | ------------ | --------- | ---------------- | ------------------------------------------------------------------- |
| 1996.02 | 토이(유희열) | 정규      | 《You Hee Yeol》 |                                                                     |
| 1996.02 | 토이(유희열) | 정규      | 《You Hee Yeol》 | - 사랑, 집착&중독 (Feat. 김연우)                                    |
| 1996.02 | 토이(유희열) | 정규      | 《You Hee Yeol》 | - 내가 너의 곁에 잠시 살았다는 걸 (Feat. 김연우)                    |
| 1996.02 | 토이(유희열) | 정규      | 《You Hee Yeol》 | - 그럴때마다 (Feat. 윤종신, 이장우, 조규찬, 김연우, 조삼희, 김창원) |
| 1996.02 | 토이(유희열) | 정규      | 《You Hee Yeol》 | - 슬픈 이야기 (Feat. 이장우)                                        |
| 1996.02 | 토이(유희열) | 정규      | 《You Hee Yeol》 | - 흑백사진 (Vocal 유희열)                                           |
| 1996.02 | 토이(유희열) | 정규      | 《You Hee Yeol》 | - 23번째 생일 (Feat. 김연우)                                        |
| 1996.02 | 토이(유희열) | 정규      | 《You Hee Yeol》 | - 첫 Kiss (Feat. 김연우)                                            |
| 1996.02 | 토이(유희열) | 정규      | 《You Hee Yeol》 | - 어른들을 위한 동화 (Feat. 조삼희)                                 |
| 1996.02 | 토이(유희열) | 정규      | 《You Hee Yeol》 | - Billy`s Bar (Feat. 윤종신, 조원선)                                |
| 1996.02 | 토이(유희열) | 정규      | 《You Hee Yeol》 | - 이사가던 날 (Vocal 유희열)                                        |
| 1996.02 | 토이(유희열) | 정규      | 《You Hee Yeol》 | - 취중독백 (Feat. 조규찬)                                           |
| 1996.02 | 토이(유희열) | 정규      | 《You Hee Yeol》 | - 그럴때 마다 Part.2 (Vocal 유희열)                                 |

Present
| 발매일  | Artist       | 발매 형식 | 앨범명      | 수록곡                                                   |
| ------- | ------------ | --------- | ----------- | -------------------------------------------------------- |
| 1997.10 | 토이(유희열) | 정규      | 《Present》 |                                                          |
| 1997.10 | 토이(유희열) | 정규      | 《Present》 | - 선물 Part 1 (Melody...)                                |
| 1997.10 | 토이(유희열) | 정규      | 《Present》 | - 바램 (Feat. 변재원)                                    |
| 1997.10 | 토이(유희열) | 정규      | 《Present》 | - 고백 (Feat. 이재형)                                    |
| 1997.10 | 토이(유희열) | 정규      | 《Present》 | - 넌 어떠니?! (Feat. 조규찬)                             |
| 1997.10 | 토이(유희열) | 정규      | 《Present》 | - 애주가(愛酒歌) (Feat. 이승환)                          |
| 1997.10 | 토이(유희열) | 정규      | 《Present》 | - 외로움(이혼한 부모님을 가진 아이들에게) (Feat. 조삼희) |
| 1997.10 | 토이(유희열) | 정규      | 《Present》 | - 다시 시작하기 (Feat. 변재원)                           |
| 1997.10 | 토이(유희열) | 정규      | 《Present》 | - 선물 Part 2 (Memory...) (Feat. 박용준)                 |
| 1997.10 | 토이(유희열) | 정규      | 《Present》 | - 말다툼 (Vocal 유희열)                                  |
| 1997.10 | 토이(유희열) | 정규      | 《Present》 | - 마지막 로맨티스트 (Feat. 신해철)                       |
| 1997.10 | 토이(유희열) | 정규      | 《Present》 | - 선물 Part 3 (Story...) (Narration 유희열)              |
| 1997.10 | 토이(유희열) | 정규      | 《Present》 | - 스무살 너의 이야기 (Vocal 유희열)                      |

A Night In Seoul
| 발매일  | Artist       | 발매 형식 | 앨범명               | 수록곡                                           |
| ------- | ------------ | --------- | -------------------- | ------------------------------------------------ |
| 1999.01 | 토이(유희열) | 정규      | 《A NIGHT IN SEOUL》 |                                                  |
| 1999.01 | 토이(유희열) | 정규      | 《A NIGHT IN SEOUL》 | - A Night In Seoul (With 김원용, 김태훈, 함춘호) |
| 1999.01 | 토이(유희열) | 정규      | 《A NIGHT IN SEOUL》 | - 거짓말 같은 시간 (Feat. 김연우)                |
| 1999.01 | 토이(유희열) | 정규      | 《A NIGHT IN SEOUL》 | - 구애 (Feat. 변재원)                            |
| 1999.01 | 토이(유희열) | 정규      | 《A NIGHT IN SEOUL》 | - 새벽그림 (Vocal 유희열, 김재홍)                |
| 1999.01 | 토이(유희열) | 정규      | 《A NIGHT IN SEOUL》 | - 여전히 아름다운지 (Feat. 김연우)               |
| 1999.01 | 토이(유희열) | 정규      | 《A NIGHT IN SEOUL》 | - 우리는 어쩌면 만약에... (Feat. 윤상)           |
| 1999.01 | 토이(유희열) | 정규      | 《A NIGHT IN SEOUL》 | - 혼자 있는 시간 (Vocal 유희열)                  |
| 1999.01 | 토이(유희열) | 정규      | 《A NIGHT IN SEOUL》 | - 못다한 나의 이야기 (Feat. 김형중)              |
| 1999.01 | 토이(유희열) | 정규      | 《A NIGHT IN SEOUL》 | - 길에서 만나다                                  |
| 1999.01 | 토이(유희열) | 정규      | 《A NIGHT IN SEOUL》 | - 저녁식사 (Vocal 유희열, 조원선)                |
| 1999.01 | 토이(유희열) | 정규      | 《A NIGHT IN SEOUL》 | - Please (Feat. 하림)                            |
| 1999.01 | 토이(유희열) | 정규      | 《A NIGHT IN SEOUL》 | - 스케치북 (Feat. 김장훈, 윤종신)                |
| 1999.01 | 토이(유희열) | 정규      | 《A NIGHT IN SEOUL》 | - 남겨진 사람들 (Feat. 김형중)                   |
| 1999.01 | 토이(유희열) | 정규      | 《A NIGHT IN SEOUL》 | - Lullaby (Vocal 유희열)                         |

Fermata
| 발매일     | Artist       | 발매 형식 | 앨범명      | 수록곡                                   |
| ---------- | ------------ | --------- | ----------- | ---------------------------------------- |
| 2001.05.10 | 토이(유희열) | 정규      | 《Fermata》 |                                          |
| 2001.05.10 | 토이(유희열) | 정규      | 《Fermata》 | - Fermata                                |
| 2001.05.10 | 토이(유희열) | 정규      | 《Fermata》 | - 그대 먼 곳만 보네요                    |
| 2001.05.10 | 토이(유희열) | 정규      | 《Fermata》 | - 좋은 사람 (Feat. 김형중)               |
| 2001.05.10 | 토이(유희열) | 정규      | 《Fermata》 | - 내가 남자 친구라면 (Vocal 유희열)      |
| 2001.05.10 | 토이(유희열) | 정규      | 《Fermata》 | - 언젠가 우리 다시 만나면 (Feat. 김연우) |
| 2001.05.10 | 토이(유희열) | 정규      | 《Fermata》 | - 안녕 이제는 안녕 (Feat. 윤정오)        |
| 2001.05.10 | 토이(유희열) | 정규      | 《Fermata》 | - Complex (Feat. 조 트리오)              |
| 2001.05.10 | 토이(유희열) | 정규      | 《Fermata》 | - 그 끝엔 너 (Feat. 윤상)                |
| 2001.05.10 | 토이(유희열) | 정규      | 《Fermata》 | - 목소리 (Vocal 유희열)                  |
| 2001.05.10 | 토이(유희열) | 정규      | 《Fermata》 | - 첫사랑 (Feat. 지누(히치하이커)         |
| 2001.05.10 | 토이(유희열) | 정규      | 《Fermata》 | - 기다립니다 (Feat. 조원선)              |
| 2001.05.10 | 토이(유희열) | 정규      | 《Fermata》 | - 마지막 노래 (Feat. 김연우)             |
| 2001.05.10 | 토이(유희열) | 정규      | 《Fermata》 | - 잊진 않았겠죠?                         |
| 2001.05.10 | 토이(유희열) | 정규      | 《Fermata》 | - 소박했던, 행복했던... (Feat. 성시경)   |
| 2001.05.10 | 토이(유희열) | 정규      | 《Fermata》 | - 두 사람                                |
| 2001.05.10 | 토이(유희열) | 정규      | 《Fermata》 | - 모두 어디로 간걸까? (Feat. 이적)       |
| 2001.05.10 | 토이(유희열) | 정규      | 《Fermata》 | - 좋은 사람 Sad Story (Feat. 이승환)     |
| 2001.05.10 | 토이(유희열) | 정규      | 《Fermata》 | - 미안해 (Vocal 유희열)                  |

Thank You
| 발매일     | Artist       | 발매 형식 | 앨범명        | 기획사 | 수록곡                                   |
| ---------- | ------------ | --------- | ------------- | ------ | ---------------------------------------- |
| 2007.11.29 | 토이(유희열) | 정규      | 《Thank You》 | 안테나 |                                          |
| 2007.11.29 | 토이(유희열) | 정규      | 《Thank You》 | 안테나 | - You (Intro)                            |
| 2007.11.29 | 토이(유희열) | 정규      | 《Thank You》 | 안테나 | - Bon Voyage (Vocal 조원선)              |
| 2007.11.29 | 토이(유희열) | 정규      | 《Thank You》 | 안테나 | - 나는 달 (Vocal 이규호)                 |
| 2007.11.29 | 토이(유희열) | 정규      | 《Thank You》 | 안테나 | - 해피엔드 (Vocal 유희열)                |
| 2007.11.29 | 토이(유희열) | 정규      | 《Thank You》 | 안테나 | - 뜨거운 안녕 (Vocal 이지형)             |
| 2007.11.29 | 토이(유희열) | 정규      | 《Thank You》 | 안테나 | - 오늘 서울은 하루종일 맑음 (Vocal 윤하) |
| 2007.11.29 | 토이(유희열) | 정규      | 《Thank You》 | 안테나 | - 스치다 (Interlude)                     |
| 2007.11.29 | 토이(유희열) | 정규      | 《Thank You》 | 안테나 | - 크리스마스 카드 (Vocal 김형중)         |
| 2007.11.29 | 토이(유희열) | 정규      | 《Thank You》 | 안테나 | - 딸에게 보내는 노래 (Vocal 성시경)      |
| 2007.11.29 | 토이(유희열) | 정규      | 《Thank You》 | 안테나 | - 그대, 모든 짐을 내게 (Vocal 윤상)      |
| 2007.11.29 | 토이(유희열) | 정규      | 《Thank You》 | 안테나 | - 프랑지파니 (Vocal 유희열)              |
| 2007.11.29 | 토이(유희열) | 정규      | 《Thank You》 | 안테나 | - 투명인간 (Vocal 루시드 폴)             |
| 2007.11.29 | 토이(유희열) | 정규      | 《Thank You》 | 안테나 | - 안녕 스무살 (Vocal 김민규)             |
| 2007.11.29 | 토이(유희열) | 정규      | 《Thank You》 | 안테나 | - 소박했던, 행복했던... (Feat. 성시경)   |
| 2007.11.29 | 토이(유희열) | 정규      | 《Thank You》 | 안테나 | - 인사 (Vocal 김연우)                    |
| 2007.11.29 | 토이(유희열) | 정규      | 《Thank You》 | 안테나 | - You (Vocal 유희열)                     |

Da Capo
| 발매일     | Artist       | 발매 형식 | 앨범명      | 기획사 | 수록곡                                                    |
| ---------- | ------------ | --------- | ----------- | ------ | --------------------------------------------------------- |
| 2014.11.18 | 토이(유희열) | 정규      | 《Da Capo》 | 안테나 |                                                           |
| 2014.11.18 | 토이(유희열) | 정규      | 《Da Capo》 | 안테나 | - 아무도 모른다 (Inst.)                                   |
| 2014.11.18 | 토이(유희열) | 정규      | 《Da Capo》 | 안테나 | - Reset (With 이적)                                       |
| 2014.11.18 | 토이(유희열) | 정규      | 《Da Capo》 | 안테나 | - Goodbye sun, Goodbye moon (With 이수현 of 악동뮤지션)   |
| 2014.11.18 | 토이(유희열) | 정규      | 《Da Capo》 | 안테나 | - 세 사람 (With 성시경)                                   |
| 2014.11.18 | 토이(유희열) | 정규      | 《Da Capo》 | 안테나 | - 너의 바다에 머무네 (With 김동률)                        |
| 2014.11.18 | 토이(유희열) | 정규      | 《Da Capo》 | 안테나 | - U & I (With 크러쉬 & 빈지노)                            |
| 2014.11.18 | 토이(유희열) | 정규      | 《Da Capo》 | 안테나 | - 인생은 아름다워 (With 다이나믹 듀오 & Zion. T & 크러쉬) |
| 2014.11.18 | 토이(유희열) | 정규      | 《Da Capo》 | 안테나 | - 피아노 (Inst.)                                          |
| 2014.11.18 | 토이(유희열) | 정규      | 《Da Capo》 | 안테나 | - 피아니시모 (With 김예림)                                |
| 2014.11.18 | 토이(유희열) | 정규      | 《Da Capo》 | 안테나 | - 그녀가 말했다 (With 권진아)                             |
| 2014.11.18 | 토이(유희열) | 정규      | 《Da Capo》 | 안테나 | - 언제나 타인 (With 선우정아)                             |
| 2014.11.18 | 토이(유희열) | 정규      | 《Da Capo》 | 안테나 | - 우리 (Vocal 유희열)                                     |
| 2014.11.18 | 토이(유희열) | 정규      | 《Da Capo》 | 안테나 | - 취한 밤 (Vocal 유희열)                                  |

#### 라이브
Live Toy
| 발매일     | Artist                | 발매 형식   | 앨범명       | 수록곡                                   |
| ---------- | --------------------- | ----------- | ------------ | ---------------------------------------- |
| 2001.11.21 | 토이(유희열 & 윤정오) | 라이브 앨범 | 《Toy Live》 |                                          |
| 2001.11.21 | 토이(유희열 & 윤정오) | 라이브 앨범 | 《Toy Live》 | - Intro                                  |
| 2001.11.21 | 토이(유희열 & 윤정오) | 라이브 앨범 | 《Toy Live》 | - 라디오 천국                            |
| 2001.11.21 | 토이(유희열 & 윤정오) | 라이브 앨범 | 《Toy Live》 | - 내가 남자 친구라면                     |
| 2001.11.21 | 토이(유희열 & 윤정오) | 라이브 앨범 | 《Toy Live》 | - 우리는 어쩌면, 만약에                  |
| 2001.11.21 | 토이(유희열 & 윤정오) | 라이브 앨범 | 《Toy Live》 | - 선물 Part 2                            |
| 2001.11.21 | 토이(유희열 & 윤정오) | 라이브 앨범 | 《Toy Live》 | - 내가 너의 곁에 잠시 살았다는걸         |
| 2001.11.21 | 토이(유희열 & 윤정오) | 라이브 앨범 | 《Toy Live》 | - 여전히 아름다운지 (Feat. 김연우)       |
| 2001.11.21 | 토이(유희열 & 윤정오) | 라이브 앨범 | 《Toy Live》 | - 거짓말 같은 시간                       |
| 2001.11.21 | 토이(유희열 & 윤정오) | 라이브 앨범 | 《Toy Live》 | - 슬픈 이야기 (Feat. 이장우)             |
| 2001.11.21 | 토이(유희열 & 윤정오) | 라이브 앨범 | 《Toy Live》 | - 내 마음속에                            |
| 2001.11.21 | 토이(유희열 & 윤정오) | 라이브 앨범 | 《Toy Live》 | - 이밤의 끝을 잡고                       |
| 2001.11.21 | 토이(유희열 & 윤정오) | 라이브 앨범 | 《Toy Live》 | - 스케치북 (Feat. 윤종신)                |
| 2001.11.21 | 토이(유희열 & 윤정오) | 라이브 앨범 | 《Toy Live》 | - Intermission                           |
| 2001.11.21 | 토이(유희열 & 윤정오) | 라이브 앨범 | 《Toy Live》 | - 목소리                                 |
| 2001.11.21 | 토이(유희열 & 윤정오) | 라이브 앨범 | 《Toy Live》 | - 기다립니다                             |
| 2001.11.21 | 토이(유희열 & 윤정오) | 라이브 앨범 | 《Toy Live》 | - 소박했던, 행복했던... (Feat. 성시경)   |
| 2001.11.21 | 토이(유희열 & 윤정오) | 라이브 앨범 | 《Toy Live》 | - 애주가 (Feat. 이승환)                  |
| 2001.11.21 | 토이(유희열 & 윤정오) | 라이브 앨범 | 《Toy Live》 | - 변해가는 그대 (Feat. 이승환)           |
| 2001.11.21 | 토이(유희열 & 윤정오) | 라이브 앨범 | 《Toy Live》 | - 난 남자다                              |
| 2001.11.21 | 토이(유희열 & 윤정오) | 라이브 앨범 | 《Toy Live》 | - 좋은 사람 (Feat. 김형중)               |
| 2001.11.21 | 토이(유희열 & 윤정오) | 라이브 앨범 | 《Toy Live》 | - 모두 어디로 간걸까? (Feat. 이적)       |
| 2001.11.21 | 토이(유희열 & 윤정오) | 라이브 앨범 | 《Toy Live》 | - 그럴때마다                             |
| 2001.11.21 | 토이(유희열 & 윤정오) | 라이브 앨범 | 《Toy Live》 | - 언젠가 우리 다시 만나면 (Feat. 김연우) |
| 2001.11.21 | 토이(유희열 & 윤정오) | 라이브 앨범 | 《Toy Live》 | - A Night In Seoul                       |
| 2001.11.21 | 토이(유희열 & 윤정오) | 라이브 앨범 | 《Toy Live》 | - 미안해                                 |
| 2001.11.21 | 토이(유희열 & 윤정오) | 라이브 앨범 | 《Toy Live》 | - Epilogue                               |

### 유희열
익숙한 그집앞
| 발매일     | Artist | 발매 형식 | 앨범명                              | 기획사            | 수록곡                             |
| ---------- | ------ | --------- | ----------------------------------- | ----------------- | ---------------------------------- |
| 1999.07.01 | 유희열 | 정규      | 《유희열 삽화집 - 익숙한 그 집 앞》 | 토이 뮤직(안테나) |                                    |
| 1999.07.01 | 유희열 | 정규      | 《유희열 삽화집 - 익숙한 그 집 앞》 | 토이 뮤직(안테나) | - 형                               |
| 1999.07.01 | 유희열 | 정규      | 《유희열 삽화집 - 익숙한 그 집 앞》 | 토이 뮤직(안테나) | - 익숙한 그 집 앞                  |
| 1999.07.01 | 유희열 | 정규      | 《유희열 삽화집 - 익숙한 그 집 앞》 | 토이 뮤직(안테나) | - 피아노가 있던 방                 |
| 1999.07.01 | 유희열 | 정규      | 《유희열 삽화집 - 익숙한 그 집 앞》 | 토이 뮤직(안테나) | - 라디오 천국                      |
| 1999.07.01 | 유희열 | 정규      | 《유희열 삽화집 - 익숙한 그 집 앞》 | 토이 뮤직(안테나) | - 옆모습                           |
| 1999.07.01 | 유희열 | 정규      | 《유희열 삽화집 - 익숙한 그 집 앞》 | 토이 뮤직(안테나) | - 어렸을 때 그자리                 |
| 1999.07.01 | 유희열 | 정규      | 《유희열 삽화집 - 익숙한 그 집 앞》 | 토이 뮤직(안테나) | - 무덤덤한 그러나 감출수 없는 상처 |
| 1999.07.01 | 유희열 | 정규      | 《유희열 삽화집 - 익숙한 그 집 앞》 | 토이 뮤직(안테나) | - 흔적                             |
| 1999.07.01 | 유희열 | 정규      | 《유희열 삽화집 - 익숙한 그 집 앞》 | 토이 뮤직(안테나) | - 떠나는 날의 흥분                 |
| 1999.07.01 | 유희열 | 정규      | 《유희열 삽화집 - 익숙한 그 집 앞》 | 토이 뮤직(안테나) | - 즐거운 편지                      |

여름날 (유희열 소품집)
| 발매일     | Artist | 발매 형식 | 앨범명             | 기획사   | 수록곡                                |
| ---------- | ------ | --------- | ------------------ | -------- | ------------------------------------- |
| 2008.07.29 | 유희열 | 정규      | 《여름날: 소품집》 | (안테나) |                                       |
| 2008.07.29 | 유희열 | 정규      | 《여름날: 소품집》 | (안테나) | - 공원에서                            |
| 2008.07.29 | 유희열 | 정규      | 《여름날: 소품집》 | (안테나) | - 우리 만난적 있나요                  |
| 2008.07.29 | 유희열 | 정규      | 《여름날: 소품집》 | (안테나) | - 밤의 멜로디 (Feat. 페퍼톤스 신재평) |
| 2008.07.29 | 유희열 | 정규      | 《여름날: 소품집》 | (안테나) | - 즐거운 나의 하루 (Feat. 신민아)     |
| 2008.07.29 | 유희열 | 정규      | 《여름날: 소품집》 | (안테나) | - 그럴 때마다 (Inst.)                 |
| 2008.07.29 | 유희열 | 정규      | 《여름날: 소품집》 | (안테나) | - 관계와 관계                         |
| 2008.07.29 | 유희열 | 정규      | 《여름날: 소품집》 | (안테나) | - 여름날 (Feat. 페퍼톤스 신재평)      |
| 2008.07.29 | 유희열 | 정규      | 《여름날: 소품집》 | (안테나) | - 에필로그                            |

엄마의 바다
| 발매일     | Artist | 발매 형식 | 앨범명          | 기획사   | 수록곡 |
| ---------- | ------ | --------- | --------------- | -------- | --- |
| 2014.05.12 | 유희열 | 싱글      | 《엄마의 바다》 | (안테나) | |
| 2014.05.12 | 유희열 | 싱글      | 《엄마의 바다》 | (안테나) | - 엄마의 바다 (Feat. 김윤아) 작곡 : 유희열 편곡 : 유희열 String 편곡 : 김바로 Programming : 페퍼톤스 신재평 Piano : 유희열 Violin : 오조환,김아림 Viola : 이보미 Cello : 천혜진 |
| 2014.05.12 | 유희열 | 싱글      | 《엄마의 바다》 | (안테나) | - 엄마의 바다 (Piano & 현악 4중주 Ver.) Piano : 유희열 Violin : 오조환, 김아림 Viola : 이보미 Cello : 천혜진                                                                    |

### 안테나

#### 안테나 워리어스
| 발매일     | Artist                                  | 발매 형식   | 앨범명 | 기획사 | 수록곡                                                |
| ---------- | --------------------------------------- | ----------- | --- | ------ | ----------------------------------------------------- |
| 2011.07.26 | 유희열 정재형 루시드 폴 페퍼톤스 박새별 | 라이브 앨범 | 《안테나뮤직 워리어스》 보관됨 2015-12-23 - 웨이백 머신 유희열 (Piano, Keyboard) 루시드 폴 (A.Guitar) 페퍼톤스 신재평 (E.Guitar) 페퍼톤스 이장원 (Bass) 정재형 (Piano, Keyboard) 박새별 (Piano, Keyboard) | 안테나 |                                                       |
| 2011.07.26 | 유희열 정재형 루시드 폴 페퍼톤스 박새별 | 라이브 앨범 | 《안테나뮤직 워리어스》 보관됨 2015-12-23 - 웨이백 머신 유희열 (Piano, Keyboard) 루시드 폴 (A.Guitar) 페퍼톤스 신재평 (E.Guitar) 페퍼톤스 이장원 (Bass) 정재형 (Piano, Keyboard) 박새별 (Piano, Keyboard) | 안테나 | - 정재형 <Running (워리어스 Live Ver.)>               |
| 2011.07.26 | 유희열 정재형 루시드 폴 페퍼톤스 박새별 | 라이브 앨범 | 《안테나뮤직 워리어스》 보관됨 2015-12-23 - 웨이백 머신 유희열 (Piano, Keyboard) 루시드 폴 (A.Guitar) 페퍼톤스 신재평 (E.Guitar) 페퍼톤스 이장원 (Bass) 정재형 (Piano, Keyboard) 박새별 (Piano, Keyboard) | 안테나 | - 페퍼톤스 <Ready, Get Set, Go! (워리어스 Live Ver.)> |
| 2011.07.26 | 유희열 정재형 루시드 폴 페퍼톤스 박새별 | 라이브 앨범 | 《안테나뮤직 워리어스》 보관됨 2015-12-23 - 웨이백 머신 유희열 (Piano, Keyboard) 루시드 폴 (A.Guitar) 페퍼톤스 신재평 (E.Guitar) 페퍼톤스 이장원 (Bass) 정재형 (Piano, Keyboard) 박새별 (Piano, Keyboard) | 안테나 | - 박새별 <Remember Me (워리어스 Live Ver.)>           |
| 2011.07.26 | 유희열 정재형 루시드 폴 페퍼톤스 박새별 | 라이브 앨범 | 《안테나뮤직 워리어스》 보관됨 2015-12-23 - 웨이백 머신 유희열 (Piano, Keyboard) 루시드 폴 (A.Guitar) 페퍼톤스 신재평 (E.Guitar) 페퍼톤스 이장원 (Bass) 정재형 (Piano, Keyboard) 박새별 (Piano, Keyboard) | 안테나 | - 루시드 폴 <국경의 밤 (워리어스 Live Ver.)>          |
| 2011.07.26 | 유희열 정재형 루시드 폴 페퍼톤스 박새별 | 라이브 앨범 | 《안테나뮤직 워리어스》 보관됨 2015-12-23 - 웨이백 머신 유희열 (Piano, Keyboard) 루시드 폴 (A.Guitar) 페퍼톤스 신재평 (E.Guitar) 페퍼톤스 이장원 (Bass) 정재형 (Piano, Keyboard) 박새별 (Piano, Keyboard) | 안테나 | - 유희열 <뜨거운 안녕 (워리어스 Live Ver.)>           |
| 2011.07.26 | 유희열 정재형 루시드 폴 페퍼톤스 박새별 | 라이브 앨범 | 《안테나뮤직 워리어스》 보관됨 2015-12-23 - 웨이백 머신 유희열 (Piano, Keyboard) 루시드 폴 (A.Guitar) 페퍼톤스 신재평 (E.Guitar) 페퍼톤스 이장원 (Bass) 정재형 (Piano, Keyboard) 박새별 (Piano, Keyboard) | 안테나 | - 유희열 <여름날 (워리어스 Live Ver.)>                |

## 뮤직 비디오

### 토이(TOY)
| Artist       | 연도 | 앨범명                       | MV | 공급사                   |
| ------------ | ---- | ---------------------------- | --- | ------------------------ |
| 토이(유희열) | 1996 | 토이 2집《YOUHEEYEOL》       | - 토이 <내가 너의 곁에 잠시 살았다는 걸> (Feat. 김연우) | 네이버 뮤직              |
| 토이(유희열) | 1997 | 토이 3집《Present》          | - 토이 <바램> (Feat. 변재원) | 멜론                     |
| 토이(유희열) | 1998 | 토이 4집《A NIGHT IN SEOUL》 | - 토이 <여전히 아름다운지> (Feat. 김연우) | 멜론                     |
| 토이(유희열) | 1998 | 토이 4집《A NIGHT IN SEOUL》 | - 토이 <거짓말 같은 시간> (Feat. 김연우) | 멜론                     |
| 토이(유희열) | 2001 | 토이 5집 《Fermata》         | - 토이 <좋은사람> (Feat. 김형중) | 멜론                     |
| 토이(유희열) | 2001 | 토이 5집 《Fermata》         | - 토이 <언젠가 우리 다시 만나면 (Feat. 김연우)> 보관됨 2018-05-23 - 웨이백 머신 | 엠넷                     |
| 토이(유희열) | 2001 | 토이 5집 《Fermata》         | - 토이 <내가 남자 친구라면> (유희열) | 멜론                     |
| 토이(유희열) | 2007 | 토이 6집《Thank You》        | - 토이 <You> (Intro) - 토이 <뜨거운 안녕> (Feat. 이지형) - 토이 <Bon Voyage> (유희열, 조원선) - 토이 <나는 달> (Feat. 이규호) - 토이 <해피엔드> (유희열) - 토이 <오늘 서울은 하루종일 맑음> (Feat. 윤하) - 토이 <크리스마스 카드> (Feat. 김형중) - 토이 <그대, 모든 짐을 내게> (Feat. 윤상) - 토이 <프랑지파니> (유희열) - 토이 <투명인간> (Feat. 루시드 폴) - 토이 <안녕 스무살> (Feat. 김민규) - 토이 <인사> (Feat. 김연우) | CJENMMUSIC Official 멜론 |
| 토이(유희열) | 2014 | 토이 7집《Da Capo》          | - 토이 <아무도 모른다> (Inst.) - 토이 <Reset> (with 이적) - 토이 <Reset> (with 이적) (teo film post Ver.) (Thanks to) - 토이 <세 사람> (with 성시경) | 안테나 teo film post     |

### 유희열
| Artist | 연도 | 앨범명                                                       | MV | 비고                                                                                 | 공급사 |
| ------ | ---- | ------------------------------------------------------------ | --- | ------------------------------------------------------------------------------------ | ------ |
| 유희열 | 2002 | 《A Walk Around The Corner》 (Project Album : Photo + Music) | - 유희열 <Silly Love Song> | 작사, 작곡, 편곡 : 유희열 keyboard, guitar 유희열 vocal 유희열 chorus 유희열, 김지혜 |        |
| 유희열 | 2008 | 《여름날: 소품집》                                           | - 유희열 <여름날 (feat. 신재평(페퍼톤스)> - 크로스오버 필름 형식 MV - 테마 : 여름, 사랑, 추억 - M/V Director : 《Uranium238》조원석                                  | 작사 : 유희열 작곡 : 유희열, 신재평(페퍼톤스) 편곡 : 신재평(페퍼톤스)                | 엠넷   |
| 유희열 | 2008 | 《여름날: 소품집》                                           | - 유희열 <즐거운 나의 하루 (Feat. 신민아)> 보관됨 2018-05-18 - 웨이백 머신 - 크로스오버 필름 형식 MV - 테마 : 여름, 사랑, 추억 - M/V Director : 《Uranium238》조원석 | 작사, 작곡, 편곡 : 유희열                                                            | 엠넷   |

### 안테나 워리어스
| 연도 | Artist                                  | 앨범명                  | MV                                                                                     | 비고 | 공급사 |
| ---- | --------------------------------------- | ----------------------- | -------------------------------------------------------------------------------------- | --- | ------ |
| 2011 | 유희열 정재형 루시드 폴 페퍼톤스 박새별 | 《안테나뮤직 워리어스》 | - 안테나 워리어스 <Running> (원곡 : 정재형) - 안테나 워리어스 <여름날> (원곡 : 유희열) | 루시드 폴 (A.Guitar) 신재평 (E.Guitar) 이장원 (Bass) 정재형 (Piano, Keyboard) 유희열 (Piano, Keyboard) 박새별 (Piano, Keyboard) | 안테나 |

## 참여 음반

### 프로듀서

#### 음반 총괄 프로듀서
| 연도 | Artist                     | 앨범                                                                                           | 비고                        |
| ---- | -------------------------- | ---------------------------------------------------------------------------------------------- | --------------------------- |
| 1996 | 이장우                     | 《長友》                                                                                       | - 프로듀서 : 유희열         |
| 1996 | 윤종신                     | 《우》                                                                                         | - 프로듀서 : 윤종신, 유희열 |
| 1997 | 이승환                     | 《CYCLE》                                                                                      | - 프로듀서 : 이승환, 유희열 |
| 2002 | Various artists            | 유희열이 초대하는 새로운 음악세계 《A Walk Around The Corner (Project Album : Photo + Music)》 | - 프로듀서 : 유희열         |
| 2004 | 김연우                     | 《연인》                                                                                       | - 프로듀서 : 유희열         |
| 2008 | 박새별                     | 《Diary》                                                                                      | - 프로듀서 : 박새별, 유희열 |
| 2017 | 유희열 샘 김 이진아 권진아 | 《신혼일기 X 안테나 (Prod. by 유희열)》OST 보관됨 2015-12-23 - 웨이백 머신 (tvN)               | - 프로듀서 : 유희열         |

#### 음반 제작 프로듀서
| 연도 | Artist       | 앨범                                                           | 비고 |
| ---- | ------------ | -------------------------------------------------------------- | --- |
| 2016 | 페퍼톤스     | 《2014-2015 TWO LIVES》 보관됨 2015-12-23 - 웨이백 머신        | - 프로듀서 : 페퍼톤스 - 제작 프로듀서(Executive Producer) : 유희열                                               |
| 2016 | 페퍼톤스     | 《캠프파이어》 보관됨 2015-12-23 - 웨이백 머신                 | - 프로듀서 : 페퍼톤스 - 제작 프로듀서(Executive Producer) : 유희열                                               |
| 2017 | 루시드 폴    | 《모든 삶은, 작고 크다》 보관됨 2015-12-23 - 웨이백 머신       | - 프로듀서 : 루시드 폴 - 제작 프로듀서(Executive Producer) : 유희열                                              |
| 2018 | 페퍼톤스     | 《long way》 보관됨 2015-12-23 - 웨이백 머신                   | - 프로듀서 : 페퍼톤스 - 제작 프로듀서(Executive Producer) : 유희열                                               |
| 2018 | 샘 김        | 《Sun And Moon》 보관됨 2015-12-23 - 웨이백 머신               | - 프로듀서 : 샘 김, 홍소진, 적재 - 제작 프로듀서(Executive Producer) : 유희열                                    |
| 2018 | 샘 김        | 《When You Fall (Feat. Chai)》 보관됨 2015-12-23 - 웨이백 머신 | - 프로듀서 : 샘 김, 홍소진, 적재 - 제작 프로듀서(Executive Producer) : 유희열                                    |
| 2019 | 정재형       | 《Avec Piano》 보관됨 2015-12-23 - 웨이백 머신                 | - 프로듀서 : 정재형 - 제작 프로듀서(Executive Producer) : 유희열                                                 |
| 2019 | 샘 김        | 《Where’s My Money》 보관됨 2015-12-23 - 웨이백 머신           | - 프로듀서 : 샘 김, NIve - 제작 프로듀서(Executive Producer) : 유희열                                            |
| 2019 | 박새별       | 《Ballades Op.3》 보관됨 2015-12-23 - 웨이백 머신              | - 프로듀서 : 박새별 - 제작 프로듀서(Executive Producer) : 유희열                                                 |
| 2019 | 윤석철       | 윤석철트리오 《SONGBOOK》 보관됨 2015-12-23 - 웨이백 머신      | - 프로듀서 : 윤석철 - All songs performed by 윤석철, 정상이, 김영진 - 제작 프로듀서(Executive Producer) : 유희열 |
| 2019 | 루시드 폴    | 《너와 나》 보관됨 2015-12-23 - 웨이백 머신                    | - 프로듀서 : 루시드 폴, Deepshower(Track 10) - 제작 프로듀서(Executive Producer) : 유희열                        |
| 2020 | CHAI(이수정) | 《Gimme That》 보관됨 2015-12-23 - 웨이백 머신                 | - 제작 프로듀서(Executive Producer) : 유희열                                                                     |
| 2020 | 이진아       | 《Dangerous Dream》 보관됨 2015-12-23 - 웨이백 머신            | - 제작 프로듀서(Executive Producer) : 유희열                                                                     |

#### 음반 총괄 프로듀서 & 음반 제작 프로듀서
| 연도 | Artist         | 앨범명                                                     | 비고                                                                                      |
| ---- | -------------- | ---------------------------------------------------------- | ----------------------------------------------------------------------------------------- |
| 2016 | 샘 김          | 《I AM SAM》 보관됨 2015-12-23 - 웨이백 머신               | - 프로듀서 : 유희열 - 제작 프로듀서(Executive Producer) : 유희열                          |
| 2016 | 이진아         | 《애피타이저(Appetizer)》 보관됨 2015-12-23 - 웨이백 머신  | - 프로듀서 : 이진아, 유희열, 신재평 - 제작 프로듀서(Executive Producer) : 유희열          |
| 2016 | 권진아 & 샘 김 | 《LOVE ANTENNA》 보관됨 2015-12-23 - 웨이백 머신           | - 프로듀서 : 유희열 - 제작 프로듀서(Executive Producer) : 유희열                          |
| 2016 | 권진아         | 《웃긴 밤》 보관됨 2015-12-23 - 웨이백 머신                | - 프로듀서 : 유희열 - 제작 프로듀서(Executive Producer) : 유희열                          |
| 2016 | 정승환         | 《목소리》 보관됨 2015-12-23 - 웨이백 머신                 | - 프로듀서 : 유희열 - 제작 프로듀서(Executive Producer) : 유희열                          |
| 2017 | 권진아         | 《Fly away》 보관됨 2015-12-23 - 웨이백 머신               | - 프로듀서 : 유희열 - 제작 프로듀서(Executive Producer) : 유희열                          |
| 2017 | 이진아         | 《RANDOM》 보관됨 2015-12-23 - 웨이백 머신                 | - 프로듀서 : 이진아, 유희열 - 제작 프로듀서(Executive Producer) : 유희열                  |
| 2018 | 정승환         | 《그리고 봄》 보관됨 2015-12-23 - 웨이백 머신              | - 프로듀서 : 유희열 - 제작 프로듀서(Executive Producer) : 유희열                          |
| 2018 | 이진아         | 《진아식당 Full Course》 보관됨 2015-12-23 - 웨이백 머신   | - 프로듀서 : 이진아, 유희열, 신재평(Track 5) - 제작 프로듀서(Executive Producer) : 유희열 |
| 2018 | 권진아         | 《이번 겨울》 보관됨 2015-12-23 - 웨이백 머신              | - 프로듀서 : 권진아, 유희열 - 제작 프로듀서(Executive Producer) : 유희열                  |
| 2019 | 권진아         | 《오늘 뭐 했는지 말해봐》 보관됨 2015-12-23 - 웨이백 머신  | - 프로듀서 : 유희열 - 제작 프로듀서(Executive Producer) : 유희열                          |
| 2019 | 정승환         | 《안녕, 나의 우주》 보관됨 2015-12-23 - 웨이백 머신        | - 프로듀서 : 유희열 - 제작 프로듀서(Executive Producer) : 유희열                          |
| 2019 | CHAI(이수정)   | 《Give and Take》 보관됨 2015-12-23 - 웨이백 머신          | - 프로듀서 : 유희열 - 제작 프로듀서(Executive Producer) : 유희열                          |
| 2019 | 권진아         | 《나의 모양》 보관됨 2015-12-23 - 웨이백 머신              | - 프로듀서 : 유희열, 권진아 - 제작 프로듀서(Executive Producer) : 유희열                  |
| 2019 | 정승환         | 《십이월 이십오일의 고백》 보관됨 2015-12-23 - 웨이백 머신 | - 프로듀서 : 유희열 - 제작 프로듀서(Executive Producer) : 유희열                          |
| 2020 | 권진아         | 《뭔가 잘못됐어》 보관됨 2015-12-23 - 웨이백 머신          | - 프로듀서 : 유희열 - 제작 프로듀서(Executive Producer) : 유희열                          |
| 2020 | 정승환         | 《언제라도 어디에서라도》 보관됨 2015-12-23 - 웨이백 머신  | - 프로듀서 : 유희열 - 제작 프로듀서(Executive Producer) : 유희열                          |

### 음반 참여

#### 음반 현(絃) 편곡
| 연도 | Artist          | 앨범                                                   | Album Credits |
| ---- | --------------- | ------------------------------------------------------ | --- |
| 1997 | Various artists | 《유재하를 추모하는 앨범 1987 - 다시 돌아온 그대위해》 | - String Arrangement : 황세준, 유희열 - Orchestra Conducted by : 엄기영, 황세준, 유희열 - Keyboard : 황세준, 조현석, 유희열, 박용준 |

#### 작사・작곡・편곡
| 연도 | Artist               | 곡명                                       | 앨범명                                                       | 비고                                                                                              |
| ---- | -------------------- | ------------------------------------------ | ------------------------------------------------------------ | ------------------------------------------------------------------------------------------------- |
| 1992 | 유희열               | 〈달빛의 노래〉                            | 《제4회 유재하 음악경연대회 기념음반》                       | - 작사, 작곡, 편곡 : 유희열                                                                       |
| 1995 | 이승환               | 〈변해가는 그대〉                          | 《Human》                                                    | - 작사, 작곡, 편곡 : 유희열                                                                       |
| 1995 | 이승환               | 〈부기우기〉                               | 《Human》                                                    | - 작사, 작곡, 편곡 - 최진우(히치하이커), 유희열                                                   |
| 1995 | 이장우               | 〈마지막 인사〉 〈돌아와줘〉 〈널 위하여〉 | 《이제, 그녀는 이 도시 어디에도 살지 않는다》                | - 작사, 작곡, 편곡 : 유희열                                                                       |
| 1996 | 윤종신               | 〈여자친구〉                               | 《우》                                                       | - 작사, 작곡, 편곡 : 유희열                                                                       |
| 1996 | 이문세               | 〈짝짝이 신발〉                            | 《화무(花舞)》                                               | - 작사, 작곡, 편곡 : 유희열                                                                       |
| 1996 | 지누 (히치하이커)    | 〈공주들에게〉                             | 《Jinujoke》                                                 | - 작사, 작곡, 편곡 : 유희열                                                                       |
| 1996 | 이장우               | 〈슬픈 이야기〉                            | 《장우(長友)》                                               | - 작사, 작곡, 편곡 : 유희열                                                                       |
| 1997 | 조규천               | 〈어쩔 수 없나봐〉                         | 《Beyond Heaven》                                            | - 작사 - 유희열, 이지연 - 작곡, 편곡 : 유희열                                                     |
| 2000 | 김장훈               | 〈난 남자다〉                              | 《Innocence》                                                | - 작사 - 유희열, 김장훈 - 작곡, 편곡 : 유희열                                                     |
| 2000 | 박정현               | 〈아무말도, 아무것도...〉                  | 《Naturally》                                                | - 작사, 작곡, 편곡 : 유희열                                                                       |
| 2001 | 김장훈               | 〈넌〉                                     | 《Natural》                                                  | - 작사, 작곡, 편곡 : 유희열                                                                       |
| 2002 | 유희열               | 〈Silly Love Song〉                        | 《A Walk Around The Corner (Project Album : Photo + Music)》 | - 작사, 작곡, 편곡 : 유희열                                                                       |
| 2002 | 성시경               | 〈Happy Birthday To You〉                  | 《Melodie d` Amour》                                         | - 작사, 작곡, 편곡 : 유희열                                                                       |
| 2002 | 이소은               | 〈부탁〉                                   | 《Senorita》                                                 | - 작사, 작곡, 편곡 : 유희열                                                                       |
| 2003 | 김형중               | 〈미몽 (迷夢)〉                            | 《Kim Hyung Joong 1》                                        | - 작사, 작곡, 편곡 : 유희열                                                                       |
| 2004 | 김연우               | 〈재회〉 〈우리 처음 만난 날〉             | 《연인》                                                     | - 작사, 작곡, 편곡 : 유희열                                                                       |
| 2007 | 유희열               | 〈즐거운 나의 하루(토이)〉                 | 옴니버스《고양이 이야기》                                    | - 작사, 작곡, 편곡 : 유희열                                                                       |
| 2012 | 윤종신               | 〈Merry Christmas Only You〉 (with 유희열) | 《행보 2012》                                                | - 작사, 작곡, 편곡 : 유희열                                                                       |
| 2013 | 유재석 유희열 김조한 | 〈Please Don't Go My Girl〉                | 《무한도전 자유로 가요제》                                   | - 작사 - 유희열, 유재석 작곡 : 유희열 - 편곡 - 유희열, 송성경                                     |
| 2013 | 무한도전             | 〈그래, 우리 함께(with 전 출연자)〉        | 《무한도전 자유로 가요제》                                   | - 작사 - 유희열, 무한도전 - 작곡, 편곡 : 유희열                                                   |
| 2013 | 유재석, 유희열       | 〈댄스왕〉                                 | 《무한도전 자유로 가요제》                                   | - 작사 - 유희열, Texu(김택수), 유재석 - 작곡 - 유희열, Texu(김택수) - 편곡 - 유희열, Texu(김택수) |
| 2021 | 젝스키스             | 〈뒤돌아보지 말아요〉                      | 《뒤돌아보지 말아요》                                        | - 작사 : 유희열, 김이나 - 작곡 : 유희열 - 편곡 : 임헌일, 유희열                                   |

#### 작사・작곡・편곡・ 보컬
| 연도 | Artist | 곡명                | 앨범명                                                                            | 비고                                                      |
| ---- | ------ | ------------------- | --------------------------------------------------------------------------------- | --------------------------------------------------------- |
| 2019 | 유희열 | 〈그래, 우리 함께〉 | 《[Vol.15] 유희열의 스케치북 10주년 프로젝트 : 스페셜 목소리 `유스케 X 유희열` 》 | 작사 - 유희열, 무한도전 작곡, 편곡 : 유희열 보컬 : 유희열 |

#### 작사・작곡
| 연도 | Artist          | 곡명                        | 앨범명                                        | 비고                                                                |
| ---- | --------------- | --------------------------- | --------------------------------------------- | ------------------------------------------------------------------- |
| 1988 | 김형용          | 〈꿈에 잠기어〉             | 《김형룡 Vol.5》                              | 작사, 작곡 : 유희열                                                 |
| 1991 | 김장훈          | 〈햇빛 비추는 날〉          | 《늘 우리사이엔》                             | 작사, 작곡 : 유희열                                                 |
| 1992 | Various artists | 〈너의 꿈과 나무(전원 곡)〉 | 《제4회 유재하 음악경연대회 기념음반》        | 작사, 작곡 : 유희열                                                 |
| 1993 | 김장훈          | 〈예전처럼〉                | 《이제야》                                    | 작사, 작곡 : 유희열                                                 |
| 1998 | 김혜림          | 〈Happy Love〉              | 《이제는 돌아와 거울앞에 선》                 | 작사, 작곡 : 유희열                                                 |
| 2001 | 박효신          | 〈위안〉                    | 《Second Story》                              | 작사, 작곡 : 유희열                                                 |
| 2003 | 김형중          | 〈그랬나봐〉                | 《Kim Hyung Joong 1》                         | 작사, 작곡 : 유희열                                                 |
| 2004 | 김연우          | 〈사랑한다면〉              | 《연인》                                      | 작사 - 유희열, 한혜경 작곡 : 유희열                                 |
| 2008 | 성시경          | 〈안녕 나의 사랑〉          | 《여기 내 맘속에》                            | 작사 : 유희열 작곡 - 유희열, 성시경                                 |
| 2009 | 김형중          | 〈Air Mail〉                | 《Polaroid》                                  | 작사, 작곡 : 유희열                                                 |
| 2009 | 윤하            | 〈편한가봐〉                | 《3rd Album Part.B `Growing Season`》         | 작사 - 유희열, 양재선 작곡 : 유희열                                 |
| 2018 | 정승환          | 〈다시, 봄〉                | 《그리고 봄》                                 | 작사 : 정승환, 유희열, 안효진 작곡 : 정승환, 유희열                 |
| 2018 | 정승환          | 〈이 노래가〉               | 《그리고 봄》                                 | 작사 : 정승환, 유희열 작곡 : 유희열                                 |
| 2019 | 권진아          | 〈숨바꼭질〉                | 《나의 모양》 보관됨 2015-12-23 - 웨이백 머신 | 작사 : 권진아, 헨(Hen), 유희열 작곡 : 헨(Hen), 유희열, 이진아       |
| 2020 | 안테나          | 〈겨울의 우리들〉           | [《2020 Antenna Christmas Carol》             | 작사 : 윤석철, 이진아, 최수빈, 유희열 작곡 : 윤석철, 이진아, 유희열 |

#### 작곡・편곡
| 연도 | Artist            | 곡명                                                                    | 앨범명                                              | 비고                                                                                          |
| ---- | ----------------- | ----------------------------------------------------------------------- | --------------------------------------------------- | --------------------------------------------------------------------------------------------- |
| 1996 | 015B              | 〈The Sixth Sense Main Theme 일식 (연주곡)〉                            | 《The Sixth Sense Farewell To The World》           | - 작곡, 편곡 : 유희열                                                                         |
| 1996 | 이소라            | 〈Happy Christmas〉                                                     | 《영화에서처럼》                                    | - 작곡, 편곡 : 유희열                                                                         |
| 1996 | 이문세            | 〈조조할인 (With 이적)                                                  | 《화무(花舞)》                                      | - 작곡, 편곡 : 유희열                                                                         |
| 1996 | 윤종신            | 〈환생〉                                                                | 《우》                                              | - 작곡 - 유희열, 윤종신 - 편곡 : 유희열                                                       |
| 1996 | 윤종신            | 〈오늘〉 〈일년〉 〈바보의 결혼〉 〈아침〉                              | 《우》                                              | - 작곡 - 유희열, 윤종신 - 편곡 : 유희열                                                       |
| 1996 | 윤종신            | 〈의지〉 〈Club에서〉                                                   | 《우》                                              | - 작곡 - 유희열, 윤종신, 박용찬 - 편곡 - 유희열, 박용찬                                       |
| 1996 | 윤종신            | 〈너의 어머니〉                                                         | 《우》                                              | - 작곡, 편곡 : 유희열                                                                         |
| 1996 | 윤종신            | 〈나의 이십대〉 〈길〉 〈우 (愚)에게〉                                  | 《육년》                                            | - 작곡 - 유희열, 윤종신 - 편곡 : 유희열                                                       |
| 1996 | 지누 (히치하이커) | 〈언젠가 내게〉                                                         | 《Jinujoke》                                        | - 작곡 - 최진우(히치하이커), 유희열 - 편곡 : 유희열                                           |
| 1996 | 이장우            | 〈슬픈 사랑〉 〈어리석은 기대〉                                         | 《장우(長友)》                                      | - 작곡, 편곡 : 유희열                                                                         |
| 1997 | 이승환            | 〈아이에서 어른으로 2〉                                                 | 《CYCLE》                                           | - 작곡, 편곡 : 유희열                                                                         |
| 1997 | 이승환            | 〈아이에서 어른으로 3〉 〈푸념〉                                        | 《CYCLE》                                           | - 작곡 - 유희열, 이승환 - 편곡 : 유희열                                                       |
| 1999 | 이승환            | 〈이상과 현실〉                                                         | 《His Ballad》                                      | - 작곡 - 유희열, 이승환 - 편곡 : 유희열                                                       |
| 1999 | 이승환            | 〈당부〉                                                                | 《The War in Life》                                 | - 작곡 - 이승환, 유희열 - 편곡 - 유희열, 윤상 - rhythm Programming : 윤상 - keyboard : 유희열 |
| 2000 | 이소은            | 〈충치〉                                                                | 《신비》                                            | - 작곡 - 이승환, 유희열 - 편곡 : 유희열                                                       |
| 2000 | 김경호            | 〈그때가 아닌 지금〉                                                    | 《Kim Kyungho-5th》                                 | - 작곡 : 유희열 - 편곡 - 유희열, 김태훈                                                       |
| 2000 | 윤종신            | 〈희열이가 준 선물〉(연주곡)                                            | 《헤어진 사람들을 위한 지침서 (指針書)》            | - 작곡, 편곡 : 유희열                                                                         |
| 2001 | 이승환            | 〈Christmas Wishes〉                                                    | 《Egg》                                             | - 작곡 - 유희열, 이지원, 이상민 - 편곡 - 유희열, 김태훈                                       |
| 2001 | 이승환            | 〈기다림〉 〈만추 (晩秋)〉                                              | 《Egg》                                             | - 작곡 - 이승환, 유희열 - 편곡 : 유희열                                                       |
| 2001 | 이승환            | 〈I Hate It〉                                                           | 《Egg》                                             | - 작곡 - 이승환, 유희열 - 편곡 - SAINT BINARY(김택수), 유희열                                 |
| 2001 | 김장훈            | 〈광대〉                                                                | 《Natural》                                         | - 작곡, 편곡 : 유희열                                                                         |
| 2001 | 이승환            | 〈망각〉                                                                | 《Serious Day》                                     | - 작곡 - 이승환, 유희열 - 편곡 - 유희열, Saint Binary(김택수)                                 |
| 2002 | 이소은            | 〈키친〉                                                                | 《Senorita》                                        | - 작곡, 편곡 : 유희열                                                                         |
| 2004 | 김연우            | 〈8211〉                                                                | 《연인》                                            | - 작곡, 편곡 : 유희열                                                                         |
| 2004 | 김연우            | 〈아침인사〉                                                            | 《연인》                                            | - 작곡 - 유희열, 김연우 - 편곡 : 유희열                                                       |
| 2014 | 유희열            | 〈엄마의바다 (Feat. 김윤아)〉 〈엄마의 바다 (Piano & 현악 4중주 Ver.)〉 | 《엄마의 바다》                                     | - 작곡, 편곡 : 유희열                                                                         |
| 2019 | 정승환            | 〈옥련동〉                                                              | 《안녕, 나의 우주》 보관됨 2015-12-23 - 웨이백 머신 | - 작곡 : 정승환, 유희열 - 편곡 : 권영찬, 유희열                                               |

#### 작사
| 연도 | Artist         | 곡명                              | 앨범명                                                    | 비고                                       |
| ---- | -------------- | --------------------------------- | --------------------------------------------------------- | ------------------------------------------ |
| 1996 | 이장우         | 〈미팅 사전〉                     | 《장우(長友)》                                            | - 작사 : 유희열                            |
| 2001 | 조규만         | 〈우리 산책할까요?〉              | 《보고 싶어요》                                           | - 작사 : 유희열                            |
| 2001 | 김장훈         | 〈미안해〉                        | 《Natural》                                               | - 작사 - 유희열, 김장훈                    |
| 2004 | 김연우         | 〈연인〉                          | 《연인》                                                  | - 작사 : 유희열                            |
| 2014 | 권진아         | 〈그대만 보여요〉                 | 《너희들은 포위됐다》 OST                                 | - 작사 - 유희열, 박새별                    |
| 2014 | 정승환         | 〈너를 사랑한 시간〉              | 《너를 사랑한 시간》 OST                                  | - 작사 : 유희열                            |
| 2016 | 샘 김          | 〈SEATTLE〉                       | 《I AM SAM》 보관됨 2015-12-23 - 웨이백 머신              | - 작사 - 샘 김, 유희열, 김이나             |
| 2016 | 샘 김          | 〈Touch My Body〉                 | 《I AM SAM》 보관됨 2015-12-23 - 웨이백 머신              | - 작사 - 샘 김, 유희열                     |
| 2016 | 이진아         | 〈배불러〉                        | 《애피타이저(Appetizer)》                                 | - 작사 - 이진아, 유희열                    |
| 2016 | 권진아 & 샘 김 | 〈여기까지〉                      | 《LOVE ANTENNA》 보관됨 2015-12-23 - 웨이백 머신          | - 작사 - 권진아, 유희열                    |
| 2016 | 온유 & 이진아  | 〈밤과 별의 노래 (Starry Night)〉 | SM 'STATION' 《밤과 별의 노래 (Starry Night)》            | - 작사 - 이진아, 유희열                    |
| 2016 | 권진아         | 〈끝〉                            | 《웃긴 밤》 보관됨 2015-12-23 - 웨이백 머신               | - 작사 : 유희열                            |
| 2016 | 권진아         | 〈야! (Feat. Babylon)〉           | 《웃긴 밤》 보관됨 2015-12-23 - 웨이백 머신               | - 작사 : 유희열 - Bridge Making by Babylon |
| 2016 | 권진아         | 〈다 알면서... (Feat. 박재범)〉   | 《웃긴 밤》 보관됨 2015-12-23 - 웨이백 머신               | - 작사 : 유희열 - Rap Making by 박재범     |
| 2016 | 권진아         | 〈스물〉                          | 《웃긴 밤》 보관됨 2015-12-23 - 웨이백 머신               | - 작사 : 유희열                            |
| 2016 | 정승환         | 〈이 바보야〉                     | 《목소리》 보관됨 2015-12-23 - 웨이백 머신                | - 작사 : 유희열                            |
| 2016 | 정승환         | 〈그 겨울〉                       | 《목소리》 보관됨 2015-12-23 - 웨이백 머신                | - 작사 : 유희열                            |
| 2017 | 권진아, 샘 김  | 〈I DO (Main Song)〉              | OST 《신혼일기 X 안테나 (Prod. by 유희열)》               | - 작사 : 유희열, 안효진                    |
| 2017 | 권진아, 샘 김  | 〈EVERYDAY (Happy Ver.)〉         | OST 《신혼일기 X 안테나 (Prod. by 유희열)》               | - 작사 : 유희열, 안효진                    |
| 2017 | 권진아         | 〈Fly away〉                      | 《Fly away》 보관됨 2015-12-23 - 웨이백 머신              | - 작사 : 권진아, 유희열                    |
| 2018 | 정승환         | 〈다시, 봄〉                      | 《그리고 봄》 보관됨 2015-12-23 - 웨이백 머신             | - 작사 : 정승환, 안효진, 유희열            |
| 2018 | 정승환         | 〈비가 온다〉                     | 《그리고 봄》 보관됨 2015-12-23 - 웨이백 머신             | - 작사 : 정승환, 안효진, 유희열            |
| 2018 | 정승환         | 〈변명〉                          | 《그리고 봄》 보관됨 2015-12-23 - 웨이백 머신             | - 작사 : 정승환, 유희열                    |
| 2019 | 권진아         | 〈오늘 뭐 했는지 말해봐〉         | 《오늘 뭐 했는지 말해봐》 보관됨 2015-12-23 - 웨이백 머신 | - 작사 : 권진아, 유희열                    |
| 2019 | 정승환         | 〈우주선〉                        | 《안녕, 나의 우주》 보관됨 2015-12-23 - 웨이백 머신       | - 작사 : 황현(MonoTree), 유희열            |
| 2019 | 권진아         | 〈그날 밤〉                       | 《나의 모양》 보관됨 2015-12-23 - 웨이백 머신             | - 작사 : 홍지상, 유희열                    |
| 2020 | 정승환         | <나는 너야>                       | 《하이에나 OST Part.6》                                   | - 작사 : 정승환, 유희열                    |

#### 작곡
| 연도 | Artist           | 곡명                                                                                              | 앨범명                                                    | 비고                                                                                 |
| ---- | ---------------- | ------------------------------------------------------------------------------------------------- | --------------------------------------------------------- | ------------------------------------------------------------------------------------ |
| 1996 | 이장우           | 〈To You〉                                                                                        | 《슈퍼마켓러브송》                                        | - 작곡 - 유희열, 이장우                                                              |
| 1997 | 이승환           | 〈가족〉 〈애원〉 〈붉은 낙타〉                                                                   | 《CYCLE》                                                 | - 작곡 - 이승환, 유희열                                                              |
| 1997 | 이승환           | 〈사자왕〉 〈백일동안〉 〈아침산책〉                                                              | 《CYCLE》                                                 | - 작곡 - 이승환, 유희열                                                              |
| 1998 | 변재원           | 〈전화〉 〈너의 곁에 서다〉                                                                       | 《Simply "Byun..."》                                      | - 작곡 : 유희열                                                                      |
| 1999 | 이승환           | 〈그대는 모릅니다〉                                                                               | 《The War in Life》                                       | - 작곡 - 이승환, 유희열                                                              |
| 1999 | 이승환           | 〈첫날의 약속〉 〈고 (告)함〉 〈나는〉 〈오늘은 울기 좋은 날〉 〈못 말리는 봉팔이〉 〈나의 영웅〉 | 《The War in Life》                                       | - 작곡 - 이승환, 유희열                                                              |
| 1999 | 이본             | 〈다짐〉                                                                                          | 《Killing Time》                                          | - 작곡 - 유희열, 김태훈                                                              |
| 1999 | 이승환           | 〈그들이 사랑하기까지(Duet With 강수지)〉                                                         | 《His Ballad》                                            | - 작곡 - 유희열, 이승환                                                              |
| 2000 | 윤현석           | 〈지금 넌? 요즘 난...〉                                                                           | 《Will (1집)》                                            | - 작곡 - 유희열, 김태훈                                                              |
| 2001 | 이태원           | 〈별〉                                                                                            | 《The Queen》                                             | - 작곡 : 유희열                                                                      |
| 2001 | 이승환           | 〈사랑하나요〉                                                                                    | 《Egg》                                                   | - 작곡 - 이승환, 유희열                                                              |
| 2001 | 이승환           | 〈잘못〉 〈삼촌 장가가요〉 〈동지 (同志)〉                                                        | 《Egg》                                                   | - 작곡 - 이승환, 유희열                                                              |
| 2002 | 박경림&박수홍    | 〈욕 먹을 사랑〉                                                                                  | 《박고테 프로젝트》                                       | - 작곡 : 유희열                                                                      |
| 2003 | 유희열           | 〈느끼한 환생〉 〈매우 느끼한 환생 (Narration. 윤종신)〉                                          | 《봄날의 곰을 좋아하세요?》                               | - 작곡 - 윤종신, 유희열                                                              |
| 2004 | 김연우           | 〈블루 크리스마스〉                                                                               | 《연인》                                                  | - 작곡 - 유희열, 김연우                                                              |
| 2008 | 성시경           | 〈여기 내 맘속에〉                                                                                | 《여기 내 맘속에》                                        | - 작곡 : 유희열                                                                      |
| 2017 | 권진아, 샘 김    | 〈I DO (Main Song)〉                                                                              | OST 《신혼일기 X 안테나 (Prod. by 유희열)》               | - 작곡 : 샘 김, 유희열                                                               |
| 2017 | 권진아, 샘 김    | 〈EVERYDAY (Happy Ver.)〉                                                                         | OST 《신혼일기 X 안테나 (Prod. by 유희열)》               | - 작곡 : 샘 김, 유희열                                                               |
| 2017 | 권진아, 샘 김    | 〈HONEY MOON (String Ver.)〉                                                                      | OST 《신혼일기 X 안테나 (Prod. by 유희열)》               | - 작곡 : 샘 김, 유희열                                                               |
| 2017 | 샘 김            | 〈COOKING (Guitar Ver.)〉                                                                         | OST 《신혼일기 X 안테나 (Prod. by 유희열)》               | - 작곡 : 샘 김, 유희열                                                               |
| 2017 | 이진아           | 〈GOOD MORNING (Piano Solo)〉                                                                     | OST 《신혼일기 X 안테나 (Prod. by 유희열)》               | - 작곡 : 샘 김, 유희열                                                               |
| 2017 | 이진아           | 〈GOOD NIGHT (Piano Trio)〉                                                                       | OST 《신혼일기 X 안테나 (Prod. by 유희열)》               | - 작곡 : 샘 김, 유희열                                                               |
| 2018 | 정승환           | 〈다시, 봄〉                                                                                      | 《그리고 봄》 보관됨 2015-12-23 - 웨이백 머신             | - 작곡 : 정승환, 유희열                                                              |
| 2018 | 정승환           | 〈이 노래가〉                                                                                     | 《그리고 봄》 보관됨 2015-12-23 - 웨이백 머신             | - 작곡 : 유희열                                                                      |
| 2019 | 권진아           | 〈오늘 뭐 했는지 말해봐〉                                                                         | 《오늘 뭐 했는지 말해봐》 보관됨 2015-12-23 - 웨이백 머신 | - 작곡 : 권진아, 심은지, 유희열                                                      |
| 2019 | 정승환           | 〈안녕, 나의 우주〉                                                                               | 《안녕, 나의 우주》 보관됨 2015-12-23 - 웨이백 머신       | - 작곡 : 정승환, 권영찬, 유희열                                                      |
| 2019 | 정승환           | 〈믿어〉                                                                                          | 《안녕, 나의 우주》 보관됨 2015-12-23 - 웨이백 머신       | - 작곡 : 유희열, 홍소진                                                              |
| 2019 | 권진아           | 〈시계 바늘(6:35PM)〉                                                                             | 《나의 모양》 보관됨 2015-12-23 - 웨이백 머신             | - 작곡 : 신혁, 유희열, Mrey, Minsu Bae, Ashley Alisha                                |
| 2019 | Various artists  | <놀면 뭐해?>                                                                                      | 《유플래쉬》                                              | - 작곡 : 유재석, 유희열, 윤상, 이상순, 적재, 그레이, 크러쉬, 샘 김 - 키보드 : 유희열 |
| 2019 | Zion.T, Colde    | <헷갈려>                                                                                          | 《유플래쉬》                                              | - 작곡 : 유재석, 유희열, 윤상, 이상순, 적재, Colde - 키보드 : 유희열                 |
| 2021 | 김태균 (TAKEWON) | <강남 (feat. 하인애)>                                                                             | 《상업예술 완전판》                                       | - 작곡 : Konquest, Conda, 김태균, 하인애, 유희열, 윤종신                             |

#### 편곡
| 연도 | Artist               | 곡명                                                                                       | 앨범명                                                   | 비고 |
| ---- | -------------------- | ------------------------------------------------------------------------------------------ | -------------------------------------------------------- | --- |
| 1991 | 이승환               | 〈너를 향한 마음〉 〈회상이 지나간 오후〉                                                  | 《Always》                                               | - 편곡 - 최진우(히치하이커), 유희열                                                                           |
| 1995 | 윤석화               | 〈사의 찬미〉(featuring 이병우)                                                            | 《별 바람 하늘 꽃》                                      | - 편곡 : 유희열                                                                                               |
| 1996 | 이수근, 강철희       | 〈동대문 남대문〉                                                                          | 《제17회 MBC 강변가요제》                                | - 편곡 : 유희열                                                                                               |
| 1996 | 배연희 - (대상 수상) | 〈소중한 너에게〉                                                                          | 《제17회 MBC 강변가요제》                                | - 편곡 : 유희열                                                                                               |
| 1996 | 윤종신               | 〈너의 결혼식〉 〈오래전 그날〉                                                            | 《육년》                                                 | - 편곡 : 유희열                                                                                               |
| 1996 | 이장우               | 〈청춘예찬〉                                                                               | 《장우(長友)》                                           | - 편곡 : 유희열                                                                                               |
| 1996 | 지누 (히치하이커)    | 〈노을질 무렵 (Feat. 조원선)                                                               | 《Jinujoke》                                             | - 편곡 : 유희열                                                                                               |
| 1996 | 015B                 | 〈나의 옛 친구〉 〈나 고마워요〉                                                           | 《The Sixth Sense Farewell To The World》                | - 편곡 : 유희열                                                                                               |
| 1996 | 박정운               | 〈그대 내 품에〉                                                                           | 《The Theme Of Love》                                    | - 편곡 - 윤종신, 박용찬, 유희열                                                                               |
| 1997 | 이승환               | 〈늑대들의 합창〉                                                                          | 《CYCLE》                                                | - 편곡 - 유희열, BRIAN N                                                                                      |
| 1997 | MGR                  | 〈눈에 뭐가〉                                                                              | 《Modernized Groove Revolutions》                        | - 편곡 - MGR, 유희열                                                                                          |
| 1997 | 박기영               | 〈돌아와줘〉                                                                               | 《One》                                                  | - 편곡 - 박용찬, 유희열                                                                                       |
| 1998 | 이소라               | 〈내곁에서 떠나가지 말아요〉 - 원곡 : 빛과 소금                                            | 《슬픔과 분노에 관한》                                   | - 편곡 : 유희열                                                                                               |
| 1999 | 이승환               | 〈다만〉                                                                                   | 《His Ballad》                                           | - 편곡 : 유희열                                                                                               |
| 2000 | 신승훈               | 〈가리워진 길〉                                                                            | 김현식 추모 10주년 헌정 음반 《Tribute To Kim Hyun Sik》 | - 편곡 : 유희열                                                                                               |
| 2000 | 임재범               | 〈고해〉                                                                                   | 임재범 리메이크 베스트 앨범《Memories》                  | - 편곡 : 유희열                                                                                               |
| 2001 | 이승환               | 〈엄마〉                                                                                   | 《Egg》                                                  | - 편곡 - 유희열, 황성제                                                                                       |
| 2002 | 윤종신               | 〈담배 한 모금〉                                                                           | 《라이터를 켜라》OST                                     | - 편곡 - 윤종신, 유희열                                                                                       |
| 2003 | 유희열               | 〈우리 이제 연인인가요 (Main Theme)〉                                                      | 《봄날의 곰을 좋아하세요?》O.S.T                         | - 편곡 : 유희열                                                                                               |
| 2004 | 김연우               | 〈이별택시〉(작사 : 윤종신)                                                                | 《연인》                                                 | - 편곡 : 유희열                                                                                               |
| 2004 | 김연우               | 〈잘 해주지 말걸 그랬어〉 〈그건 사랑이었지〉                                              | 《연인》                                                 | - 편곡 : 유희열                                                                                               |
| 2006 | 김연우               | 〈흐려진 편지 속엔...〉                                                                    | 《사랑을 놓치다》                                        | - 편곡 : 유희열                                                                                               |
| 2008 | 윤상                 | 〈새벽〉                                                                                   | 《Song Book》                                            | - 편곡 : 유희열                                                                                               |
| 2009 | 이승환               | 〈내가 바라는 나 (Vocal 김종완)〉                                                          | 《20주년 기념 앨범 환타스틱 프렌즈》                     | - 편곡 : 유희열                                                                                               |
| 2011 | UV                   | 〈Who Am I〉                                                                               | 《Who Am I》                                             | - 편곡 - 송성경, 고태영, 정동윤, 유희열, 이용운, 유승범, 고신재                                               |
| 2014 | 페퍼톤스             | 〈FAST〉                                                                                   | 《하이파이브 (HIGH-FIVE)》                               | - 편곡 - 양태경, 유희열, 신재평 양재인, 이장원, 신승규                                                        |
| 2015 | 윤종신               | 〈기억의 주인〉                                                                            | 《월간 윤종신 10월호》                                   | - 편곡 - 유희열, 박인영                                                                                       |
| 2015 | 초아                 | 〈그런가봐요 (Piano By 유희열)〉 - 원곡 : 서전 올스타즈 <Tsunami> (일본) - Remake : 브이원 | 《슈가맨 Part.7》                                        | - 프로듀서 : 스윗튠(한재호, 김승수, 고명재) - 편곡 : 스윗튠(한재호, 김승수, 고명재), 유희열 - 피아노 : 유희열 |
| 2015 | 거미                 | 〈가질 수 없는 너〉 - 원곡 - 뱅크                                                          | 《슈가맨 Part.7》                                        | - 편곡 : 유희열                                                                                               |
| 2016 | 샘 김                | 〈NO눈치 (Feat. Crush)〉                                                                   | 《I AM SAM》 보관됨 2015-12-23 - 웨이백 머신             | - 편곡 - 샘 김, 유희열, 윤석철, 필터                                                                          |
| 2016 | 샘 김                | 〈Touch My Body〉 〈MAMA DON`T WORRY〉 〈YOUR SONG〉                                       | 《I AM SAM》 보관됨 2015-12-23 - 웨이백 머신             | - 편곡 - 샘 김, 유희열                                                                                        |
| 2016 | 샘 김                | 〈SEATTLE〉                                                                                | 《I AM SAM》 보관됨 2015-12-23 - 웨이백 머신             | 편곡 - 유희열, 박인영                                                                                         |
| 2016 | 이진아               | 〈배불러〉                                                                                 | 《애피타이저(Appetizer)》                                | - 편곡 - 이진아, 유희열                                                                                       |
| 2016 | 샘 김 & 권진아       | 〈난 멈추지 않는다〉                                                                       | 《슈가맨 Part.35》                                       | - 편곡 - 샘 김, 권진아, 유희열, 김택수(=Saint Binary, TEXU)                                                   |
| 2016 | 권진아 & 샘 김       | 〈여기까지〉                                                                               | 《LOVE ANTENNA》 보관됨 2015-12-23 - 웨이백 머신         | - 편곡 : 유희열                                                                                               |
| 2016 | 권진아               | 〈스물〉                                                                                   | 《웃긴 밤》 보관됨 2015-12-23 - 웨이백 머신              | - 편곡 : 유희열                                                                                               |
| 2016 | 정승환               | 〈이 바보야〉                                                                              | 《목소리》 보관됨 2015-12-23 - 웨이백 머신               | - 편곡 - 박새별, 유희열                                                                                       |
| 2016 | 정승환               | 〈목소리〉                                                                                 | 《목소리》 보관됨 2015-12-23 - 웨이백 머신               | - 편곡 - 1601, 유희열                                                                                         |
| 2017 | 권진아               | 〈Fly away〉                                                                               | 《Fly away》 보관됨 2015-12-23 - 웨이백 머신             | - 편곡 : 윤석철, 유희열                                                                                       |

#### 보컬
| 연도 | Artist        | 곡명                                 | 앨범명                                                       |
| ---- | ------------- | ------------------------------------ | ------------------------------------------------------------ |
| 1992 | 유희열        | 〈달빛의 노래〉                      | 《제4회 유재하 음악경연대회 기념음반》                       |
| 1998 | 김현철        | 〈이게 바로 나예요 (vocal 유희열)〉  | 《거짓말도 보여요》                                          |
| 2001 | 내추럴 플러스 | 〈고마워! 내 친구야 (vocal 유희열)〉 | 《Natural The 1st》                                          |
| 2001 | 유희열        | 〈Silly Love Song (vocal 유희열)〉   | 《A Walk Around The Corner (Project Album : Photo + Music)》 |
| 2001 | 유희열        | 〈우리가 사는 곳 (vocal 유희열)〉    | 《마리 이야기 OST》                                          |
| 2002 | 내추럴 플러스 | 〈나를 잊지 말아요 (vocal 유희열)〉  | 《The Natural》                                              |
| 2003 | 유희열        | 〈느끼한 환생 (vocal 유희열)〉       | 《봄날의 곰을 좋아하세요?》 O.S.T                            |
| 2008 | 윤상          | 〈새벽 (vocal 유희열)〉              | 《윤상 Song Book》                                           |
| 2010 | 유희열        | 〈빈 고백 (vocal 유희열)〉           | 《Director's Cut (Digital Single)》                          |

#### 피처링
| 연도 | 곡명                                                                         | 앨범명                               | Artist                    |
| ---- | ---------------------------------------------------------------------------- | ------------------------------------ | ------------------------- |
| 1999 | 〈어릴적 꿈에 관한... (with 윤일상, 조원선, 최진우(히치하이커), 유희열...)〉 | 《The Story Of Dohwoo`s》            | Dohwoo`s                  |
| 2001 | 〈바람맞던 날〉                                                              | 《1집 이가희》                       | 이가희                    |
| 2001 | 〈넌 어떠니?! (Feat. 유희열)〉                                               | 《무지개》                           | 조규찬                    |
| 2006 | 〈모르는 게 많았어요 (Feat. 정석원, 유희열)〉                                | 《Lucky 7》                          | 015B                      |
| 2009 | 〈자아도취 (With 유희열, 김현철, 박지선)〉                                   | 《유영석 20주년 기념 앨범》          | 유영석                    |
| 2009 | 〈이별이야기 (Hidden Track)〉(내레이션)                                      | 《Dreamizer》                        | 이승환                    |
| 2009 | 〈도레미파솔라시도〉(코러스 : 유희열, 김동률, 토마스 쿡)                     | 《Swallow》                          | 조원선                    |
| 2009 | 〈프랑지파니 (Um Homem E Uma Mulher)〉                                       | 옴니버스《남과 여... 그리고 이야기》 | 토이(유희열), Dawn Bishop |
| 2011 | 〈우리가 세상을 살아가는 법 (Feat. Friends)〉                                | 《kimdongrYULE》                     | 김동률                    |
| 2011 | 〈Who Am I(Feat. 유희열, 정재형)〉                                           | 《Who Am I》                         | UV                        |
| 2013 | 〈Please Don't Go My Girl〉                                                  | 《무한도전 자유로 가요제》           | 유재석, 유희열, 김조한    |
| 2013 | 〈댄스왕〉(랩, 보컬)                                                         | 《무한도전 자유로 가요제》           | 유재석, 유희열            |
| 2013 | 〈Merry Christmas Only You〉 (내레이션)                                      | 《행보 2012》                        | 윤종신                    |
| 2014 | 〈Happy Happy Song〉 (보컬, 내레이션)                                        | 《Happy Happy Song》                 | 미스터 파파               |
| 2015 | 〈서울역〉, 〈어느 예비군의 편지〉                                           | 《Melodies On Film》                 | 윤종신                    |
| 2016 | 〈Shut Up (Feat. 유희열)〉 (내레이션)                                        | 《언니들의 슬램덩크》                | 언니쓰                    |

#### 피아노
| 연도 | Artist                           | 곡명                                                                                       | 앨범명                                                       |
| ---- | -------------------------------- | ------------------------------------------------------------------------------------------ | ------------------------------------------------------------ |
| 1992 | 장필순                           | 〈강남 어린이〉                                                                            | 《이 도시는 언제나 외로워》                                  |
| 1996 | 015B                             | 〈나의 옛 친구〉 〈나 고마워요〉                                                           | 《The Sixth Sense Farewell To The World》                    |
| 1998 | 이소라                           | 〈내곁에서 떠나가지 말아요〉 - 원곡 : 빛과 소금                                            | 《슬픔과 분노에 관한》                                       |
| 2000 | 윤종신                           | 〈희열이가 준 선물〉(연주곡)                                                               | 《헤어진 사람들을 위한 지침서 (指針書)》                     |
| 2002 | 성시경                           | 〈Happy Birthday To You〉                                                                  | 《Melodie d` Amour》                                         |
| 2002 | 유희열                           | 〈Silly Love Song〉                                                                        | 《A Walk Around The Corner (Project Album : Photo + Music)》 |
| 2002 | Junjaman                         | 〈N.Y.C〉                                                                                  | 《A Walk Around The Corner (Project Album : Photo + Music)》 |
| 2003 | 유희열                           | 〈우리 이제 연인인가요 (Main Theme)〉                                                      | 《봄날의 곰을 좋아하세요?》O.S.T                             |
| 2005 | 루시드 폴                        | 〈들꽃을 보라 (Piano with 유희열)〉 , 〈보이나요? (Piano with 유희열)〉                    | 《오, 사랑》                                                 |
| 2007 | 스위트 피                        | 〈봉인 (With 유희열)〉                                                                     | 《거절하지 못할 제안》                                       |
| 2009 | 조원선                           | 〈아무도, 아무것도〉                                                                       | 《Swallow》                                                  |
| 2012 | 윤종신                           | 〈나쁜 (With 윤상)〉                                                                       | 《2012 월간 윤종신 10월호》                                  |
| 2012 | 윤종신                           | 〈Merry Christmas Only You (with 유희열)〉                                                 | 《행보 2012》                                                |
| 2013 | 무한도전                         | 〈그래, 우리 함께〉                                                                        | 《무한도전 자유로 가요제》                                   |
| 2014 | 유희열                           | 〈엄마의 바다 (Feat. 김윤아)〉 <엄마의 바다 (Piano & 현악 4중주 Ver.)>                     | 《엄마의 바다》                                              |
| 2015 | MFBTY (윤미래, 타이거 JK, Bizzy) | 〈Hello Happy (Feat. 유희열)〉 (피아노 부분 편곡, 연주)                                    | 《WondaLand》                                                |
| 2015 | Various artists                  | 〈우리 만나는 날〉                                                                         | 《나는 대한민국》주제곡                                      |
| 2015 | 윤종신                           | 〈기억의 주인〉                                                                            | 《월간 윤종신 10월호》                                       |
| 2015 | 초아                             | 〈그런가봐요 (Piano By 유희열)〉 - 원곡 : 서전 올스타즈 <Tsunami> (일본) - Remake : 브이원 | 《슈가맨 Part.7》                                            |
| 2015 | 거미                             | 〈가질 수 없는 너〉 - 원곡 - 뱅크                                                          | 《슈가맨 Part.7》                                            |
| 2016 | 샘 김 & 권진아                   | 〈난 멈추지 않는다〉                                                                       | 《슈가맨 Part.35》                                           |

#### Guitar
| 연도 | Artist       | 곡명                | 앨범명                                                       | 참고 |
| ---- | ------------ | ------------------- | ------------------------------------------------------------ | --- |
| 2002 | 토이(유희열) | 〈Silly Love Song〉 | 《A Walk Around The Corner》 (Project Album : Photo + Music) | written, composed, arranged by 유희열 keyboard, guitar 유희열 drum, synth programming by saint binary(김택수) vocal 유희열 chorus 유희열, 김지혜 |

#### 보컬 디렉터
| 연도 | 곡명                               | 앨범명     | Artist | 비고                    |
| ---- | ---------------------------------- | ---------- | ------ | ----------------------- |
| 2013 | 〈사랑이 우릴 다시 만나게 한다면〉 | 《하이힐》 | 박새별 | Vocal Director : 유희열 |

#### 비긴어게인(TV)
| 연도       | Artist          | 곡명 | 앨범명                   |
| ---------- | --------------- | --- | ------------------------ |
| 2017.07.03 | Various artists | 유희열, 윤도현〈With Or Without You> (슬래인 캐슬 Ver.) 이소라, 유희열, 윤도현 <Falling Slowly> (슬래인 캐슬 Ver.) | 《비긴어게인-Episode2》  |
| 2017.07.10 | Various artists | 이소라, 유희열, 윤도현 <Moon River, Over The Rainbow, L-O-V-E >(골웨어 펍 라이브 Ver.) 유희열, 윤도현 <나는 나비> (골웨이 첫 버스킹 Ver.) | 《비긴어게인-Episode3》  |
| 2017.07.17 | Various artists | 유희열, 윤도현 <To Find You> (골웨이 마지막 버스킹 Ver.) 이소라, 유희열, 윤도현, 노홍철 <Knockin` On Heaven`s Door> (골웨이 마지막 버스킹 Ver.) 이소라, 유희열 (Bonus Track) <내 곁에서 떠나가지 말아요> (슬래인 캐슬 Ver.) | 《비긴어게인-Episode4》  |
| 2017.07.24 | Various artists | 이소라, 유희열 <Will You Still Love Me Tomorrow> (체스터 듀엣 버스킹 Ver.) | 《비긴어게인-Episode5》  |
| 2017.07.31 | Various artists | 유희열, 윤도현 <My Soul> (리버풀 버스킹 Ver.) 이소라, 유희열 <나를 사랑하지 않는 그대에게> (리버풀 버스킹 Ver.) 유희열, 윤도현 <The Scientist> (리버풀 버스킹 Ver.) | 《비긴어게인-Episode6》  |
| 2017.08.07 | Various artists | 이소라, 유희열, 윤도현, 노홍철 <Come Together> (리버풀 캐번 클럽 Ver.) 이소라, 유희열, 윤도현 <Across The Universe> (리버풀 캐번 클럽 Ver.) | 《비긴어게인-Episode7》  |
| 2017.08.14 | Various artists | 이소라, 유희열, 윤도현 <Don`t Look Back In Anger> (맨체스터 버스킹 Ver.) 이소라, 유희열, 윤도현 <Imagine> (맨체스터 버스킹 Ver.) | 《비긴어게인-Episode8》  |
| 2017.08.21 | Various artists | 유희열, 윤도현 <내게 와 줘> (몽트뢰 버스킹 Ver.) 이소라, 유희열, 윤도현, 노홍철 <데이트> (몽트뢰 버스킹 Ver.) 이소라, 유희열, 윤도현, 노홍철 <오늘은> (몽트뢰 버스킹 Ver.) 이소라, 유희열 <Love Of My Life> (몽트뢰 버스킹 Ver.) | 《비긴어게인-Episode9》  |
| 2017.08.28 | Various artists | 유희열, 윤도현 <이 땅에 살기 위하여> (몽트뢰 재즈 페스티벌 Ver.) 유희열, 윤도현 <Remember> (몽트뢰 재즈 페스티벌 Ver.) | 《비긴어게인-Episode11》 |
| 2017.09.11 | Various artists | 이소라, 유희열, 윤도현 <Track 3> (샤모니 버스킹 Ver.) 이소라, 유희열, 윤도현 <그대안의 블루> (샤모니 버스킹 Ver.) 유희열, 윤도현 <꿈꾸는 소녀 Two> (샤모니 버스킹 개사 Ver.) 유희열, 윤도현 <꽃비> (샤모니 버스킹 Ver.) 유희열, 윤도현 <가을 우체국 앞에서> (샤모니 버스킹 Ver.) 이소라, 유희열, 윤도현, 노홍철 <축복합니다> (샤모니 버스킹 Ver.) | 《비긴어게인-Episode12》 |

#### 안테나
| 연도 | Artist                                                                               | 발매일     | 발매 형식   | 앨범명                                                  | 수록곡 | 기획사 |
| ---- | ------------------------------------------------------------------------------------ | ---------- | ----------- | ------------------------------------------------------- | --- | ------ |
| 2011 | 토이(유희열) 정재형 루시드 폴 페퍼톤스 박새별                                        | 2011.07.26 | 스페셜 앨범 | 《안테나뮤직 워리어스》 보관됨 2015-12-23 - 웨이백 머신 | - 〈Running (워리어스 Live Ver.)〉 (원곡 : 정재형) - 〈Ready, Get Set, Go! (워리어스 Live Ver.)〉 (원곡 : 페퍼톤스) - 〈Remember Me (워리어스 Live Ver.)〉 (원곡 : 박새별) - 〈국경의 밤 (워리어스 Live Ver.)〉 (원곡 : 루시드 폴) - 〈뜨거운 안녕 (워리어스 Live Ver.)〉 (원곡 : 토이(유희열)) - 〈여름날 (워리어스 Live Ver.)〉 (원곡 : 유희열) | 안테나 |
| 2020 | 토이(유희열) 정재형 루시드 폴 페퍼톤스 박새별 윤석철 이진아 CHAI 정승환 권진아 샘 김 | 2020.04.29 | 싱글        | 《Everything Is OK》                                    | - 〈Everything Is OK (with Antenna Ver.)〉 (원곡 : 페퍼톤스) | 안테나 |

## 참여 뮤직 비디오

#### 음반 & 제작
| 연도 | MV                                                                 | 앨범명                                                     | 참여 | 공급사        |
| ---- | ------------------------------------------------------------------ | ---------------------------------------------------------- | --- | ------------- |
| 2016 | 샘 김 〈mama don't worry〉                                         | 《I AM SAM》 보관됨 2015-12-23 - 웨이백 머신               | - 편곡 : 샘 김, 유희열 - 프로듀서 : 유희열 - 제작 프로듀서(Executive Producer)                                              | 안테나        |
| 2016 | 샘 김 〈No 눈치 (feat.크러쉬)〉                                    | 《I AM SAM》 보관됨 2015-12-23 - 웨이백 머신               | - 작사 : 샘 김, 윤설야, 크러쉬 - 편곡 : 샘 김, 유희열, 윤석철, 필터 - 프로듀서 : 유희열 - 제작 프로듀서(Executive Producer) | 안테나        |
| 2016 | 샘 김 〈SEATTLE〉 (with 이진아)                                    | 《I AM SAM》 보관됨 2015-12-23 - 웨이백 머신               | - 작사 : 샘 김, 유희열, 김이나 - 편곡 : 유희열, 박인영 - 프로듀서 : 유희열 - 제작 프로듀서(Executive Producer)              | 안테나        |
| 2016 | 권진아 LOVE 샘 김 〈여기까지〉                                     | 《LOVE ANTENNA》 보관됨 2015-12-23 - 웨이백 머신           | - 작사 : 권진아, 유희열 - 편곡 : 유희열 - 프로듀서 : 유희열 - 제작 프로듀서(Executive Producer)                             | 안테나        |
| 2016 | 이진아 〈배불러〉                                                  | 《애피타이저(Appetizer)》                                  | - 작사 : 이진아, 유희열 - 편곡 : 이진아, 유희열 - 프로듀서 : 이진아, 유희열 - 제작 프로듀서(Executive Producer)             | 안테나        |
| 2016 | 권진아 〈끝〉                                                      | 《웃긴 밤》 보관됨 2015-12-23 - 웨이백 머신                | - 작사 : 유희열 - 프로듀서 : 유희열 - 제작 프로듀서(Executive Producer)                                                     | 안테나        |
| 2016 | 정승환 〈이 바보야〉                                               | 《목소리》 보관됨 2015-12-23 - 웨이백 머신                 | - 작사 : 유희열 - 편곡 : 박새별, 유희열 - 프로듀서 : 유희열 - 제작 프로듀서(Executive Producer)                             | 안테나        |
| 2017 | 권진아 〈Fly away〉                                                | 《Fly away》 보관됨 2015-12-23 - 웨이백 머신               | - 작사 : 권진아, 유희열 - 편곡 : 윤석철, 유희열 - 프로듀서 : 유희열 - 제작 프로듀서(Executive Producer)                     | 안테나        |
| 2017 | 이진아 〈RANDOM〉                                                  | 《RANDOM》 보관됨 2015-12-23 - 웨이백 머신                 | - 프로듀서 : 이진아, 유희열 - 제작 프로듀서(Executive Producer)                                                             | 안테나        |
| 2018 | 정승환 〈비가 온다〉                                               | 《그리고 봄》 보관됨 2015-12-23 - 웨이백 머신              | - 작사 : 정승환, 안효진, 유희열 - 프로듀서 : 유희열 - 제작 프로듀서(Executive Producer)                                     | 안테나        |
| 2018 | 정승환 〈눈사람〉                                                  | 《그리고 봄》 보관됨 2015-12-23 - 웨이백 머신              | - 프로듀서 : 유희열 - 제작 프로듀서(Executive Producer)                                                                     | 안테나        |
| 2018 | 정승환 〈사뿐〉                                                    | 《그리고 봄》 보관됨 2015-12-23 - 웨이백 머신              | - 프로듀서 : 유희열 - 제작 프로듀서(Executive Producer)                                                                     | 안테나        |
| 2018 | 이진아 〈RUN〉 (with GRAY)                                         | 《진아식당 Full Course》 보관됨 2015-12-23 - 웨이백 머신   | - 프로듀서 : 이진아, 유희열 - 제작 프로듀서(Executive Producer)                                                             | 원더케이      |
| 2018 | 샘 김 〈Sun And Moon〉                                             | 《Sun And Moon》 보관됨 2015-12-23 - 웨이백 머신           | - 제작 프로듀서(Executive Producer)                                                                                         | 원더케이      |
| 2018 | 샘 김 〈Make Up (Feat. Crush)〉                                    | 《Sun And Moon》 보관됨 2015-12-23 - 웨이백 머신           | - 제작 프로듀서(Executive Producer)                                                                                         | 원더케이      |
| 2018 | 샘 김 〈It's You (Feat.ZICO)〉                                     | 《Sun And Moon》 보관됨 2015-12-23 - 웨이백 머신           | - 제작 프로듀서(Executive Producer)                                                                                         | 원더케이      |
| 2018 | 권진아 〈이번 겨울〉                                               | 《이번 겨울》 보관됨 2015-12-23 - 웨이백 머신              | - 제작 프로듀서(Executive Producer)                                                                                         | 원더케이      |
| 2019 | 권진아 〈오늘 뭐 했는지 말해봐〉                                   | 《오늘 뭐 했는지 말해봐》 보관됨 2015-12-23 - 웨이백 머신  | - 작사 : 권진아, 유희열 - 작곡 : 권진아, 심은지, 유희열 - 프로듀서 : 유희열 - 제작 프로듀서(Executive Producer)             | 원더케이      |
| 2019 | 정승환 〈우주선〉                                                  | 《안녕, 나의 우주》 보관됨 2015-12-23 - 웨이백 머신        | - 작사 : 황현(MonoTree), 유희열 - 프로듀서 : 유희열 - 제작 프로듀서(Executive Producer)                                     | 원더케이      |
| 2019 | CHAI(이수정) <Give and Take (Feat. pH-1)>                          | 《Give and Take》 보관됨 2015-12-23 - 웨이백 머신          | - 프로듀서 : 유희열 - 제작 프로듀서(Executive Producer)                                                                     | 원더케이      |
| 2019 | CHAI(이수정) <Alright> (Acoustic Ver)                              | 《Give and Take》 보관됨 2015-12-23 - 웨이백 머신          | - 프로듀서 : 유희열 - 제작 프로듀서(Executive Producer)                                                                     | 원더케이      |
| 2019 | 샘 김 <WHERE'S MY MONEY>                                           | 《Where’s My Money》 보관됨 2015-12-23 - 웨이백 머신       | - 제작 프로듀서(Executive Producer)                                                                                         | 원더케이      |
| 2019 | 권진아 <시계 바늘(6:35PM)> (LIVE FILM)                             | 《나의 모양》 보관됨 2015-12-23 - 웨이백 머신              | - 작곡 : 신혁, 유희열, Mrey, Minsu Bae, Ashley Alisha - 프로듀서 : 유희열, 권진아 - 제작 프로듀서(Executive Producer)       | 원더케이      |
| 2019 | 권진아 <나의 모양> (LIVE FILM)                                     | 《나의 모양》 보관됨 2015-12-23 - 웨이백 머신              | - 프로듀서 : 유희열, 권진아 - 제작 프로듀서(Executive Producer)                                                             | 원더케이      |
| 2019 | 권진아 <운이 좋았지> (LIVE FILM)                                   | 《나의 모양》 보관됨 2015-12-23 - 웨이백 머신              | - 프로듀서 : 유희열, 권진아 - 제작 프로듀서(Executive Producer)                                                             | 원더케이      |
| 2019 | 정승환 <십이월 이십오일의 고백>                                    | 《십이월 이십오일의 고백》 보관됨 2015-12-23 - 웨이백 머신 | - 프로듀서 : 유희열 - 제작 프로듀서(Executive Producer)                                                                     | 원더케이      |
| 2019 | 루시드 폴 <콜라비 콘체르토> 루시드 폴 X 보현이 「콜라비 콘체르토」 | 《너와 나》 보관됨 2015-12-23 - 웨이백 머신                | - 프로듀서 : 루시드 폴 - 제작 프로듀서(Executive Producer)                                                                  | 원더케이 창비 |
| 2019 | 루시드 폴 <읽을 수 없는 책>                                        | 《너와 나》 보관됨 2015-12-23 - 웨이백 머신                | - 프로듀서 : 루시드 폴 - 제작 프로듀서(Executive Producer)                                                                  | 원더케이      |
| 2019 | 루시드 폴 <두근두근 (feat. CHAI)>                                  | 《너와 나》 보관됨 2015-12-23 - 웨이백 머신                | - 프로듀서 : 루시드 폴 - 제작 프로듀서(Executive Producer)                                                                  | 안테나        |
| 2019 | 루시드 폴 <봄의 즉흥>                                              | 《너와 나》 보관됨 2015-12-23 - 웨이백 머신                | - 프로듀서 : 루시드 폴 - 제작 프로듀서(Executive Producer)                                                                  | 안테나        |
| 2019 | 루시드 폴 <뚜벅뚜벅 탐험대>                                        | 《너와 나》 보관됨 2015-12-23 - 웨이백 머신                | - 프로듀서 : 루시드 폴 - 제작 프로듀서(Executive Producer)                                                                  | 안테나        |
| 2020 | CHAI(이수정) <Gimme That (Feat. SAAY)> (Prod. Stally, Colde)       | 《Gimme That》 보관됨 2015-12-23 - 웨이백 머신             | - 제작 프로듀서(Executive Producer)                                                                                         | 원더케이      |
| 2020 | 권진아 <뭔가 잘못됐어> 권진아 <뭔가 잘못됐어> (LIVE CLIP)          | 《뭔가 잘못됐어》 보관됨 2015-12-23 - 웨이백 머신          | - 제작 프로듀서(Executive Producer)                                                                                         | 원더케이      |

#### 음반
| 연도 | MV                                                                                   | 앨범명                                                           | 참여 | 공급사                    |
| ---- | ------------------------------------------------------------------------------------ | ---------------------------------------------------------------- | --- | ------------------------- |
| 1996 | 이문세 〈조조 할인 (Feat. 이적)〉                                                    | 《육년》                                                         | - 작곡 : 유희열 - 편곡 : 유희열                                                                                   | 멜론                      |
| 1999 | 이승환 〈당부〉                                                                      | 《The War in Life》                                              | - 작곡 : 이승환, 유희열 - 편곡 : 유희열, 윤상 - rhythm Programming : 윤상 - keyboard : 유희열                     | dreamfactoryclub          |
| 1999 | 이승환 〈그대는 모릅니다〉                                                           | 《The War in Life》                                              | - 작곡 : 이승환, 유희열                                                                                           | 멜론                      |
| 2000 | 김장훈 〈난 남자다〉                                                                 | 《Innocence》                                                    | - 작사 : 김장훈, 유희열 - 작곡 : 유희열 - 편곡 : 유희열                                                           | 멜론                      |
| 2001 | 이승환 〈잘못〉                                                                      | 《Egg》                                                          | - 작곡 : 이승환, 유희열                                                                                           | dreamfactoryclub          |
| 2008 | 성시경 〈안녕 나의 사랑〉 (MBC 쇼! 음악중심, MBC kpop)                               | 《여기 내 맘속에》                                               | - 작사 : 유희열 - 작곡 : 유희열, 성시경                                                                           | 멜론                      |
| 2009 | 유희열, 김종완(넬) 〈내가 바라는 나〉 - 원곡 : 이승환 - 영화 백야행 공식 뮤직 비디오 | 《환타스틱프렌즈》 (이승환 20주년 기념 앨범)                     | - 프로듀서 : 유희열 - 작사, 작곡 : 이승환 - 편곡 : 유희열                                                         | 플럭서스 뮤직             |
| 2009 | 조원선 〈아무도, 아무것도〉 (with 윤상)                                              | 《Swallow》                                                      | - 작사 : 박창학 - 작곡 : 조원선 - Featuring : 윤상 - 피아노 : 유희열                                              | 원더케이                  |
| 2010 | 〈빈 고백 (Vocal 유희열)〉                                                           | 《Director's Cut (Digital Single)》 《行步 2010 Yoon Jong Shin》 | - 보컬 : 유희열                                                                                                   | 월간 윤종신               |
| 2011 | 황정음 〈좋은 사람〉 (원곡 - 토이)                                                   | 《내 마음이 들리니 OST》                                         | - 원곡 : 토이 〈좋은 사람〉 (Feat. 김형중)                                                                        | 월간 윤종신               |
| 2012 | 윤종신 〈Merry Christmas Only You〉                                                  | 《행보 2012》                                                    | - 프로듀서 : 유희열 - 작사 : 유희열 - 작곡 : 유희열 - 편곡 : 유희열 - 피아노 : 유희열 - 내레이션 : 유희열         | 월간 윤종신               |
| 2012 | 윤종신 〈나쁜 (With 윤상)〉                                                          | 《2012 월간 윤종신 10월호》                                      | - 프로듀서 : 윤상 - 작사 : 윤종신 - 작곡, 편곡 : 윤상 - Keyboard : 윤상 - Rhodes piano : 유희열 - Guitar : 조정치 | 월간 윤종신               |
| 2015 | 윤종신 〈기억의 주인〉                                                               | 《월간 윤종신 10월호》                                           | - 편곡 : 유희열, 박인영 - 피아노 : 유희열                                                                         | 월간 윤종신               |
| 2016 | 정승환 〈너를 사랑한 시간〉                                                          | 《너를 사랑한 시간》 OST                                         | - 곡 프로듀서 : 유희열 - 작사 : 유희열                                                                            | 지니 뮤직                 |
| 2016 | 온유 & 이진아 〈밤과 별의 노래 (Starry Night)〉                                      | 《밤과 별의 노래》                                               | - 작사 : 이진아, 유희열                                                                                           | SM 엔터테인먼트           |
| 2020 | 정승환 <나는 너야> 정승환 <나는 너야> (LIVE CLIP)                                    | 《하이에나 OST Part.6》                                          | - 작사 : 정승환, 유희열                                                                                           | DanalEntertainment 안테나 |

#### 음반・출연
| 연도 | Artist                                                                               | MV | 앨범명                                                  | 비고                                                          | 공급사   |
| ---- | ------------------------------------------------------------------------------------ | --- | ------------------------------------------------------- | ------------------------------------------------------------- | -------- |
| 2011 | 토이(유희열) 정재형 루시드 폴 페퍼톤스 박새별                                        | - 안테나 워리어스 <Running> (워리어스 Live Ver.) (원곡 : 정재형) - 안테나 워리어스 <여름날> (워리어스 Live Ver.) (원곡 : 유희열) | 《안테나뮤직 워리어스》 보관됨 2015-12-23 - 웨이백 머신 |                                                               | 안테나   |
| 2011 | UV                                                                                   | - UV 〈Who Am I〉 (Feat. 유희열, 정재형)                                                                                         | 《Who Am I》                                            | - 편곡 : 뮤지, 유희열, 송성경, 고태영, 정동윤, 유승범, 고신재 |          |
| 2014 | 미스터 파파                                                                          | - 미스터 파파 〈Happy Happy Song〉 (Feat. 유희열, 클라라)                                                                        | 《Happy Happy Song 》                                   |                                                               | 원더케이 |
| 2016 | 언니쓰                                                                               | - 언니쓰 〈Shut Up (Feat. 유희열)〉                                                                                              | 《언니들의 슬램덩크》                                   |                                                               | 원더케이 |
| 2020 | 토이(유희열) 정재형 루시드 폴 페퍼톤스 박새별 윤석철 이진아 CHAI 정승환 권진아 샘 김 | - Everything Is OK (with Antenna Ver.) (원곡 : 페퍼톤스)                                                                         | 《Everything Is OK》                                    |                                                               | 안테나   |

#### 출연
| 연도 | Artist               | MV | 공급사               |
| ---- | -------------------- | --- | -------------------- |
| 1997 | 지누                 | 세레나데 |                      |
| 1998 | 이소은               | 이소은 〈3주만 사귀어봐〉                                                                                               | 엠넷                 |
| 2000 | 김광진               | 김광진 〈편지〉 | 멜론                 |
| 2001 | 윤종신               | 윤종신 〈해변 Mood Song〉                                                                                               |                      |
| 2002 | 이병우               | 마리 이야기 OST - 성시경 〈마리이야기〉                                                                                 | 엠넷                 |
| 2010 | 윤종신               | 윤종신 〈이별의 온도〉                                                                                                  | 월간 윤종신          |
| 2013 | 아이유               | 아이유 〈분홍신〉 | 원더케이             |
| 2014 | 강승원               | 강승원 〈술〉 (with 존박)                                                                                               | 인사이트엔터테인먼트 |
| 2015 | Various artists      | '나는 대한민국' 주제곡〈우리 만나는 날〉                                                                                | KBS 나는 대한민국    |
| 2015 | 싸이                 | 싸이 〈DADDY〉 | officialpsy          |
| 2016 | 그랜드 민트 페스티벌 | <So Nice (GMF 2016 Ver.)> (하이라이트) feat. 페퍼톤스, 권정열, 김민석, 달총, 빌리어코스티, 안녕하신가영, 이원석, 이한철 | MINTPAPER            |

## 참여 음악

### 단편 영화 《봄산에》 OST
| 연도 | 곡명       | 프로그램                 | 비고                |
| ---- | ---------- | ------------------------ | ------------------- |
| 2002 | 〈봄산에〉 | 단편 영화 《봄산에》 OST | 작곡, 편곡 : 유희열 |

### 청춘FC 헝그리 일레븐(TV)
| 연도 | 곡명                              | 프로그램                        | 비고                |
| ---- | --------------------------------- | ------------------------------- | ------------------- |
| 2015 | 〈Overtime〉(연주곡. 엔딩 타이틀) | KBS 2TV《청춘FC 헝그리 일레븐》 | 작곡, 편곡 : 유희열 |

### 라디오 로고송
| 연도 | 곡명                         | 라디오 프로그램                  | Artist | 비고                      |
| ---- | ---------------------------- | -------------------------------- | ------ | ------------------------- |
| 1997 | 〈로고송〉                   | MBC 《FM 음악도시》              | 유희열 | 작사 : 유희열             |
| 1998 | 〈로고송〉                   | MBC 《FM 음악도시》              | 유희열 | 작사, 작곡, 편곡 : 유희열 |
| 1999 | 〈로고송 1.〉, 〈로고송 2.〉 | KBS 《이금희의 가요산책》        | 유희열 | 작곡, 편곡 : 유희열       |
| 2000 | 〈로고송〉                   | MBC 《유희열의 FM 음악도시》     | 유희열 | 작곡, 편곡 : 유희열       |
| 2001 | 〈옆모습〉                   | MBC 《FM 음악도시 이소라입니다》 | 유희열 | 작사, 작곡, 편곡 : 유희열 |

## 리메이크 된 곡

### 토이(TOY)
| 연도 | Artist                     | 곡명                                         | 앨범명                                              | 원곡 / 원작자                                                                                        | 참여                    |
| ---- | -------------------------- | -------------------------------------------- | --------------------------------------------------- | --- | ----------------------- |
| 2001 | 성시경                     | <내가 너의 곁에 잠시 살았다는 걸>            | 《처음처럼》                                        | - 발매 : 1996년 - 원곡 : 토이(유희열) (Feat. 김연우)                                                 |                         |
| 2005 | 김범수                     | <내가 너의 곁에 잠시 살았다는 걸>            | 《Again (Remake)》                                  | - 발매 : 1996년 - 원곡 : 토이(유희열) (Feat. 김연우)                                                 |                         |
| 2009 | 토이(유희열) & Dawn Bishop | <프랑지파니> (Um Homem E Uma Mulher)         | 《남과 여... 그리고 이야기》                        | - 발매 : 2007년 - 원곡 : 토이(유희열)                                                                | - 편곡 : 유희열, 김태훈 |
| 2010 | 슈퍼주니어                 | <좋은 사람 (Good Person)>                    | 《`미인아(Bonamana)` The 4th Album》                | - 발매 : 2001년 - 원곡 : 토이(유희열) (Feat. 김형중)                                                 |                         |
| 2011 | 황정음                     | <좋은 사람>                                  | 《내 마음이 들리니 OST》                            | - 발매 : 2001년 - 원곡 : 토이(유희열) (Feat. 김형중)                                                 |                         |
| 2012 | 싸이                       | <뜨거운 안녕 (Feat. 성시경)>                 | 《싸이6甲 Part.1》                                  | - 발매 : 2007년 - 원곡 : 토이(유희열) (Feat. 이지형)                                                 |                         |
| 2013 | 임형주                     | <바램>                                       | 《Finally》                                         | - 발매 : 1997년 - 원곡 : 토이(유희열) (Feat. 변재원)                                                 |                         |
| 2014 | 온유(샤이니)               | <뜨거운 안녕(ONEW)>                          | 《The 2nd Concert Album `SHINee WORLD Ⅱ In Seoul`》 | - 발매 : 2007년 - 원곡 : 토이(유희열) (Feat. 이지형)                                                 |                         |
| 2016 | 옥상달빛                   | <스케치북>                                   | 《RE:TAG》                                          | - 발매 : 1999년 - 원곡 : 토이(유희열) (Feat. 김장훈, 윤종신)                                         |                         |
| 2019 | 용주                       | <그녀가 말했다>                              | 《이 시간(This Time)》                              | - 발매 : 2014년 - 원곡 : 토이(유희열) (Feat. 권진아)                                                 |                         |
| 2022 | 에스나 (eSNa)              | <내가 너의 곁에 잠시 살았다는 걸 (Eng ver.)> | 《내가 너의 곁에 잠시 살았다는 걸 (Eng ver.)》      | - 발매 : 1996년 - 원곡 : 토이(유희열) (Feat. 김연우)                                                 |                         |
| 2021 | 알리                       | <취힌 밤>                                    | 《청춘기》                                          | - 발매 : 2004년 - 원곡 : 토이(유희열)                                                                |                         |
| 2021 | 세븐틴                     | <여전히 아름다운지>                          | 《슬기로운 의사생활 시즌2 OST》                     | - 발매 : 1991년 - 원곡 : 토이(유희열) (Feat. 김연우)                                                 |                         |
| 2021 | 미도와 파라솔              | <여전히 아름다운지 (Drama Ver.)>             | 《슬기로운 의사생활 시즌2 OST》                     | - 발매 : 1991년 - 원곡 : 토이(유희열) (Feat. 김연우)                                                 |                         |
| 2021 | 백예린                     | <그럴때마다>                                 | 《선물》                                            | - 발매 : 1996년 - 원곡 : 토이(유희열) (Feat. 윤종신, 이장우, 조규찬, 김연우, 조삼희, 김창원, 유희열) |                         |
| 2021 | 조이 (레드벨벳)            | <그럴때마다>                                 | 《안녕 (Hello) - Special Album》                    | - 발매 : 1996년 - 원곡 : 토이(유희열) (Feat. 윤종신, 이장우, 조규찬, 김연우, 조삼희, 김창원, 유희열) |                         |
| 2022 | 해찬 (NCT)                 | <좋은 사람>                                  | 《좋은 사람 (2022)》                                | - 발매 : 2001년 - 원곡 : 토이(유희열) (Feat. 김형중)                                                 |                         |

### 참여 곡
| 연도 | Artist             | 곡명       | 앨범명                          | 원곡 / 원작자                                                           | 참여 |
| ---- | ------------------ | ---------- | ------------------------------- | ----------------------------------------------------------------------- | ---- |
| 2006 | 고현욱             | <가족>     | 《SBS 불량가족 OST》            | - 발매 : 1997년 - 원곡 : 이승환 - 작곡 : 이승환, 유희열                 |      |
| 2015 | 울랄라세션         | <가족>     | 《칠전팔기 구해라 OST 》        | - 발매 : 1997년 - 원곡 : 이승환 - 작곡 : 이승환, 유희열                 |      |
| 2017 | 레드벨벳           | <환생>     | 《환생 (Rebirth) - SM STATION》 | - 발매 : 1996년 - 원곡 : 윤종신 - 작곡 : 윤종신, 유희열 - 편곡 : 유희열 |      |
| 2015 | 유성은, 울랄라세션 | <그랬나봐> | 《칠전팔기 구해라 OST》         | - 발매 : 2003년 - 원곡 : 김형중 - 작사, 작곡 : 유희열                   |      |
| 2018 | UNB                | <그랬나봐> | 《그랬나봐》                    | - 발매 : 2003년 - 원곡 : 김형중 - 작사, 작곡 : 유희열                   |      |

## 음반 외 활동

### 저서
| 출간일          | 제목                               | 분야   | 저자                       | 출판사       |
| --------------- | ---------------------------------- | ------ | -------------------------- | ------------ |
| 1999년 7월 10일 | 《유희열 삽화집 (익숙한 그 집앞)》 | 에세이 | 유희열                     | 중앙M&B      |
| 2019년 4월 12일 | 《딸에게 보내는 노래》             | 그림책 | 글: 유희열 / 그림: 천유주  | 창비         |
| 2021년 4월 15일 | 밤을 걷는 밤                       | 에세이 | 유희열, 카카오엔터테인먼트 | 위즈덤하우스 |

### 토이(TOY) 콘서트
| 공연일             | Artist       | 공연명               | 공연장                      |
| ------------------ | ------------ | -------------------- | --------------------------- |
| 1998.01.21         | 토이(유희열) | 《Toy 콘서트》       | 세종문화회관                |
| 2001.08.10 ~ 08.12 | 토이(유희열) | 《Toy Live》         | LG아트센터                  |
| 2008.03.14 ~ 03.15 | 토이(유희열) | 《Thank you》/div>   | 서울 올림픽공원 내 올림픽홀 |
| 2008.04.19         | 토이(유희열) | 《Thank you》        | 부산 KBS홀                  |
| 2015.04.02 ~ 04.04 | 토이(유희열) | 《다 카포(Da Capo)》 | 서울 올림픽공원 체조경기장  |

### 광고 배경음악
| 브랜드                                             | 앨범, 곡                                                  |
| -------------------------------------------------- | --------------------------------------------------------- |
| LG유플러스 [019] 수화편 CF                         | 토이 4집 〈스케치북〉                                     |
| 벨소리, 통화연결음 서비스 '700-5425' CF            | 토이 4집 〈여전히 아름다운지                              |
| 매일유업 맘마밀, 한국원자력발전소 CF               | 토이 4집 〈새벽그림〉                                     |
| 팬택 핸드폰 '네오미' 첫눈편 CF, '걸리버' 휴대폰 CF | 토이 4집 〈우리는 어쩌면 만약에〉                         |
| 매일유업 까페라떼 CF                               | 토이 5집 〈좋은 사람〉                                    |
| LG전자 X Note CF                                   | 유희열 여름날: 소품집 앨범                                |
| 대상 청정원 고추장 CF                              | 유희열 여름날: 소품집 〈공원에서〉                        |
| 현대자동차그룹 '달리는 당신을 사랑합니다' CF       | 유희열 여름날: 소품집 〈공원에서〉                        |
| 소니 헤드폰 MDR CF                                 | 토이 2집 〈어른들을 위한 동화〉 (개사, 편곡, 보컬-아이유) |
| 맥심 모카골드 CF                                   | 토이 7집 〈그녀가 말했다〉                                |
| 현대 기프트카 CF                                   | 유희열 여름날: 소품집                                     |
| 라네즈 글로시 퓨어 립스틱                          | 이소은 《Senorita》수록 〈키친〉(작곡, 편곡 : 유희열)     |

### 광고 출연
| 연도   | 브랜드                                                            |
| ------ | ----------------------------------------------------------------- |
| 2011년 | LG전자 옵티머스LTE & LGU플러스 옵티머스 (정재형, JYJ와 공동 출연) |
| 2011년 | LF 헤지스 (UV, 정재형과 공동 출연)                                |
| 2012년 | 현대자동차 산타페 (신보라와 공동 출연)                            |
| 2014년 | 소니 헤드폰 MDR (아이유 공동 출연)                                |
| 2014년 | 동서식품 맥심 카누 (공유와 공동 출연)                             |
| 2014년 | OB맥주 카스라이트 (이태임과 공동 출연)                            |
| 2014년 | 다음커뮤니케이션 (윤상, 이적과 공동 출연)                         |
| 2014년 | 삼성화재 (윤상, 이적과 공동 출연)                                 |
| 2014년 | LG전자 디오스 김치톡톡                                            |
| 2014년 | 한국저작권위원회                                                  |
| 2014년 | LG생활건강 죽염5DAYS 치약                                         |
| 2014년 | 샘표식품 연두 (양희은과 공동 출연)                                |
| 2015년 | 킹 디지털 엔터테인먼트 캔디크러쉬 사가                            |
| 2015년 | 현대캐피탈 자동차금융&개인금융 (목소리 출연)                      |
| 2016년 | KT스카이라이프 (이적과 공동 출연)                                 |
| 2016년 | 농심 감자 군것질 (신소율과 공동 출연)                             |
| 2016년 | 자연드림 압착식용유 라디오 지면광고 외 자연드림 식품 광고         |
| 2019년 | 코카콜라 미닛메이드 플라워                                        |
| 2019년 | 코카콜라 미닛메이드 식이섬유                                      |

## 방송 목록

#### 라디오
| 연도   | 방송사      | 제목                                                     | 비고                                     |
| ------ | ----------- | -------------------------------------------------------- | ---------------------------------------- |
| 1997년 | MBC FM4U    | 《유희열의 음악도시》                                    | DJ : 유희열 (1997.10.02 ~ 2001.04.08)    |
| 2002년 | MBC FM4U    | 《유희열의 올댓뮤직》                                    | DJ : 유희열 (2002.09.30 ~ 2004.04.25)    |
| 2005년 | TU DMB      | 《라운드 미드나이트》                                    | DJ : 유희열 (2005.05 ~ 2006.01)          |
| 2008년 | KBS 제2FM   | 《유희열의 라디오 천국》                                 | DJ : 유희열 (2008.04.21 ~ 2011.11.06)    |
| 2015년 | KBS Cool FM | 《감성진료소 여우사이》                                  | DJ : 유희열, 정형돈, 유병재 (2015.09.19) |
| 2015년 | KBS Cool FM | 《KBS 쿨FM 개국 50주년 특별기획 – 전설의 DJ 홈커밍데이》 | Special DJ : 유희열 (2015.06.26)         |
| 2016년 | MBC FM4U    | 《배철수의 음악캠프》                                    | Special DJ : 유희열 (2016.01.28)         |
| 2019년 | MBC FM4U    | 《밤편지》                                               | (2019.04.02)                             |

#### TV 방송
| 연도   | 방송사     | 제목                                         | 비고                                                         |
| ------ | ---------- | -------------------------------------------- | ------------------------------------------------------------ |
| 1997년 | KBS 2TV    | 《퀴즈탐험 신비의 세계》                     | 게스트 (1997.12.12)                                          |
| 2009년 | KBS 2TV    | 《유희열의 스케치북》                        | 진행 (2009.04.24 ~ 2022.07.22)                               |
| 2011년 | KBS 1TV    | 설 특집 프로그램 <배철수 & 유희열>           | (2011.02.03)                                                 |
| 2012년 | KBS 2TV    | 《1박 2일 시즌2》(with 윤상, 윤종신)         | (2012.12.09)                                                 |
| 2013년 | 엠넷       | 특집 <유희열이 소개하는 레전드 싱어송라이터> | 내레이션 (2013.02.05)                                        |
| 2013년 | SBS        | 《SBS 스페셜》〈대한민국 가수, 조용필〉      | 내레이션 (2013.08.04)                                        |
| 2013년 | SBS        | 《K팝스타 시즌3》                            | 안테나 대표 심사위원 (2013.11.24 ~ 2014.04.13)               |
| 2014년 | tvN        | 《꽃보다 청춘》                              | 유희열, 윤상, 이적 (2014.6.25 ~ 2014.7.4)                    |
| 2014년 | SBS        | 《K팝스타 시즌4》                            | 안테나 대표 심사위원 (2014.11.24 ~ 2015.04.12)               |
| 2014년 | KBS 2TV    | 《KBS 연예대상》                             | 신동엽, 성시경과 공동 진행 (2014.12.27)                      |
| 2015년 | MBC        | 《MBC 다큐스페셜》〈거리의 피아노〉          | 내레이션 (2015.04.13)                                        |
| 2015년 | KBS        | 《추석특집 속 보이는 라디오 여우사이》       | 유희열, 정형돈, 유병재 (2015.09.29)                          |
| 2015년 | MBC        | 《투유 프로젝트 - 슈가맨》(파일럿)           | 유재석, 유희열 진행 (2015.08.19 ~ 2015.08.26)                |
| 2015년 | MBC        | 《투유 프로젝트 - 슈가맨》                   | 유재석, 유희열 진행 (2015.10.20 ~ , 2016.07.12)              |
| 2015년 | SBS        | 《K팝스타 시즌5》                            | 안테나 대표 심사위원 (2015.11.22 ~ 2016.04.10)               |
| 2016년 | JTBC       | 《말하는대로》                               | 유희열, 하하 진행 (2016.9.21 ~ 2017.3.8)                     |
| 2016년 | SBS        | 《K팝스타 6 더 라스트 찬스》                 | 안테나 대표 심사위원 (2015.11.22 ~ 2016.4.10)                |
| 2017년 | KBS 2TV    | 《냄비받침》                                 | (2017.06.06)                                                 |
| 2016년 | KBS 2TV    | 《KBS 연예대상》                             | 유희열, 이휘재, 혜리와 공동 진행 (2016.12.24)                |
| 2016년 | SBS        | 《SBS 가요대전》                             | 유희열, 유리, 백현 진행 (2016.12.26)                         |
| 2017년 | SBS        | 《미운 우리 새끼》                           | (2017.04.30 ~ 2017.05.21)                                    |
| 2016년 | MBC every1 | 《주간 아이돌》                              | 정승환, 이진아, 권진아, 샘 김, 유희열 (2016.12.21)           |
| 2017년 | KBS 2TV    | 《해피투게더 시즌3》                         | 정재형, 페퍼톤스, 이진아, 정승환, 권진아, 샘 김 (2017.05.04) |
| 2017년 | SBS        | 《SBS 가요대전》                             | 유희열, 아이유 진행 (2017.12.25)                             |
| 2017년 | JTBC       | 《비긴어게인》                               | (2017.06.25. ~ 2017.09.10)                                   |
| 2017년 | tvN        | 《알쓸신잡》시즌1                            | 진행 (2017.6.2 ~ 2017.7.28)                                  |
| 2017년 | tvN        | 《알쓸신잡》시즌2                            | 진행 (2017.10.27 ~ 2017.12.29)                               |
| 2018년 | JTBC       | 《투유 프로젝트 - 슈가맨》시즌2              | 유재석, 유희열 진행 (2018.1.14 ~ 2018.05.27)                 |
| 2018년 | tvN        | 《알쓸신잡》시즌3                            | 진행 (2018.09.21 ~ 2018.12.14)                               |
| 2018년 | KBS 2TV    | 《대화의 희열》                              | 진행 (2018.09.08 ~ 2018.11.10)                               |
| 2018년 | SBS        | 《더 팬》                                    | 팬 마스터 (2018.11.25 ~ 2019.02.09)                          |
| 2019년 | KBS 2TV    | 《대화의 희열 2》                            | 진행 (2019.03.02. ~ 2019.06.29)                              |
| 2019년 | MBC        | 《놀면 뭐하니?》                             | (2019.07.27 ~ 2019.10.26)                                    |
| 2019년 | MBC        | 《같이 펀딩》                                | 진행 (2019.08.18 ~ 2019.11.17)                               |
| 2019년 | tvN        | 《일로 만난 사이》                           | (2019.09.07)                                                 |
| 2019년 | JTBC       | 《방구석 1열》                               | (2019.10.13)                                                 |
| 2019년 | JTBC       | 《투유 프로젝트 - 슈가맨》시즌3              | 유재석, 유희열 진행 (2019.11.29 ~ 2020.03.06)                |
| 2020년 | JTBC       | 《싱어게인》                                 |                                                              |

#### 오버더레코드
| 방송일     | 프로그램                          | 방송사   | 공급사        |
| ---------- | --------------------------------- | -------- | ------------- |
| 2020.07.14 | - 현대카드 오버더레코드 유희열 편 | 현대카드 | 현대카드 DIVE |

#### 기타 방송
| 방송일      | 제목 | 프로그램                                  | 비고                            | 공급사        |
| ----------- | --- | ----------------------------------------- | ------------------------------- | ------------- |
| 2016.04.06  | - We Are Antenna Angels - 안테나배 퀴즈왕 선발대회 (샘김 데뷔 기념)                                                                      | 우리들은 새싹들                           | V LIVE                          | V LIVE        |
| 2016.09.12. | - 권진아 웃긴밤 버스킹 (권진아 데뷔 기념)                                                                                                | V LIVE                                    | 권진아 웃긴밤                   | V LIVE        |
| 2016.11.22. | - DJ 정승환의 목.빠.싶 - 목소리에 빠지고 싶다 (정승환 데뷔 기념)                                                                         | V LIVE                                    | DJ 정승환                       | V LIVE        |
| 2016.06.08  | - 진아식당, 개업식 (이진아 앨범 발매 기념)                                                                                               | V LIVE                                    | 진아식당, 개업식                | V LIVE        |
| 2017.08.08  | - WITH ANTENNA 서바이벌 라이브 'ANTENNA 101' 주인공은 나야나                                                                             | ANTENNA 101                               | V LIVE                          | V LIVE        |
| 2017.10.27  | - 루시드 폴의 에세이북 (with 유희열, 이진아, 정승환)                                                                                     | 루시드 폴의 에세이북                      | V LIVE                          | V LIVE        |
| 2019.03.29  | - EP1 : 샘김 정승환 싱가포르에서 깜짝 버스킹 한다면??                                                                                    | 《셀프라이브투어》                        | 딩고 트래블                     | 딩고 트래블   |
| 2019.04.26  | - 소속 가수 정승환 따라 나왔다 만신창이 돼버린 유희열                                                                                    | 《엄마가 잠든 후에》                      | 피키픽처스                      | 피키픽처스    |
| 2019.12.16. | - Crush(크러쉬) <Album Commentary w. 유희열> with 샘김, 정재형 - Crush(크러쉬) 정규 앨범 《From Midnight To Sunrise》 (Album Commentary) | Crush(크러쉬)-유튜브                      | Crush(크러쉬)                   | Crush(크러쉬) |
| 2019.12.13  | - #24화 천천히, 그러나 깊숙이 스며드는 음악_토이 With 박새별                                                                             | EBS 오디오천국 EBS 강이채 & 루빈 뮤직너드 | EBS                             | EBS 뮤직너드  |
| 2020.08.04  | - EP. 1-1 입방정 공약 대란의 서막을 공개합니다 - EP. 1-2 십오야 (유희열 FOCUS) -안테나는 힘들지 않아요, 대표님이 힘들 뿐                 | 유희열 X 젝스키스 앞마당 라이브           | 유희열 X 젝스키스 앞마당 라이브 | 안테나        |

### 음악 방송

#### 토이
| 연도 | Artist       | 제목 | 방송사                   | 공급사                        |
| ---- | ------------ | --- | ------------------------ | ----------------------------- |
| 2013 | 토이(유희열) | <Mnet Legend 100-싱어송라이터_Legend 토이> | Mnet                     | Mnet K-POP                    |
| 2013 | 토이(유희열) | Mnet Legend 100-Artist 2회 싱어송라이터 - #4.대중음악의 중심 프로듀서 - 토이, 내레이션 유희열                                                                                                  | Mnet                     | Mnet K-POP                    |
| 2014 | 토이(유희열) | 해시태그 <토이(유희열)> | 원더케이                 | 원더케이                      |
| 1997 | 토이(유희열) | 이소라의 프로포즈 "리마스터링" (57회) : 토이(유희열) 출연 | 이소라의 프로포즈        | KBS예능: 깔깔티비             |
| 1997 | 토이(유희열) | 이소라의 프로포즈 "리마스터링" (16회) : 이승환 편 (with 유희열, 지누(Hitchhiker) | 이소라의 프로포즈        | KBS예능: 깔깔티비             |
| 1997 | 토이(유희열) | 유희열(토이) <내가 너의 곁에 잠시 살았다는 걸> | 이소라의 프로포즈        | KBS예능: 깔깔티비             |
| 1999 | 토이(유희열) | 이소라의 프로포즈 : 변재원 x 유희열 x 김연우 | 이소라의 프로포즈        | Again 가요톱10                |
| 2001 | 토이(유희열) | 토이(유희열) <언젠가 우리 다시 만나면 (Feat. 김연우)> 토이(유희열) <스케치북> (with 김연우, 김형중)                                                                                            | 이소라의 프로포즈        | KBS예능: 깔깔티비             |
| 1999 | 토이(유희열) | 토이 <내가 너의 곁에 잠시 살았다는 걸> (With 김연우) | 수요예술무대             | 네이버 TV                     |
| 1999 | 토이(유희열) | 토이 <여전히 아름다운지> (With 김연우) | 수요예술무대             | 네이버 TV                     |
| 1997 | 토이(유희열) | 토이 <바램> (With 변재원) | 인기가요 BEST 50         | MBCkpop 채널                  |
| 2011 | 토이(유희열) | 유희열 & Musician <라디오 천국> (원곡 - 토이) | 유희열의 스케치북        | 네이버TV                      |
| 2013 | 토이(유희열) | 이지형 <뜨거운 안녕> (원곡 : 토이 Feat.이지형) | 유희열의 스케치북        | KBS Kpop                      |
| 2014 | 토이(유희열) | 토이(유희열) <Reset> (with 이적) (teo film post Ver.) (Thanks to) 토이(유희열) <Reset> (with 이적) (LIVE)                                                                                      | 안테나 유희열의 스케치북 | 안테나 teo film post KBS Kpop |
| 2016 | 토이(유희열) | 권진아 <그녀가 말했다> (With 유희열) (원곡 - 토이) | 유희열의 스케치북        | 네이버 TV                     |
| 2018 | 토이(유희열) | 유희열 & 전 출연자 <스케치북> (원곡 - 토이) | 유희열의 스케치북        | 네이버TV                      |
| 2016 | 토이(유희열) | 유희열 & 박지선 & 악동뮤지션 <뜨거운 안녕> (원곡 - 토이) | 유희열의 스케치북        | 네이버 TV                     |
| 2017 | 토이(유희열) | 유희열 <안녕, 스무 살> (원곡 - 토이) | 유희열의 스케치북        | 네이버 TV                     |
| 2020 | 토이(유희열) | 유희열 <우리> (원곡 - 토이) | 유희열의 스케치북        | KBS Kpop                      |
| 2020 | 토이(유희열) | 유희열X유스케 가족 <그럴때마다> (원곡 - 토이) | 유희열의 스케치북        | KBS Kpop                      |
| 2001 | 토이(유희열) | 유희열(토이) <스케치북> (with 김연우, 김형중) (원곡 - 토이) | 이소라의 프로포즈        | KBS예능: 깔깔티비             |
| 2016 | 토이(유희열) | 토이 <길에서 만나다> (헤이즈ver, 유승우ver) (원곡 - 토이) - 원곡 : 1999년 토이 4집 《A Night In Seoul》수록 <길에서 만나다> (연주곡)                                                           | 유희열의 스케치북        | 네이버 TV                     |
| 2019 | 토이(유희열) | 유희열 가창력 폭발...★ 크러쉬와 함께 < U & I > - 원곡 : 2014년 토이 7집 《Da Capo》 | 유희열의 스케치북        | KBS Kpop                      |
| 2014 | 토이(유희열) | 김연우 <거짓말 같은 시간 (with 유희열)> (원곡 : 토이 'Feat.김연우') | 유희열의 스케치북        | KBS Kpop                      |
| 2017 | 토이(유희열) | 유희열, 오혁, 박효신, 김연우 <내가 너의 곁에 잠시 살았다는 걸> | 유희열의 스케치북        | KBS Kpop                      |
| 2009 | 토이(유희열) | 유희열 & Dawn Bishop <프랑지파니> (Official Audio) 토이(Toy) - 프랑지파니 (Official M/V) - 원곡 : 토이 <프랑지파니> - 보컬 : 유희열, Dawn Bishop - 작사, 작곡 : 유희열 - 편곡 : 유희열, 김태훈 | 스톤뮤직 Ent.            | 스톤뮤직 Ent.                 |
| 2016 | 토이(유희열) | 김연우 <여전히 아름다운지> (With 유희열) | 유희열의 스케치북        | 네이버 TV                     |
| 2013 | 토이(유희열) | 김연우 <여전히 아름다운지> (With 윤종신) | MUST                     | 네이버 TV                     |
| 2018 | 토이(유희열) | 성시경 <소박했던 행복했던> (원곡 - 토이 'feat. 성시경') | 성시경 Japan Official    | 성시경 Japan Official         |
| 1996 | 토이(유희열) | 토이 <그럴때마다> (응답하라 1997) - 1996년 토이 2집 《You Hee Yeol》 수록 - 작사, 작곡, 편곡 : 유희열                                                                                          | 응답하라 1997            | 응답하라 1997                 |
| 2018 | 토이(유희열) | 김형중 <좋은 사람> (원곡 - 토이 'Feat. 김형중') | 투유 프로젝트 - 슈가맨   | 네이버 TV                     |
| 2018 | 토이(유희열) | 에피톤 프로젝트 <부디>, 유희열 <좋은 사람> | 유희열의 스케치북        | 네이버 TV                     |
| 2020 | 토이(유희열) | 손열음, 유희열 <좋은 사람> (원곡 - 토이) | 유희열의 스케치북        | 네이버 TV                     |

#### 유희열
| 연도 | Artist | 제목 | 프로그램               | 공급사   |
| ---- | ------ | --- | ---------------------- | -------- |
| 1992 | 유희열 | - 유희열 〈달빛의 노래 (대상 수상)〉 (유재하 음악경연대회. 공연 실황 Ver.) - 유희열 〈햇빛 비추는 날 (with 하모니카 : 故 김광석)〉 (원곡 : 김장훈 / 작사, 작곡 : 유희열) | 김광석의 밤의 창가     | BBS      |
| 1992 | 유희열 | - 유희열, 그의 기억 속 '형의 웃음' (2016.12.28) | 감성과학 프로젝트 환생 | KBS      |
| 2012 | 유희열 | - 유희열 & 함춘호 <공원에서> (반도네온 : 고상지) (원곡 : 유희열) | 유희열의 스케치북      | KBS Kpop |
| 1999 | 유희열 | - 유희열 <옆모습> | 아주 특별한 사랑       | SBS      |
| 2014 | 유희열 | - 유희열 <엄마의 바다> (feat.김윤아) (원곡 : 유희열) | 유희열의 스케치북      | KBS Kpop |
| 2019 | 유희열 | - 유희열 <그래, 우리 함께> | 유희열의 스케치북      | KBS Kpop |

#### 안테나
| 방송일                  | 제목 | 프로그램                                                                     | 공급사 |
| ----------------------- | --- | ---------------------------------------------------------------------------- | ------ |
| 2020.04.11 ~ 2020.04.19 | - Everything Is OK with Antenna - Week 1 : Toy, 이진아, 윤석철, CHAI, Sam Kim - Everything Is OK with Antenna - Week 2 : 정재형, 정승환, 박새별, 권진아, 루시드 폴, 페퍼톤스 | 소규모 랜선 페스티벌 릴레이 라이브 스트리밍 'Everything is OK, with Antenna' | 안테나 |
| 2017.08.08              | - WITH ANTENNA 서바이벌 라이브 'ANTENNA 101' 주인공은 나야나 | ANTENNA 101                                                                  | V LIVE |
| 2017.10.27              | - 루시드 폴의 에세이북 (with 유희열, 이진아, 정승환) | 루시드 폴의 에세이북                                                         | V LIVE |
| 2016.11.29              | - DJ 정승환의 목.빠.싶 - 목소리에 빠지고 싶다 | DJ 정승환의 목.빠.싶                                                         | V LIVE |
| 2016.11.26              | - '발라드 끝판왕' D-3 정승환 데뷔 타이틀곡 '이 바보야' 메인 티저 | '발라드 끝판왕' D-3                                                          | V LIVE |
| 2016.09.12.             | - 권진아 웃긴밤 버스킹 | 권진아 웃긴밤                                                                | V LIVE |
| 2016.09.30              | - 정승환 <너였다면> (with 유희열) | 어서옵SHOW                                                                   | KBS    |
| 2016.08.26              | - 어서옵SHOW X 안테나 <뜨거운 안녕> | 어서옵SHOW                                                                   | KBS    |
| 2016.06.08              | - 진아식당, 개업식 | 진아식당, 개업식                                                             | V LIVE |
| 2016.04.06              | - We Are Antenna Angels - 안테나배 퀴즈왕 선발대회 | 우리들은 새싹들                                                              | V LIVE |

#### 인터뷰
| 연도 | Artist | 제목                                                                                     | 프로그램         | 공급사     |
| ---- | ------ | ---------------------------------------------------------------------------------------- | ---------------- | ---------- |
| 2013 | 유희열 | - 들국화 새앨범 인터뷰 002, 유희열 편                                                    | 응답하라, 들국화 | 원더케이   |
| 2015 | 유희열 | - MBC 다큐 스페셜 <거리의 피아노> 당신에게 피아노는 어떤 의미인가요? - 내레이션 : 유희열 | MBC 다큐 스페셜  | MBCNEWS    |
| 2018 | 유희열 | - 디깅클럽서울 큐레이터 인터뷰_유희열                                                    | 디깅클럽서울     | 온스테이지 |

#### 참여
음반 제작 프로듀서
| 연도      | Artist         | 제목 | 방송사                           | 공급사                                      |
| --------- | -------------- | --- | -------------------------------- | ------------------------------------------- |
| 2019      | CHAI(이수정)   | CHAI(이수정) <Give and Take> (Feat. pH-1) CHAI(이수정) <Color You> (Feat. 샘 김) - 프로듀서 : 유희열 - 제작 프로듀서(Executive Producer) : 유희열                                                                         | 미화당레코드                     | 미화당레코드                                |
| 2019      | CHAI(이수정)   | CHAI(이수정) <Alright> (Acoustic Ver) - 프로듀서 : 유희열 - 제작 프로듀서(Executive Producer) : 유희열 | 안테나                           | 안테나                                      |
| 2020      | CHAI(이수정)   | CHAI(이수정) <Boyfriend> CHAI(이수정) <Gimme That> - 제작 프로듀서(Executive Producer) : 유희열 | 박원의 키스 더 라디오            | KBS 쿨FM                                    |
| 2016      | 샘 김          | 샘 김 <No 눈치> (Feat. 크러쉬) (LIVE) - 편곡 : 샘 김, 유희열, 윤석철, 필터 - 프로듀서 : 유희열 - 제작 프로듀서(Executive Producer) : 유희열                                                                               | K팝스타 5                        | SBS                                         |
| 2016      | 샘 김          | 샘 김 <Mama Don't Worry> (LIVE) - 편곡 : 샘 김, 유희열 - 프로듀서 : 유희열 - 제작 프로듀서(Executive Producer) : 유희열                                                                                                   | 가요 광장                        | KBS KONG                                    |
| 2016      | 샘 김          | 샘 김 <SEATTLE> (with 이진아) 샘 김 <SEATTLE> (Sam's family) (Special Ver. M/V) - 작사 : 샘 김, 유희열, 김이나 - 편곡 : 유희열, 박인영 - 피아노 : 이진아 - 프로듀서 : 유희열 - 제작 프로듀서(Executive Producer) : 유희열 | 안테나                           | 안테나                                      |
| 2016      | 샘 김          | 샘 김 <TOUCH MY BODY> (LIVE) - 작사 : 샘 김, 유희열 - 편곡 : 샘 김, 유희열 - 프로듀서 : 유희열 - 제작 프로듀서(Executive Producer) : 유희열                                                                               | 키스 더 라디오                   | KBS Cool FM                                 |
| 2016      | 샘 김          | 샘 김 <Your Song> 샘 김 <Your Song> (with 이진아, 정승환, 권진아) - 편곡 : 샘 김, 유희열 - 프로듀서 : 유희열 - 제작 프로듀서(Executive Producer) : 유희열                                                                 | 올댓뮤직 안테나                  | 올댓뮤직 안테나                             |
| 2018      | 샘 김          | 샘 김 <It's You (Feat. ZICO)> 샘 김 <Make up (Feat. Crush)> (Acoustic Ver.) - 제작 프로듀서(Executive Producer) : 유희열                                                                                                  | K-Poppin' 안테나                 | 아리랑 라디오 안테나                        |
| 2018      | 샘 김          | 샘 김 <If> 샘 김 <The One> 샘 김 <Would You Believe> - 제작 프로듀서(Executive Producer) : 유희열 | 원더케이 EBS 안테나              | 원더케이 EBS 스페이스 공감 안테나 네이버 TV |
| 2018      | 샘 김          | 샘 김 <When You Fall> (Feat. Chai) - 제작 프로듀서(Executive Producer) : 유희열 | 원더케이                         | 원더케이                                    |
| 2019      | 샘 김          | 샘 김 <WHERE'S MY MONEY> (2019 LIVE KUNGE) 샘 김 <DANCE> (2019 LIVE KUNGE) 샘 김 <그 여름밤> 샘 김 <무기력> 샘 김 <Sun And Moon> (2019 LIVE KUNGE) - 제작 프로듀서(Executive Producer) : 유희열                           | Sam Kim Official 안테나 올댓뮤직 | Sam Kim Official 안테나 KBS 골든케이팝      |
| 2016      | 권진아 & 샘 김 | 권진아 LOVE 샘 김 <여기까지> 권진아 & 샘 김 <여기까지> (LIVE) - 작사 : 권진아, 유희열 - 편곡 : 유희열 - 프로듀서 : 유희열 - 제작 프로듀서(Executive Producer) : 유희열                                                    | 안테나 EBS                       | 안테나 EBS 스페이스 공감                    |
| 2016      | 권진아         | 권진아 <지그재그> (LIVE) - 프로듀서 : 유희열 - 제작 프로듀서(Executive Producer) : 유희열 | 지니뮤직                         | 지니뮤직                                    |
| 2016      | 권진아         | 권진아 <끝> (LIVE) - 작사 : 유희열 - 프로듀서 : 유희열 - 제작 프로듀서(Executive Producer) : 유희열 | 열린음악회                       | 네이버 TV                                   |
| 2016      | 권진아         | 권진아 <스물> (LIVE) - 작사 : 유희열 - 편곡 : 유희열 - 프로듀서 : 유희열 - 제작 프로듀서(Executive Producer) : 유희열 | 박정아의 달빛낙원                | MBCkpop                                     |
| 2017      | 권진아         | 권진아 <Fly away> (LIVE) - 작사 : 권진아, 유희열 - 편곡 : 윤석철, 유희열 - 프로듀서 : 유희열 - 제작 프로듀서(Executive Producer) : 유희열                                                                                 | 피크닉 라이브 소풍               | 네이버 TV                                   |
| 2018      | 권진아         | 권진아 <이번 겨울> - 프로듀서 : 유희열 - 프로듀서 : 유희열 - 제작 프로듀서(Executive Producer) : 유희열 | 원더케이                         | 원더케이                                    |
| 2019      | 권진아         | 권진아 <오늘 뭐 했는지 말해봐> - 작사 : 권진아, 유희열 - 작곡 : 권진아, 유희열, 심은지 - 프로듀서 : 유희열 - 제작 프로듀서(Executive Producer) : 유희열                                                                   | 안테나                           | 안테나                                      |
| 2019      | 권진아         | 권진아 <시계바늘(6:35PM)> - 작곡 : 신혁, 유희열, Mrey, Minsu Bae, Ashley Alisha - 프로듀서 : 유희열, 권진아 - 제작 프로듀서(Executive Producer) : 유희열                                                                  | Super K-Pop                      | 아리랑 라디오                               |
| 2019      | 권진아         | 권진아 <운이 좋았지> - 프로듀서 : 유희열, 권진아 - 제작 프로듀서(Executive Producer) : 유희열 | Super K-Pop                      | 아리랑 라디오                               |
| 2020      | 권진아         | 권진아 <뭔가 잘못됐어> - 제작 프로듀서(Executive Producer) : 유희열 | 안테나                           | 안테나                                      |
| 2015 2019 | 정승환         | 정승환 <너를 사랑한 시간> (너를 사랑한 시간 OST) - 곡 프로듀서 : 유희열 - 작사 : 유희열 | 정승환 팬클럽 창단식 ‘Find US!’  | 안테나                                      |
| 2016      | 정승환         | 정승환 <숲으로 걷는다> - 프로듀서 : 유희열 - 제작 프로듀서(Executive Producer) : 유희열 | 꿈꾸는 라디오                    | 네이버 TV                                   |
| 2016      | 정승환         | 정승환 <이 바보야> (LIVE) - 작사 : 유희열 - 작곡 : 박새별 - 편곡 : 박새별, 유희열 - 프로듀서 : 유희열 - 제작 프로듀서(Executive Producer) : 유희열                                                                        | 원더케이                         | 원더케이                                    |
| 2016      | 정승환         | 정승환 <그 겨울> - 작사 : 유희열 - 프로듀서 : 유희열 - 제작 프로듀서(Executive Producer) : 유희열 | 언니네라디오                     | SBS Radio100                                |
| 2018      | 정승환         | 정승환 <비가 온다 (LIVE)> - 작사 : 정승환, 안효진, 유희열 - 프로듀서 : 유희열 - 제작 프로듀서(Executive Producer) : 유희열                                                                                                | 안테나                           | 안테나                                      |
| 2018      | 정승환         | 정승환 <눈사람> 정승환 <제자리> 정승환 <사뿐> - 프로듀서 : 유희열 - 제작 프로듀서(Executive Producer) : 유희열 | 안테나 I'm LIVE 지니 뮤직        | 안테나 아리랑 TV 지니 뮤직                  |
| 2018      | 정승환         | 정승환 <변명> - 작사 : 정승환, 유희열 - 프로듀서 : 유희열 - 제작 프로듀서(Executive Producer) : 유희열 | 키스 더 라디오                   | KBS Cool FM                                 |
| 2018      | 정승환         | 정승환 <이 노래가> - 작사 : 정승환, 유희열 - 작곡 : 유희열 - 프로듀서 : 유희열 - 제작 프로듀서(Executive Producer) : 유희열                                                                                               | 키스 더 라디오                   | KBS Cool FM                                 |
| 2019      | 정승환         | 정승환 <우주선> - 작사 : 황현(MonoTree), 유희열 - 프로듀서 : 유희열 - 제작 프로듀서(Executive Producer) : 유희열 | 안테나                           | 안테나                                      |
| 2019      | 정승환         | 정승환 <옥련동> (with 유희열) 정승환 <옥련동> (LIVE in Concert ‘Dear, My Universe’ 2019) - 작곡 : 정승환, 유희열 - 작곡 : 권영찬, 유희열 - 프로듀서 : 유희열 - 제작 프로듀서(Executive Producer) : 유희열                 | 유희열의 스케치북 안테나         | 네이버 TV 안테나                            |
| 2019      | 정승환         | 정승환 <믿어> - 작곡 : 유희열, 홍소진 - 프로듀서 : 유희열 - 제작 프로듀서(Executive Producer) : 유희열 | 안테나                           | 안테나                                      |
| 2019      | 정승환         | 정승환 <십이월 이십오일의 고백 (My christmas wish)> - 프로듀서 : 유희열 - 제작 프로듀서(Executive Producer) : 유희열 | 안테나                           | 안테나                                      |
| 2016      | 이진아         | 이진아 <배불러> 이진아 <배불러> (LIVE) - 작사 : 이진아, 유희열 - 편곡 : 이진아, 유희열 - 프로듀서 : 이진아, 유희열 - 제작 프로듀서(Executive Producer) : 유희열                                                           | 안테나 FM 데이트                 | 안테나 FM 데이트                            |
| 2017      | 이진아         | 이진아 <RANDOM> - 프로듀서 : 이진아, 유희열 - 제작 프로듀서(Executive Producer) : 유희열 | KBS Cool FM                      | 키스 더 라디오                              |
| 2018      | 이진아         | 이진아 <RUN> (with GRAY) - 프로듀서 : 이진아, 유희열 - 제작 프로듀서(Executive Producer) : 유희열 | dingo freestyle                  | dingo freestyle                             |
| 2018      | 이진아         | 이진아 <편하다는 건 뭘까> (with TAK) - 프로듀서 : 이진아, 유희열 - 제작 프로듀서(Executive Producer) : 유희열 | 안테나                           | 안테나                                      |

## 음악 방송/주요 음반 참여

### 토이
| 연도 | Artist       | 제목 | 방송사                   | 공급사                        |
| ---- | ------------ | --- | ------------------------ | ----------------------------- |
| 2013 | 토이(유희열) | <Mnet Legend 100-싱어송라이터_Legend 토이> | Mnet                     | Mnet K-POP                    |
| 2013 | 토이(유희열) | Mnet Legend 100-Artist 2회 싱어송라이터 - #4.대중음악의 중심 프로듀서 - 토이, 내레이션 유희열                                                                                                  | Mnet                     | Mnet K-POP                    |
| 2014 | 토이(유희열) | 해시태그 <토이(유희열)> | 원더케이                 | 원더케이                      |
| 1997 | 토이(유희열) | 이소라의 프로포즈 "리마스터링" (57회) : 토이(유희열) 출연 | 이소라의 프로포즈        | KBS예능: 깔깔티비             |
| 1997 | 토이(유희열) | 이소라의 프로포즈 "리마스터링" (16회) : 이승환 편 (with 유희열, 지누(Hitchhiker) | 이소라의 프로포즈        | KBS예능: 깔깔티비             |
| 1997 | 토이(유희열) | 유희열(토이) <내가 너의 곁에 잠시 살았다는 걸> | 이소라의 프로포즈        | KBS예능: 깔깔티비             |
| 2001 | 토이(유희열) | 토이(유희열) <언젠가 우리 다시 만나면 (Feat. 김연우)> 토이(유희열) <스케치북> (with 김연우, 김형중)                                                                                            | 이소라의 프로포즈        | KBS예능: 깔깔티비             |
| 1999 | 토이(유희열) | 토이 <내가 너의 곁에 잠시 살았다는 걸> (With 김연우) | 수요예술무대             | 네이버 TV                     |
| 1999 | 토이(유희열) | 토이 <여전히 아름다운지> (With 김연우) | 수요예술무대             | 네이버 TV                     |
| 1997 | 토이(유희열) | 토이 <바램> (With 변재원) | 인기가요 BEST 50         | MBCkpop 채널                  |
| 2011 | 토이(유희열) | 유희열 & Musician <라디오 천국> (원곡 - 토이) | 유희열의 스케치북        | 네이버TV                      |
| 2013 | 토이(유희열) | 이지형 <뜨거운 안녕> (원곡 : 토이 Feat.이지형) | 유희열의 스케치북        | KBS Kpop                      |
| 2014 | 토이(유희열) | 토이(유희열) <Reset> (with 이적) (teo film post Ver.) (Thanks to) 토이(유희열) <Reset> (with 이적) (LIVE)                                                                                      | 안테나 유희열의 스케치북 | 안테나 teo film post KBS Kpop |
| 2016 | 토이(유희열) | 권진아 <그녀가 말했다> (With 유희열) (원곡 - 토이) | 유희열의 스케치북        | 네이버 TV                     |
| 2018 | 토이(유희열) | 유희열 & 전 출연자 <스케치북> (원곡 - 토이) | 유희열의 스케치북        | 네이버TV                      |
| 2016 | 토이(유희열) | 유희열 & 박지선 & 악동뮤지션 <뜨거운 안녕> (원곡 - 토이) | 유희열의 스케치북        | 네이버 TV                     |
| 2017 | 토이(유희열) | 유희열 <안녕, 스무 살> (원곡 - 토이) | 유희열의 스케치북        | 네이버 TV                     |
| 2001 | 토이(유희열) | 유희열(토이) <스케치북> (with 김연우, 김형중) (원곡 - 토이) | 이소라의 프로포즈        | KBS예능: 깔깔티비             |
| 2016 | 토이(유희열) | 토이 <길에서 만나다> (헤이즈ver, 유승우ver) (원곡 - 토이) - 원곡 : 1999년 토이 4집 《A Night In Seoul》수록 <길에서 만나다> (연주곡)                                                           | 유희열의 스케치북        | 네이버 TV                     |
| 2019 | 토이(유희열) | 유희열 가창력 폭발...★ 크러쉬와 함께 < U & I > - 원곡 : 2014년 토이 7집 《Da Capo》 | 유희열의 스케치북        | KBS Kpop                      |
| 2014 | 토이(유희열) | 김연우 <거짓말 같은 시간 (with 유희열)> (원곡 : 토이 'Feat.김연우') | 유희열의 스케치북        | KBS Kpop                      |
| 2017 | 토이(유희열) | 유희열, 오혁, 박효신, 김연우 <내가 너의 곁에 잠시 살았다는 걸> | 유희열의 스케치북        | KBS Kpop                      |
| 2009 | 토이(유희열) | 유희열 & Dawn Bishop <프랑지파니> (Official Audio) 토이(Toy) - 프랑지파니 (Official M/V) - 원곡 : 토이 <프랑지파니> - 보컬 : 유희열, Dawn Bishop - 작사, 작곡 : 유희열 - 편곡 : 유희열, 김태훈 | 스톤뮤직 Ent.            | 스톤뮤직 Ent.                 |
| 2016 | 토이(유희열) | 김연우 <여전히 아름다운지> (With 유희열) | 유희열의 스케치북        | 네이버 TV                     |
| 2013 | 토이(유희열) | 김연우 <여전히 아름다운지> (With 윤종신) | MUST                     | 네이버 TV                     |
| 2018 | 토이(유희열) | 성시경 <소박했던 행복했던> (원곡 - 토이 'feat. 성시경') | 성시경 Japan Official    | 성시경 Japan Official         |
| 1996 | 토이(유희열) | 토이 <그럴때마다> (응답하라 1997) - 1996년 토이 2집 《You Hee Yeol》 수록 - 작사, 작곡, 편곡 : 유희열                                                                                          | 응답하라 1997            | 응답하라 1997                 |
| 2018 | 토이(유희열) | 김형중 <좋은 사람> (원곡 - 토이 'Feat. 김형중') | 투유 프로젝트 - 슈가맨   | 네이버 TV                     |
| 2018 | 토이(유희열) | 에피톤 프로젝트 <부디>, 유희열 <좋은 사람> | 유희열의 스케치북        | 네이버 TV                     |
| 2020 | 토이(유희열) | 손열음, 유희열 <좋은 사람> (원곡 - 토이) | 유희열의 스케치북        | 네이버 TV                     |

### 유희열
| 연도 | Artist | 제목 | 프로그램               | 공급사   |
| ---- | ------ | --- | ---------------------- | -------- |
| 1992 | 유희열 | - 유희열 〈달빛의 노래 (대상 수상)〉 (유재하 음악경연대회. 공연 실황 Ver.) - 유희열 〈햇빛 비추는 날 (with 하모니카 : 故 김광석)〉 (원곡 : 김장훈 / 작사, 작곡 : 유희열) | 김광석의 밤의 창가     | BBS      |
| 1992 | 유희열 | - 유희열, 그의 기억 속 '형의 웃음' (2016.12.28) | 감성과학 프로젝트 환생 | KBS      |
| 2012 | 유희열 | - 유희열 & 함춘호 <공원에서> (반도네온 : 고상지) (원곡 : 유희열) | 유희열의 스케치북      | KBS Kpop |
| 1999 | 유희열 | - 유희열 <옆모습> | 아주 특별한 사랑       | SBS      |
| 2014 | 유희열 | - 유희열 <엄마의 바다> (feat.김윤아) (원곡 : 유희열) | 유희열의 스케치북      | KBS Kpop |
| 2019 | 유희열 | - 유희열 <그래, 우리 함께> | 유희열의 스케치북      | KBS Kpop |

### 안테나
| 방송일                  | 제목 | 프로그램                                                                     | 공급사 |
| ----------------------- | --- | ---------------------------------------------------------------------------- | ------ |
| 2020.04.11 ~ 2020.04.19 | - Everything Is OK with Antenna - Week 1 : Toy, 이진아, 윤석철, CHAI, Sam Kim - Everything Is OK with Antenna - Week 2 : 정재형, 정승환, 박새별, 권진아, 루시드 폴, 페퍼톤스 | 소규모 랜선 페스티벌 릴레이 라이브 스트리밍 'Everything is OK, with Antenna' | 안테나 |
| 2017.08.08              | - WITH ANTENNA 서바이벌 라이브 'ANTENNA 101' 주인공은 나야나 | ANTENNA 101                                                                  | V LIVE |
| 2017.10.27              | - 루시드 폴의 에세이북 (with 유희열, 이진아, 정승환) | 루시드 폴의 에세이북                                                         | V LIVE |
| 2016.11.29              | - DJ 정승환의 목.빠.싶 - 목소리에 빠지고 싶다 | DJ 정승환의 목.빠.싶                                                         | V LIVE |
| 2016.11.26              | - '발라드 끝판왕' D-3 정승환 데뷔 타이틀곡 '이 바보야' 메인 티저 | '발라드 끝판왕' D-3                                                          | V LIVE |
| 2016.09.12.             | - 권진아 웃긴밤 버스킹 | 권진아 웃긴밤                                                                | V LIVE |
| 2016.09.30              | - 정승환 <너였다면> (with 유희열) | 어서옵SHOW                                                                   | KBS    |
| 2016.08.26              | - 어서옵SHOW X 안테나 <뜨거운 안녕> | 어서옵SHOW                                                                   | KBS    |
| 2016.06.08              | - 진아식당, 개업식 | 진아식당, 개업식                                                             | V LIVE |
| 2016.04.06              | - We Are Antenna Angels - 안테나배 퀴즈왕 선발대회 | 우리들은 새싹들                                                              | V LIVE |

### 인터뷰
| 연도 | Artist | 제목                                                                                     | 프로그램         | 공급사     |
| ---- | ------ | ---------------------------------------------------------------------------------------- | ---------------- | ---------- |
| 2013 | 유희열 | - 들국화 새앨범 인터뷰 002, 유희열 편                                                    | 응답하라, 들국화 | 원더케이   |
| 2015 | 유희열 | - MBC 다큐 스페셜 <거리의 피아노> 당신에게 피아노는 어떤 의미인가요? - 내레이션 : 유희열 | MBC 다큐 스페셜  | MBCNEWS    |
| 2018 | 유희열 | - 디깅클럽서울 큐레이터 인터뷰_유희열                                                    | 디깅클럽서울     | 온스테이지 |

### 참여

#### 음반 제작 프로듀서
| 연도      | Artist         | 제목 | 방송사                           | 공급사                                      |
| --------- | -------------- | --- | -------------------------------- | ------------------------------------------- |
| 2019      | CHAI(이수정)   | CHAI(이수정) <Give and Take> (Feat. pH-1) CHAI(이수정) <Color You> (Feat. 샘 김) - 프로듀서 : 유희열 - 제작 프로듀서(Executive Producer) : 유희열                                                                         | 미화당레코드                     | 미화당레코드                                |
| 2019      | CHAI(이수정)   | CHAI(이수정) <Alright> (Acoustic Ver) - 프로듀서 : 유희열 - 제작 프로듀서(Executive Producer) : 유희열 | 안테나                           | 안테나                                      |
| 2020      | CHAI(이수정)   | CHAI(이수정) <Boyfriend> CHAI(이수정) <Gimme That> - 제작 프로듀서(Executive Producer) : 유희열 | 박원의 키스 더 라디오            | KBS 쿨FM                                    |
| 2016      | 샘 김          | 샘 김 <No 눈치> (Feat. 크러쉬) (LIVE) - 편곡 : 샘 김, 유희열, 윤석철, 필터 - 프로듀서 : 유희열 - 제작 프로듀서(Executive Producer) : 유희열                                                                               | K팝스타 5                        | SBS                                         |
| 2016      | 샘 김          | 샘 김 <Mama Don't Worry> (LIVE) - 편곡 : 샘 김, 유희열 - 프로듀서 : 유희열 - 제작 프로듀서(Executive Producer) : 유희열                                                                                                   | 가요 광장                        | KBS KONG                                    |
| 2016      | 샘 김          | 샘 김 <SEATTLE> (with 이진아) 샘 김 <SEATTLE> (Sam's family) (Special Ver. M/V) - 작사 : 샘 김, 유희열, 김이나 - 편곡 : 유희열, 박인영 - 피아노 : 이진아 - 프로듀서 : 유희열 - 제작 프로듀서(Executive Producer) : 유희열 | 안테나                           | 안테나                                      |
| 2016      | 샘 김          | 샘 김 <TOUCH MY BODY> (LIVE) - 작사 : 샘 김, 유희열 - 편곡 : 샘 김, 유희열 - 프로듀서 : 유희열 - 제작 프로듀서(Executive Producer) : 유희열                                                                               | 키스 더 라디오                   | KBS Cool FM                                 |
| 2016      | 샘 김          | 샘 김 <Your Song> 샘 김 <Your Song> (with 이진아, 정승환, 권진아) - 편곡 : 샘 김, 유희열 - 프로듀서 : 유희열 - 제작 프로듀서(Executive Producer) : 유희열                                                                 | 올댓뮤직 안테나                  | 올댓뮤직 안테나                             |
| 2018      | 샘 김          | 샘 김 <It's You (Feat. ZICO)> 샘 김 <Make up (Feat. Crush)> (Acoustic Ver.) - 제작 프로듀서(Executive Producer) : 유희열                                                                                                  | K-Poppin' 안테나                 | 아리랑 라디오 안테나                        |
| 2018      | 샘 김          | 샘 김 <If> 샘 김 <The One> 샘 김 <Would You Believe> - 제작 프로듀서(Executive Producer) : 유희열 | 원더케이 EBS 안테나              | 원더케이 EBS 스페이스 공감 안테나 네이버 TV |
| 2018      | 샘 김          | 샘 김 <When You Fall> (Feat. Chai) - 제작 프로듀서(Executive Producer) : 유희열 | 원더케이                         | 원더케이                                    |
| 2019      | 샘 김          | 샘 김 <WHERE'S MY MONEY> (2019 LIVE KUNGE) 샘 김 <DANCE> (2019 LIVE KUNGE) 샘 김 <그 여름밤> 샘 김 <무기력> 샘 김 <Sun And Moon> (2019 LIVE KUNGE) - 제작 프로듀서(Executive Producer) : 유희열                           | Sam Kim Official 안테나 올댓뮤직 | Sam Kim Official 안테나 KBS 골든케이팝      |
| 2016      | 권진아 & 샘 김 | 권진아 LOVE 샘 김 <여기까지> 권진아 & 샘 김 <여기까지> (LIVE) - 작사 : 권진아, 유희열 - 편곡 : 유희열 - 프로듀서 : 유희열 - 제작 프로듀서(Executive Producer) : 유희열                                                    | 안테나 EBS                       | 안테나 EBS 스페이스 공감                    |
| 2016      | 권진아         | 권진아 <지그재그> (LIVE) - 프로듀서 : 유희열 - 제작 프로듀서(Executive Producer) : 유희열 | 지니뮤직                         | 지니뮤직                                    |
| 2016      | 권진아         | 권진아 <끝> (LIVE) - 작사 : 유희열 - 프로듀서 : 유희열 - 제작 프로듀서(Executive Producer) : 유희열 | 열린음악회                       | 네이버 TV                                   |
| 2016      | 권진아         | 권진아 <스물> (LIVE) - 작사 : 유희열 - 편곡 : 유희열 - 프로듀서 : 유희열 - 제작 프로듀서(Executive Producer) : 유희열 | 박정아의 달빛낙원                | MBCkpop                                     |
| 2017      | 권진아         | 권진아 <Fly away> (LIVE) - 작사 : 권진아, 유희열 - 편곡 : 윤석철, 유희열 - 프로듀서 : 유희열 - 제작 프로듀서(Executive Producer) : 유희열                                                                                 | 피크닉 라이브 소풍               | 네이버 TV                                   |
| 2018      | 권진아         | 권진아 <이번 겨울> - 프로듀서 : 유희열 - 프로듀서 : 유희열 - 제작 프로듀서(Executive Producer) : 유희열 | 원더케이                         | 원더케이                                    |
| 2019      | 권진아         | 권진아 <오늘 뭐 했는지 말해봐> - 작사 : 권진아, 유희열 - 작곡 : 권진아, 유희열, 심은지 - 프로듀서 : 유희열 - 제작 프로듀서(Executive Producer) : 유희열                                                                   | 안테나                           | 안테나                                      |
| 2019      | 권진아         | 권진아 <시계바늘(6:35PM)> - 작곡 : 신혁, 유희열, Mrey, Minsu Bae, Ashley Alisha - 프로듀서 : 유희열, 권진아 - 제작 프로듀서(Executive Producer) : 유희열                                                                  | Super K-Pop                      | 아리랑 라디오                               |
| 2019      | 권진아         | 권진아 <운이 좋았지> - 프로듀서 : 유희열, 권진아 - 제작 프로듀서(Executive Producer) : 유희열 | Super K-Pop                      | 아리랑 라디오                               |
| 2020      | 권진아         | 권진아 <뭔가 잘못됐어> - 제작 프로듀서(Executive Producer) : 유희열 | 안테나                           | 안테나                                      |
| 2015 2019 | 정승환         | 정승환 <너를 사랑한 시간> (너를 사랑한 시간 OST) - 곡 프로듀서 : 유희열 - 작사 : 유희열 | 정승환 팬클럽 창단식 ‘Find US!’  | 안테나                                      |
| 2016      | 정승환         | 정승환 <숲으로 걷는다> - 프로듀서 : 유희열 - 제작 프로듀서(Executive Producer) : 유희열 | 꿈꾸는 라디오                    | 네이버 TV                                   |
| 2016      | 정승환         | 정승환 <이 바보야> (LIVE) - 작사 : 유희열 - 작곡 : 박새별 - 편곡 : 박새별, 유희열 - 프로듀서 : 유희열 - 제작 프로듀서(Executive Producer) : 유희열                                                                        | 원더케이                         | 원더케이                                    |
| 2016      | 정승환         | 정승환 <그 겨울> - 작사 : 유희열 - 프로듀서 : 유희열 - 제작 프로듀서(Executive Producer) : 유희열 | 언니네라디오                     | SBS Radio100                                |
| 2018      | 정승환         | 정승환 <비가 온다 (LIVE)> - 작사 : 정승환, 안효진, 유희열 - 프로듀서 : 유희열 - 제작 프로듀서(Executive Producer) : 유희열                                                                                                | 안테나                           | 안테나                                      |
| 2018      | 정승환         | 정승환 <눈사람> 정승환 <제자리> 정승환 <사뿐> - 프로듀서 : 유희열 - 제작 프로듀서(Executive Producer) : 유희열 | 안테나 I'm LIVE 지니 뮤직        | 안테나 아리랑 TV 지니 뮤직                  |
| 2018      | 정승환         | 정승환 <변명> - 작사 : 정승환, 유희열 - 프로듀서 : 유희열 - 제작 프로듀서(Executive Producer) : 유희열 | 키스 더 라디오                   | KBS Cool FM                                 |
| 2018      | 정승환         | 정승환 <이 노래가> - 작사 : 정승환, 유희열 - 작곡 : 유희열 - 프로듀서 : 유희열 - 제작 프로듀서(Executive Producer) : 유희열                                                                                               | 키스 더 라디오                   | KBS Cool FM                                 |
| 2019      | 정승환         | 정승환 <우주선> - 작사 : 황현(MonoTree), 유희열 - 프로듀서 : 유희열 - 제작 프로듀서(Executive Producer) : 유희열 | 안테나                           | 안테나                                      |
| 2019      | 정승환         | 정승환 <옥련동> (with 유희열) 정승환 <옥련동> (LIVE in Concert ‘Dear, My Universe’ 2019) - 작곡 : 정승환, 유희열 - 작곡 : 권영찬, 유희열 - 프로듀서 : 유희열 - 제작 프로듀서(Executive Producer) : 유희열                 | 유희열의 스케치북 안테나         | 네이버 TV 안테나                            |
| 2019      | 정승환         | 정승환 <믿어> - 작곡 : 유희열, 홍소진 - 프로듀서 : 유희열 - 제작 프로듀서(Executive Producer) : 유희열 | 안테나                           | 안테나                                      |
| 2019      | 정승환         | 정승환 <십이월 이십오일의 고백 (My christmas wish)> - 프로듀서 : 유희열 - 제작 프로듀서(Executive Producer) : 유희열 | 안테나                           | 안테나                                      |
| 2016      | 이진아         | 이진아 <배불러> 이진아 <배불러> (LIVE) - 작사 : 이진아, 유희열 - 편곡 : 이진아, 유희열 - 프로듀서 : 이진아, 유희열 - 제작 프로듀서(Executive Producer) : 유희열                                                           | 안테나 FM 데이트                 | 안테나 FM 데이트                            |
| 2017      | 이진아         | 이진아 <RANDOM> - 프로듀서 : 이진아, 유희열 - 제작 프로듀서(Executive Producer) : 유희열 | KBS Cool FM                      | 키스 더 라디오                              |
| 2018      | 이진아         | 이진아 <RUN> (with GRAY) - 프로듀서 : 이진아, 유희열 - 제작 프로듀서(Executive Producer) : 유희열 | dingo freestyle                  | dingo freestyle                             |
| 2018      | 이진아         | 이진아 <편하다는 건 뭘까> (with TAK) - 프로듀서 : 이진아, 유희열 - 제작 프로듀서(Executive Producer) : 유희열 | 안테나                           | 안테나                                      |

#### 음반 참여
| 연도      | Artist          | 제목 | 방송사                                 | 공급사                 |
| --------- | --------------- | --- | -------------------------------------- | ---------------------- |
| 1995      | 이승환          | 이승환 <변해가는 그대> - 작사, 작곡, 편곡 : 유희열 | 이소라의 프로포즈                      | KBS예능: 깔깔티비      |
| 1996      | 배연희          | (1996년) 배연희 <소중한 너에게> (MBC 강변가요제 대상 / 편곡 : 유희열) (2020년) <소중한 너에게> 배연희와 양자인과 박예슬 (편곡 : 양자인) - 편곡 : 유희열                             | MBC 강변가요제                         | MBC 강변가요제 배연희  |
| 1996      | 이장우          | 이장우 <슬픈 사랑> - 작곡, 편곡 : 유희열 | 이소라의 프로포즈                      | KBS예능: 깔깔티비      |
| 1996      | 윤종신          | 윤종신 <환생> - 작곡 : 윤종신, 유희열 - 편곡 : 유희열 | 가요톱10                               | KBS                    |
| 1996      | 이문세          | 이문세 <조조 할인 (Feat. 이적)> - 작곡, 편곡 : 유희열 - featuring : 이적 | MBCkpop                                | 네이버                 |
| 1997      | 이승환          | 이승환 〈애원〉 (with 유희열, 히치하이커(지누)) - 작사 : 이승환, 이지은 - 작곡 : 이승환, 유희열                                                                                     | 빅쇼-이승환 꿈의공장                   | KBS                    |
| 1997      | 이승환          | 이승환 <붉은 낙타> (with 유희열, 지누(Hitchhiker) - 작사 : 이승환 - 작곡 : 이승환, 유희열                                                                                           | 이소라의 프로포즈                      | KBS예능: 깔깔티비      |
| 1997      | 이승환          | 이승환 〈고(告)함〉 - 작사 : 이승환 - 작곡 : 이승환, 유희열 | 이소라의 프로포즈                      | KBS                    |
| 1997      | 이승환          | 이승환 <가족> - 작사 : 이승환, 이지은 - 작곡 : 이승환, 유희열 | 토요일 토요일은 즐거워                 | MBCfestival            |
| 1997      | 이승환          | 이승환 <가족> (with 유희열, 지누(Hitchhiker)) - 작사 : 이승환, 이지은 - 작곡 : 이승환, 유희열                                                                                       | 이소라의 프로포즈                      | KBS예능: 깔깔티비      |
| 1999      | 이승환          | 이승환 〈당부〉 (스페셜 무대) 이승환 〈당부〉 (M/V) - 작곡 : 이승환, 유희열 - 편곡 : 유희열, 윤상 - rhythm Programming : 윤상 - keyboard : 유희열                                   | MBC 대학가요제                         | MBC                    |
| 1999      | 이승환          | 이승환 <그들이 사랑하기까지> (with 강수지) (응답하라 1994) - 1999년 이승환 첫 번째 베스트 앨범 《His Ballad》에 수록된 신곡 - 작사 : 이승환, 이지은 - 작곡 : 이승환, 유희열         | 응답하라 1994                          | 응답하라 1994          |
| 2000      | 이가희          | 이가희 <바람맞던 날> (Feat. 유희열) - 작사, 작곡, 편곡 : 정석원(015B) - featuring : 유희열                                                                                          | 음악캠프                               | MBCkpop                |
| 2000      | 이소은          | 이소은 <서방님> (with 이승환, 유희열) - 작사, 작곡 : 이규호 - 편곡 : 이규호, 윤상                                                                                                   | 음악캠프                               | MBCkpop                |
| 2000      | 박정현          | 박정현 <아무말도, 아무것도...> - 작사, 작곡, 편곡 : 유희열 | 수요예술무대 타임머신TV                | 네이버 TV              |
| 2001      | 이승환          | 이승환 <Christmas Wishes> - 작사 : 이승환, 이지원, 이상민 - 작곡 : 유희열, 이지원, 이상민 - 편곡 : 유희열, 김태훈                                                                   | 음악캠프                               | MBCkpop                |
| 1995      | 이승환          | 이승환 <잘못> - 작곡 : 이승환, 유희열 | 생방송 음악캠프                        | MBC                    |
| 2003 2019 | 이소은          | 이소은 <키친> 이소은 <키친> (2019년) - 작곡, 편곡 : 유희열 | 음악캠프 투유 프로젝트 - 슈가맨        | MBCkpop JTBC           |
| 2004      | 김연우          | 김연우 <연인> - 작사 : 유희열 | 문화콘서트 난장                        | 광주 MBC               |
| 2005 2019 | 이소은          | 이소은 <부탁> 이소은 <부탁> (with 유희열) - 작사, 작곡, 편곡 : 유희열 | 텔레콘서트 자유 투유 프로젝트 - 슈가맨 | 대구MBC JTBC           |
| 2008      | 성시경          | 성시경 <안녕 나의 사랑> - 작사 : 유희열 - 작곡 : 유희열, 성시경 | 쇼! 음악중심                           | 네이버TV               |
| 2009      | 김장훈          | 김장훈 <난 남자다> (with 유희열) - 작사 : 김장훈, 유희열 - 작곡, 편곡 : 유희열 | 음악 여행 라라라                       | MBCkpop                |
| 2009      | 조원선          | 조원선 <아무도, 아무것도> (with 윤상) - 작사 : 박창학 - 작곡 : 조원선 - Featuring : 윤상 - 피아노 : 유희열                                                                          | 원더케이                               | 원더케이               |
| 2010      | 윤종신          | 월간 윤종신 <빈 고백 (Vocal 유희열)〉 - 보컬 : 유희열 | 월간 윤종신                            | 월간 윤종신            |
| 2010 2013 | 김연우          | 김연우 <이별택시> 김연우 <이별택시> (With 윤종신) - 작사 : 윤종신 - 작곡 : 김승진 - 편곡 : 유희열                                                                                   | MUST EBS 스페이스 공감                 | 엠넷 EBS 스페이스 공감 |
| 2015      | 윤종신          | 여자친구랑 헤어진 종신 위해 <희열이가 준 선물> (연주곡) - 작곡 : 유희열 | 투유 프로젝트 - 슈가맨                 | JTBC                   |
| 2015      | 거미            | 거미 <가질 수 없는 너> (원곡 - 뱅크) - 프로듀서 : 유희열 - 편곡 : 유희열 | 투유 프로젝트 - 슈가맨                 | JTBC                   |
| 2015      | 초아            | 초아 <그런가 봐요> ('일본' 서전 올스타즈 <Tsunami> '브이원' 리메이크) - 프로듀서 : 스윗튠(한재호, 김승수, 고명재) - 편곡 : 스윗튠(한재호, 김승수, 고명재), 유희열 - 피아노 : 유희열 | 투유 프로젝트 - 슈가맨                 | JTBC                   |
| 2016      | 권진아 & 샘 김  | 권진아 & 샘 김 <난 멈추지 않는다> (원곡 - ZAM) - 편곡 : 샘 김, 권진아, 유희열, 김택수                                                                                               | 투유 프로젝트 - 슈가맨                 | JTBC                   |
| 2017      | 이소라          | 이소라 <내곁에서 떠나가지 말아요> (원곡 : 빛과 소금) - 원곡 : 빛과 소금 (Remake) - Remake - 이소라 - 이소라 앨범《슬픔과 분노에 관한》(1998.05.01) 수록 (편곡 : 유희열)             | 비긴어게인                             | 네이버 TV              |
| 2017      | 권진아 & 샘 김  | 권진아 & 샘 김 <EVERYDAY> (LIVE) - 신혼일기 X 안테나 OST (Prod. by 유희열) - 작사 : 유희열, 안효진 - 작곡 : 샘 김, 유희열                                                           | 피크닉 라이브 소풍                     | 네이버 TV              |
| 2018      | 권진아          | 권진아 <그대만 보여요> - 작사 : 박새별, 유희열 | 선우정아의 뮤직 원더랜드               | EBS FM                 |
| 2018      | 김형중          | 김형중 <그랬나봐> - 작사, 작곡 : 유희열 | 투유 프로젝트 - 슈가맨                 | 네이버 TV              |
| 2019      | Various artists | 첫 번째 무대, 힙합 라인 총출동! ♬ 놀면 뭐해? ♬ - 작곡 : 유재석, 유희열, 윤상, 이상순, 적재, 그레이, 크러쉬, 샘 김 - 키보드 : 유희열                                                 | 놀면 뭐하니?                           | 네이버 TV              |
| 2019      | Various artists | 음원 황제 자이언티와 콜드의 고퀄 라이브, ♬ 헷갈려 ♬ - 작곡 : 유재석, 유희열, 윤상, 이상순, 적재, Colde - 키보드 : 유희열                                                            | 놀면 뭐하니?                           | 네이버 TV              |
| 2020      | 정승환          | 정승환 <나는 너야> - 작사: 정승환, 유희열 | 안테나                                 | 안테나                 |

#### 피아노
| 연도 | 제목 | 프로그램               | 공급사             |
| ---- | --- | ---------------------- | ------------------ |
| 1997 | - 이승환 <내게> (with 유희열, 지누(Hitchhiker)) - 이승환 <붉은 낙타> (with 유희열, 지누(Hitchhiker) | 이소라의 프로포즈      | KBS예능: 깔깔티비  |
| 1997 | - 이승환 <가족> (with 유희열, 지누(Hitchhiker)) - 작사 : 이승환, 이지은 - 작곡 : 이승환, 유희열 | 이소라의 프로포즈      | KBS예능: 깔깔티비  |
| 1997 | - 이승환 〈애원〉 (with 유희열, 히치하이커(지누)) - 작사 : 이승환, 이지은 - 작곡 : 이승환, 유희열 | 빅쇼-이승환 꿈의공장   | KBS                |
| 1997 | - 이승환 〈내게〉 (with 유희열, 히치하이커(지누)) - 이승환 〈너를 향한 마음〉 (with 유희열, 히치하이커(지누)) | 빅쇼-이승환 꿈의공장   | KBS                |
| 2016 | - 정승환 <SOFA> (with 유희열) (원곡 - 크러쉬) | 안테나                 | 안테나             |
| 2016 | - 김조한 & 임정희 <Endless Love> (with 유희열) | 슈가맨                 | 네이버 TV          |
| 2016 | - 김범수 <보고싶다> vs 김태우 <거짓말> 명품 보컬 (with 유희열) | 슈가맨                 | JTBC Entertainment |
| 2016 | - 1대 바나나걸 안수지 <엉덩이> (재즈 ver.) (with 유희열) (원곡 - 바나나 걸) | 투유 프로젝트 - 슈가맨 | 네이버 TV          |
| 2017 | - 유희열과 지창욱의 콜라보 <지켜줄게> | 유희열의 스케치북      | KBS                |
| 2017 | - 권진아 <여전히 아름다운지> (원곡 - 토이) | 유희열의 스케치북      | KBS                |
| 2019 | - 같이펀딩 & 옥상달빛 <수고했어, 오늘도> (원곡 : 옥상달빛) (with 유희열, 적재) - 유인나 <좋은 나라> (원곡 : 시인과 촌장) (with 유희열, 적재) - 장도연 <흔들리는 꽃들 속에서 네 샴푸향이 느껴진거야 > (원곡 : 장범준) (with 유희열, 적재) - 홍철 & 적재 <별 보러 가자> (원곡 : 적재) (with 유희열) | 같이 펀딩              | 네이버 TV          |
| 2020 | - 유희열 <커플> (원곡 : 젝스키스) | 안테나 X 채널십오야    | 안테나             |

#### 스페셜 무대
| 연도                | 제목 | 프로그램                       | 방송사    | 공급사            |
| ------------------- | --- | ------------------------------ | --------- | ----------------- |
| 2010                | - 공유 <인사> (with 유희열) (원곡 : 토이 Feat.김연우) - 공유가 유스케에서 부른 '인사' | 유희열의 스케치북              | KBS       | KBS: 냠냠티비     |
| 2011                | - 유희열 X 루시드 폴 X 장기하 <봄눈> (원곡 : 루시드 폴) | 유희열의 스케치북              | KBS       | KBS Kpop          |
| 2012                | - 루시드 폴 & 성시경 & 유희열 <오, 사랑> (원곡 - 루시드 폴) - 원곡 : 루시드 폴 - Remake : 성시경 - 성시경 앨범《The Ballads》(2006.10.10) | 루시드 폴의 리모콘             | MBC MUSIC | ALL THE K-JAM     |
| 2013                | - 유희열의 스케치북 팀, 아이유, 데이브레이크, 김연우, 온유(샤이니) 특별 무대 | 2013 KBS 가요대축제            | KBS       | KBS               |
| 2013                | - 유희열 & 선우정아 〈뜨거운 안녕〉 (원곡 : 토이) | 유희열의 스케치북              | KBS       | KBS               |
| 2013                | - 백지영 〈그여자〉 (with 유희열) | 유희열의 스케치북              | KBS       | KBS               |
| 2014                | - 김동률의 동행, 음악을 읽다 <청춘> (내레이션 : 유희열) - 글 : 강세형 - 내레이션 : 유희열 - 노래 : 김동률 <청춘> | 뮤직팜                         | 뮤직팜    | 뮤직팜            |
| 2015                | - 양희은 & 유희열 <아침이슬> | 유희열의 스케치북              | KBS       | KBS Kpop          |
| 2015                | - 양희은 & 유희열 <옛사랑> | 유희열의 스케치북              | KBS       | KBS Kpop          |
| 2015                | - 김영철 <기억의 습작> (with 유희열) (원곡 : 전람회) | 유희열의 스케치북              | KBS       | KBS Kpop          |
| 2015                | - 초아 <그런가 봐요> (with 유희열) - 원곡 : 서전 올스타즈 <Tsunami> (일본) - Remake : 브이원 | 투유 프로젝트 - 슈가맨         | JTBC      | JTBC              |
| 2015                | - 러블리즈 <달리기> (with 윤상, 유희열, Spacecowboy) (원곡 : 노 댄스) (원곡자/원작자 : 윤상) | 유희열의 스케치북              | KBS       | 네이버 TV         |
| 2018                | - 유희열 <I‘ll Be Home For Christmas> (원곡 - Bing Crosby) | 유희열의 스케치북              | KBS       | KBS Kpop          |
| 2011 2014 2015 2018 | - 《100회 특집》 유희열 & Musician <라디오 천국> (원곡 - 토이) - 남진 & 김범수 & 유희열 <White Christmas> - 유희열 & 전 출연자 <Thank You For The Music> (원곡 - ABBA) - 유희열 & 전 출연자 <스케치북> (원곡 - 토이) | 유희열의 스케치북              | KBS       | 네이버TV KBS Kpop |
| 2016                | - 어서옵SHOW X 안테나 <뜨거운 안녕> | 어서옵SHOW                     | KBS       | 네이버 TV         |
| 2017                | - 유희열, 아이유 <내 사랑 내 곁에> (원곡 - 김현식) | 2017 SBS 가요대전              | SBS       | SBS               |
| 2018                | - 아이유 <밤편지> (with 유희열) | 대화의 희열                    | KBS       | 네이버 TV         |
| 2018                | - 윤종신 <좋니> (with 유희열) - 최백호 & 헨리 <부산에 가면> (with 유희열) (원곡 - 에코브릿지) - 김연우 <Bohemian Rhapsody> (with 유희열) (원곡 - Queen) - 윤도현 <To Find You> (with 유희열) (원곡 - 싱스트리트 OST) - 최백호 <WHITE CHRISTMAS> (with 유희열) (원곡 - Bing Crosby) | 유희열의 스케치북              | KBS       | 네이버 TV         |
| 2018                | - 윤도현 & 유희열 <하얀 겨울> (원곡 - 미스터 투) | 유희열의 스케치북              | KBS       | KBS Kpop          |
| 2019                | - 신동엽 & 유희열 <매일 그대와> (원곡 : 들국화) | 유희열의 스케치북              | KBS       | 네이버TV          |
| 2019                | - 윤종신 <배웅> (with 유희열) | 유희열의 스케치북              | KBS       | 네이버 TV         |
| 2019                | - 유희열 <White Christmas> - 심수봉 <남자는 배 여자는 항구> (with 유희열) - 심수봉 <O Holy Night> (with 유희열) - 토이(유희열) & 김연우 <여전히 아름다운지> - 거미 <친구라도 될 걸 그랬어> (with 유희열) - 폴킴 <너를 만나> (with 유희열) - 정준일 <안아줘> (with 유희열) - 10cm <스토커> (with 유희열) - 정승환 <너였다면> (with 유희열) - 유희열 & 전 출연진 <Santa Claus Is Coming To Town> | 유희열의 스케치북              | KBS       | KBS Kpop          |
| 2019                | - 이소은 <부탁> (with 유희열) - 작사, 작곡, 편곡 : 유희열 | 투유 프로젝트 - 슈가맨         | JTBC      | JTBC              |
| 2020                | - 유희열 〈마음대로〉 (원곡 : 이진아) | Everything is OK, with Antenna | 안테나    | 안테나            |

| 연도 | 제목                                                             | 프로그램          | 방송사 | 공급사    |
| ---- | ---------------------------------------------------------------- | ----------------- | ------ | --------- |
| 2019 | - 크러쉬 <가리워진 길> (원곡 - 유재하)                           | 유희열의 스케치북 | KBS    | KBS Kpop  |
| 2020 | - 11주년 기념 스케치북 헌정(?)곡 권진아 - 희열이었죠 (YOU HERE)♬ | 유희열의 스케치북 | KBS    | 네이버 TV |

#### Cover
| 연도 | Artist | 제목 | 방송사     | 공급사    |
| ---- | ------ | --- | ---------- | --------- |
| 2015 | 유희열 | 유희열 <WHITE CHRISTMAS> (원곡 - Bing Crosby) | 안테나     | 안테나    |
| 2017 | 유희열 | 유희열의 잔디밭 콘서트! 'John Lennon 메들리♪' 유희열, 스위스 와서 노래 폭발↗ '가리워진 길'♪ (원곡 - 유재하) 소원 이룬 희열! 소라와 듀엣 '그대안의 블루'♪ (원곡 - 김현철 & 이소라) | 비긴어게인 | 네이버 TV |

#### 방송 프로그램
| 연도 | 제목                                                                                         | 앨범명                              | 원곡 / 원작자 | 프로그램               | 방송사   | 공급     |
| ---- | -------------------------------------------------------------------------------------------- | ----------------------------------- | --- | ---------------------- | -------- | -------- |
| 2016 | - 정인 <뜨거운 안녕> (원곡 : 토이) - 거미, 정인 '뜨거운 안녕' 열창에 폭풍 눈물 '눈물샘 고장' | 《보컬 전쟁: 신의 목소리 Part.11》  | - 발매 : 2007년 - 원곡 : 토이(유희열) - 작사 : 유희열 - 작곡, 편곡 : 유희열, 김태훈                                                 | 보컬 전쟁: 신의 목소리 | SBS      | SBS      |
| 2016 | - 유희열, 박지선, 악동뮤지션 <뜨거운 안녕> (원곡 : 토이)                                     |                                     | - 발매 : 2007년 - 원곡 : 토이(유희열) - 작사 : 유희열 - 작곡, 편곡 : 유희열, 김태훈                                                 | 유희열의 스케치북      | KBS      | KBS      |
| 2013 | - 악동뮤지션 <뜨거운 안녕> (원곡 : 토이)                                                     | 《SBS K팝스타 2 TOP 2》             | - 발매 : 2007년 - 원곡 : 토이(유희열) - 작사 : 유희열 - 작곡, 편곡 : 유희열, 김태훈                                                 | K팝스타 2              | SBS      | SBS      |
| 2014 | - 짜리몽땅 <뜨거운 안녕> (원곡 : 토이)                                                       | 《SBS K팝스타 3 TOP4》              | - 발매 : 2007년 - 원곡 : 토이(유희열) - 작사 : 유희열 - 작곡, 편곡 : 유희열, 김태훈                                                 | K팝스타 3              | SBS      | SBS      |
| 2016 | - 어서옵SHOW X 안테나 <뜨거운 안녕> (원곡 : 토이)                                            |                                     | - 발매 : 2007년 - 원곡 : 토이(유희열) - 작사 : 유희열 - 작곡, 편곡 : 유희열, 김태훈                                                 | 어서옵SHOW             | KBS      | KBS      |
| 2016 | - 송소희 <뜨거운 안녕> (원곡 : 토이)                                                         |                                     | - 발매 : 2007년 - 원곡 : 토이(유희열) - 작사 : 유희열 - 작곡, 편곡 : 유희열, 김태훈                                                 | 유희열의 스케치북      | KBS      | 네이버TV |
| 2020 | - 비긴어게인 코리아 팀 <뜨거운 안녕 (안테나 워리어스 ver.)> (원곡 : 토이)                    |                                     | - 발매 : 2007년 - 원곡 : 토이(유희열) - 작사 : 유희열 - 작곡, 편곡 : 유희열, 김태훈                                                 | 비긴어게인 코리아      | JTBC     | JTBC     |
| 2017 | - 권진아 <여전히 아름다운지> (with 유희열) (원곡 : 토이)                                     |                                     | - 발매 : 1998년 - 원곡 : 토이(유희열) - 작사, 작곡 : 유희열 - 편곡 : 유희열, 김태훈                                                 | 유희열의 스케치북      | KBS      | KBS      |
| 2016 | - 정승환 & 샘 김 <여전히 아름다운지> (원곡 : 토이)                                           |                                     | - 발매 : 1998년 - 원곡 : 토이(유희열) - 작사, 작곡 : 유희열 - 편곡 : 유희열, 김태훈                                                 | 멜론쇼윙               | 멜론쇼윙 | 멜론쇼윙 |
| 2020 | - 이승기 <여전히 아름다운지> (with 유희열) (원곡 : 토이)                                     |                                     | - 발매 : 1998년 - 원곡 : 토이(유희열) - 작사, 작곡 : 유희열 - 편곡 : 유희열, 김태훈                                                 | 싱어게인               | JTBC     | JTBC     |
| 2018 | - 선우정아 <Reset> (원곡 : 토이)                                                             | 《복면가왕 138회》                  | - 발매 : 2014년 - 원곡 : 토이(유희열) - 작사, 작곡 : 유희열 - 편곡 : 유희열, 신재평(페퍼톤스)                                       | 복면가왕               | MBC      | 네이버TV |
| 2018 | - 비비(BIBI) <환생> (원곡 : 윤종신)                                                          | 《더 팬 1ROUND Part.1》             | - 발매 : 1996년 - 원곡 : 윤종신 - 작곡 : 윤종신, 유희열 - 편곡 : 유희열                                                             | 더 팬                  | SBS      | SBS      |
| 2019 | - 용주 <그녀가 말했다> (원곡 : 토이 With 권진아)                                             | 《더 팬 TOP5》                      | - 발매 : 2014년 - 원곡 : 토이(유희열) - 작사 : 이규호, 유희열 - 작곡 : 유희열 - 편곡 : 유희열, 박인영                               | 더 팬                  | SBS      | SBS      |
| 2018 | - UNB(유앤비) <그랬나봐> (원곡 : 김형중)                                                     | 《투유 프로젝트 - 슈가맨2 Part.17》 | - 발매 : 2003년 - 원곡 : 김형중 - 작사 : 유희열 - 작곡 : 유희열                                                                     | 투유 프로젝트 - 슈가맨 | JTBC     | JTBC     |
| 2020 | - 보이스 코리아 참가자 <그럴 때마다> (원곡 : 토이)                                           |                                     | - 발매 : 1996년 - 원곡 : 토이(유희열) - 작사 : 유희열 - 작곡 : 유희열 - 편곡 : 유희열                                               | 보이스 코리아          | Mnet     | Mnet     |
| 2020 | - 조엘라 <당부> (원곡 : 토이)                                                                |                                     | - 발매 : 1996년 - 원곡 : 토이(유희열) - 작곡 - 이승환, 유희열 - 편곡 - 유희열, 윤상 - rhythm Programming : 윤상 - keyboard : 유희열 | 로또싱어               | MBN      | MBN      |
| 2020 | - 정승환 <내가 너의 곁에 잠시 살았다는 걸> (원곡 : 토이)                                     |                                     | - 발매 : 1996년 - 원곡 : 토이(유희열) - 작사 : 유희열 - 작곡 : 유희열 - 편곡 : 유희열                                               | 비긴어게인 코리아      | JTBC     | JTBC     |
| 2020 | - 권순관 <가족> (원곡 : 이승환)                                                              |                                     | - 발매 : 1997년 - 원곡 : 토이(유희열) - 작곡 : 이승환, 유희열                                                                       | 유희열의 스케치북      | KBS      | KBS      |
| 2021 | - 헤이즈 <오늘 서울은 하루종일 맑음> (원곡 : 토이)                                           |                                     | - 발매 : 2007년 - 원곡 : 토이(유희열) - 작사 : 유희열 - 작곡 : 유희열 - 편곡 : 유희열, 김태훈                                       | 유희열의 스케치북      | KBS      | KBS      |
| 2022 | - 권인하 <그녀가 말했다> (원곡 : 토이)                                                       |                                     | - 발매 : 2014년 - 원곡 : 토이(유희열) - 작사 : 이규호, 유희열 - 작곡 : 유희열 - 편곡 : 유희열, 박인영                               | 유희열의 스케치북      | KBS      | KBS      |
| 2022 | - 이무진 <세 사람> (원곡 : 토이)                                                             |                                     | - 발매 : 2014년 - 원곡 : 토이(유희열) - 작사 : 유희열 - 작곡 : 유희열 - 편곡 : 유희열                                               | 유희열의 스케치북      | KBS      | KBS      |

## 수상
| 연도 | 주최                      | 시상식                       | 부문                   | 수상작/자                |
| ---- | ------------------------- | ---------------------------- | ---------------------- | ------------------------ |
| 1992 | 유재하 음악 장학회        | 제4회《유재하 음악경연대회》 | 대상                   | 〈달빛의 노래〉          |
| 1999 | MBC                       | 《MBC 연기대상》             | 라디오 부문 우수상     | 《유희열의 FM 음악도시》 |
| 2009 | 한국대중음악상 선정위원회 | 《한국대중음악상》           | 최우수 팝 노래상       | 토이〈뜨거운 안녕〉      |
| 2009 | 한국대중음악상 선정위원회 | 《한국대중음악상》           | 올해의 음악인상        | 토이                     |
| 2010 | KBS                       | 《KBS 연예대상》             | 라디오 DJ상            | 《유희열의 라디오 천국》 |
| 2012 | KBS                       | 《KBS 연예대상》             | 최고 엔터테이너상      | 《유희열의 스케치북》    |
| 2014 | KBS                       | 《KBS 연예대상》             | TV 진행자 부문 수상    | 《유희열의 스케치북》    |
| 2014 | SBS                       | 《SBS 연예대상》             | 특별상                 | 《K팝스타》              |
| 2020 |                           | 브랜드 고객충성도 대상       | 뮤지션 엔터테이너 부문 | 빈칸                     |